# 1954
Portal Geschichte | Portal Biografien | Aktuelle Ereignisse | Jahreskalender | Tagesartikel

◄ |
19. Jahrhundert |
20. Jahrhundert
| 21. Jahrhundert

◄ |
1920er |
1930er |
1940er |
1950er
| 1960er | 1970er | 1980er | ►

◄◄ |
◄ |
1950 |
1951 |
1952 |
1953 |
1954
| 1955 | 1956 | 1957 | 1958 | ► | ►►
Staatsoberhäupter · Wahlen · Nekrolog   · Musikjahr · Filmjahr · Rundfunkjahr · Sportjahr
| Januar | Januar | Januar | Januar | Januar | Januar | Januar | Januar |
| Kw     | Mo     | Di     | Mi     | Do     | Fr     | Sa     | So     |
| ------ | ------ | ------ | ------ | ------ | ------ | ------ | ------ |
| 53     |        |        |        |        | 1      | 2      | 3      |
| 1      | 4      | 5      | 6      | 7      | 8      | 9      | 10     |
| 2      | 11     | 12     | 13     | 14     | 15     | 16     | 17     |
| 3      | 18     | 19     | 20     | 21     | 22     | 23     | 24     |
| 4      | 25     | 26     | 27     | 28     | 29     | 30     | 31     |

| Februar | Februar | Februar | Februar | Februar | Februar | Februar | Februar |
| Kw      | Mo      | Di      | Mi      | Do      | Fr      | Sa      | So      |
| ------- | ------- | ------- | ------- | ------- | ------- | ------- | ------- |
| 5       | 1       | 2       | 3       | 4       | 5       | 6       | 7       |
| 6       | 8       | 9       | 10      | 11      | 12      | 13      | 14      |
| 7       | 15      | 16      | 17      | 18      | 19      | 20      | 21      |
| 8       | 22      | 23      | 24      | 25      | 26      | 27      | 28      |

| März | März | März | März | März | März | März | März |
| Kw   | Mo   | Di   | Mi   | Do   | Fr   | Sa   | So   |
| ---- | ---- | ---- | ---- | ---- | ---- | ---- | ---- |
| 9    | 1    | 2    | 3    | 4    | 5    | 6    | 7    |
| 10   | 8    | 9    | 10   | 11   | 12   | 13   | 14   |
| 11   | 15   | 16   | 17   | 18   | 19   | 20   | 21   |
| 12   | 22   | 23   | 24   | 25   | 26   | 27   | 28   |
| 13   | 29   | 30   | 31   |      |      |      |      |

| April | April | April | April | April | April | April | April |
| Kw    | Mo    | Di    | Mi    | Do    | Fr    | Sa    | So    |
| ----- | ----- | ----- | ----- | ----- | ----- | ----- | ----- |
| 13    |       |       |       | 1     | 2     | 3     | 4     |
| 14    | 5     | 6     | 7     | 8     | 9     | 10    | 11    |
| 15    | 12    | 13    | 14    | 15    | 16    | 17    | 18    |
| 16    | 19    | 20    | 21    | 22    | 23    | 24    | 25    |
| 17    | 26    | 27    | 28    | 29    | 30    |       |       |

| Mai | Mai | Mai | Mai | Mai | Mai | Mai | Mai |
| Kw  | Mo  | Di  | Mi  | Do  | Fr  | Sa  | So  |
| --- | --- | --- | --- | --- | --- | --- | --- |
| 17  |     |     |     |     |     | 1   | 2   |
| 18  | 3   | 4   | 5   | 6   | 7   | 8   | 9   |
| 19  | 10  | 11  | 12  | 13  | 14  | 15  | 16  |
| 20  | 17  | 18  | 19  | 20  | 21  | 22  | 23  |
| 21  | 24  | 25  | 26  | 27  | 28  | 29  | 30  |
| 22  | 31  |     |     |     |     |     |     |

| Juni | Juni | Juni | Juni | Juni | Juni | Juni | Juni |
| Kw   | Mo   | Di   | Mi   | Do   | Fr   | Sa   | So   |
| ---- | ---- | ---- | ---- | ---- | ---- | ---- | ---- |
| 22   |      | 1    | 2    | 3    | 4    | 5    | 6    |
| 23   | 7    | 8    | 9    | 10   | 11   | 12   | 13   |
| 24   | 14   | 15   | 16   | 17   | 18   | 19   | 20   |
| 25   | 21   | 22   | 23   | 24   | 25   | 26   | 27   |
| 26   | 28   | 29   | 30   |      |      |      |      |

| Juli | Juli | Juli | Juli | Juli | Juli | Juli | Juli |
| Kw   | Mo   | Di   | Mi   | Do   | Fr   | Sa   | So   |
| ---- | ---- | ---- | ---- | ---- | ---- | ---- | ---- |
| 26   |      |      |      | 1    | 2    | 3    | 4    |
| 27   | 5    | 6    | 7    | 8    | 9    | 10   | 11   |
| 28   | 12   | 13   | 14   | 15   | 16   | 17   | 18   |
| 29   | 19   | 20   | 21   | 22   | 23   | 24   | 25   |
| 30   | 26   | 27   | 28   | 29   | 30   | 31   |      |

| August | August | August | August | August | August | August | August |
| Kw     | Mo     | Di     | Mi     | Do     | Fr     | Sa     | So     |
| ------ | ------ | ------ | ------ | ------ | ------ | ------ | ------ |
| 30     |        |        |        |        |        |        | 1      |
| 31     | 2      | 3      | 4      | 5      | 6      | 7      | 8      |
| 32     | 9      | 10     | 11     | 12     | 13     | 14     | 15     |
| 33     | 16     | 17     | 18     | 19     | 20     | 21     | 22     |
| 34     | 23     | 24     | 25     | 26     | 27     | 28     | 29     |
| 35     | 30     | 31     |        |        |        |        |        |

| September | September | September | September | September | September | September | September |
| Kw        | Mo        | Di        | Mi        | Do        | Fr        | Sa        | So        |
| --------- | --------- | --------- | --------- | --------- | --------- | --------- | --------- |
| 35        |           |           | 1         | 2         | 3         | 4         | 5         |
| 36        | 6         | 7         | 8         | 9         | 10        | 11        | 12        |
| 37        | 13        | 14        | 15        | 16        | 17        | 18        | 19        |
| 38        | 20        | 21        | 22        | 23        | 24        | 25        | 26        |
| 39        | 27        | 28        | 29        | 30        |           |           |           |

| Oktober | Oktober | Oktober | Oktober | Oktober | Oktober | Oktober | Oktober |
| Kw      | Mo      | Di      | Mi      | Do      | Fr      | Sa      | So      |
| ------- | ------- | ------- | ------- | ------- | ------- | ------- | ------- |
| 39      |         |         |         |         | 1       | 2       | 3       |
| 40      | 4       | 5       | 6       | 7       | 8       | 9       | 10      |
| 41      | 11      | 12      | 13      | 14      | 15      | 16      | 17      |
| 42      | 18      | 19      | 20      | 21      | 22      | 23      | 24      |
| 43      | 25      | 26      | 27      | 28      | 29      | 30      | 31      |

| November | November | November | November | November | November | November | November |
| Kw       | Mo       | Di       | Mi       | Do       | Fr       | Sa       | So       |
| -------- | -------- | -------- | -------- | -------- | -------- | -------- | -------- |
| 44       | 1        | 2        | 3        | 4        | 5        | 6        | 7        |
| 45       | 8        | 9        | 10       | 11       | 12       | 13       | 14       |
| 46       | 15       | 16       | 17       | 18       | 19       | 20       | 21       |
| 47       | 22       | 23       | 24       | 25       | 26       | 27       | 28       |
| 48       | 29       | 30       |          |          |          |          |          |

| Dezember | Dezember | Dezember | Dezember | Dezember | Dezember | Dezember | Dezember |
| Kw       | Mo       | Di       | Mi       | Do       | Fr       | Sa       | So       |
| -------- | -------- | -------- | -------- | -------- | -------- | -------- | -------- |
| 48       |          |          | 1        | 2        | 3        | 4        | 5        |
| 49       | 6        | 7        | 8        | 9        | 10       | 11       | 12       |
| 50       | 13       | 14       | 15       | 16       | 17       | 18       | 19       |
| 51       | 20       | 21       | 22       | 23       | 24       | 25       | 26       |
| 52       | 27       | 28       | 29       | 30       | 31       |          |          |

| Januar | Januar | Januar | Januar | Januar | Januar | Januar | Januar |
| Kw     | Mo     | Di     | Mi     | Do     | Fr     | Sa     | So     |
| ------ | ------ | ------ | ------ | ------ | ------ | ------ | ------ |
| 53     |        |        |        |        | 1      | 2      | 3      |
| 1      | 4      | 5      | 6      | 7      | 8      | 9      | 10     |
| 2      | 11     | 12     | 13     | 14     | 15     | 16     | 17     |
| 3      | 18     | 19     | 20     | 21     | 22     | 23     | 24     |
| 4      | 25     | 26     | 27     | 28     | 29     | 30     | 31     |

| Februar | Februar | Februar | Februar | Februar | Februar | Februar | Februar |
| Kw      | Mo      | Di      | Mi      | Do      | Fr      | Sa      | So      |
| ------- | ------- | ------- | ------- | ------- | ------- | ------- | ------- |
| 5       | 1       | 2       | 3       | 4       | 5       | 6       | 7       |
| 6       | 8       | 9       | 10      | 11      | 12      | 13      | 14      |
| 7       | 15      | 16      | 17      | 18      | 19      | 20      | 21      |
| 8       | 22      | 23      | 24      | 25      | 26      | 27      | 28      |

| März | März | März | März | März | März | März | März |
| Kw   | Mo   | Di   | Mi   | Do   | Fr   | Sa   | So   |
| ---- | ---- | ---- | ---- | ---- | ---- | ---- | ---- |
| 9    | 1    | 2    | 3    | 4    | 5    | 6    | 7    |
| 10   | 8    | 9    | 10   | 11   | 12   | 13   | 14   |
| 11   | 15   | 16   | 17   | 18   | 19   | 20   | 21   |
| 12   | 22   | 23   | 24   | 25   | 26   | 27   | 28   |
| 13   | 29   | 30   | 31   |      |      |      |      |

| April | April | April | April | April | April | April | April |
| Kw    | Mo    | Di    | Mi    | Do    | Fr    | Sa    | So    |
| ----- | ----- | ----- | ----- | ----- | ----- | ----- | ----- |
| 13    |       |       |       | 1     | 2     | 3     | 4     |
| 14    | 5     | 6     | 7     | 8     | 9     | 10    | 11    |
| 15    | 12    | 13    | 14    | 15    | 16    | 17    | 18    |
| 16    | 19    | 20    | 21    | 22    | 23    | 24    | 25    |
| 17    | 26    | 27    | 28    | 29    | 30    |       |       |

| Mai | Mai | Mai | Mai | Mai | Mai | Mai | Mai |
| Kw  | Mo  | Di  | Mi  | Do  | Fr  | Sa  | So  |
| --- | --- | --- | --- | --- | --- | --- | --- |
| 17  |     |     |     |     |     | 1   | 2   |
| 18  | 3   | 4   | 5   | 6   | 7   | 8   | 9   |
| 19  | 10  | 11  | 12  | 13  | 14  | 15  | 16  |
| 20  | 17  | 18  | 19  | 20  | 21  | 22  | 23  |
| 21  | 24  | 25  | 26  | 27  | 28  | 29  | 30  |
| 22  | 31  |     |     |     |     |     |     |

| Juni | Juni | Juni | Juni | Juni | Juni | Juni | Juni |
| Kw   | Mo   | Di   | Mi   | Do   | Fr   | Sa   | So   |
| ---- | ---- | ---- | ---- | ---- | ---- | ---- | ---- |
| 22   |      | 1    | 2    | 3    | 4    | 5    | 6    |
| 23   | 7    | 8    | 9    | 10   | 11   | 12   | 13   |
| 24   | 14   | 15   | 16   | 17   | 18   | 19   | 20   |
| 25   | 21   | 22   | 23   | 24   | 25   | 26   | 27   |
| 26   | 28   | 29   | 30   |      |      |      |      |

| Juli | Juli | Juli | Juli | Juli | Juli | Juli | Juli |
| Kw   | Mo   | Di   | Mi   | Do   | Fr   | Sa   | So   |
| ---- | ---- | ---- | ---- | ---- | ---- | ---- | ---- |
| 26   |      |      |      | 1    | 2    | 3    | 4    |
| 27   | 5    | 6    | 7    | 8    | 9    | 10   | 11   |
| 28   | 12   | 13   | 14   | 15   | 16   | 17   | 18   |
| 29   | 19   | 20   | 21   | 22   | 23   | 24   | 25   |
| 30   | 26   | 27   | 28   | 29   | 30   | 31   |      |

| August | August | August | August | August | August | August | August |
| Kw     | Mo     | Di     | Mi     | Do     | Fr     | Sa     | So     |
| ------ | ------ | ------ | ------ | ------ | ------ | ------ | ------ |
| 30     |        |        |        |        |        |        | 1      |
| 31     | 2      | 3      | 4      | 5      | 6      | 7      | 8      |
| 32     | 9      | 10     | 11     | 12     | 13     | 14     | 15     |
| 33     | 16     | 17     | 18     | 19     | 20     | 21     | 22     |
| 34     | 23     | 24     | 25     | 26     | 27     | 28     | 29     |
| 35     | 30     | 31     |        |        |        |        |        |

| September | September | September | September | September | September | September | September |
| Kw        | Mo        | Di        | Mi        | Do        | Fr        | Sa        | So        |
| --------- | --------- | --------- | --------- | --------- | --------- | --------- | --------- |
| 35        |           |           | 1         | 2         | 3         | 4         | 5         |
| 36        | 6         | 7         | 8         | 9         | 10        | 11        | 12        |
| 37        | 13        | 14        | 15        | 16        | 17        | 18        | 19        |
| 38        | 20        | 21        | 22        | 23        | 24        | 25        | 26        |
| 39        | 27        | 28        | 29        | 30        |           |           |           |

| Oktober | Oktober | Oktober | Oktober | Oktober | Oktober | Oktober | Oktober |
| Kw      | Mo      | Di      | Mi      | Do      | Fr      | Sa      | So      |
| ------- | ------- | ------- | ------- | ------- | ------- | ------- | ------- |
| 39      |         |         |         |         | 1       | 2       | 3       |
| 40      | 4       | 5       | 6       | 7       | 8       | 9       | 10      |
| 41      | 11      | 12      | 13      | 14      | 15      | 16      | 17      |
| 42      | 18      | 19      | 20      | 21      | 22      | 23      | 24      |
| 43      | 25      | 26      | 27      | 28      | 29      | 30      | 31      |

| November | November | November | November | November | November | November | November |
| Kw       | Mo       | Di       | Mi       | Do       | Fr       | Sa       | So       |
| -------- | -------- | -------- | -------- | -------- | -------- | -------- | -------- |
| 44       | 1        | 2        | 3        | 4        | 5        | 6        | 7        |
| 45       | 8        | 9        | 10       | 11       | 12       | 13       | 14       |
| 46       | 15       | 16       | 17       | 18       | 19       | 20       | 21       |
| 47       | 22       | 23       | 24       | 25       | 26       | 27       | 28       |
| 48       | 29       | 30       |          |          |          |          |          |

| Dezember | Dezember | Dezember | Dezember | Dezember | Dezember | Dezember | Dezember |
| Kw       | Mo       | Di       | Mi       | Do       | Fr       | Sa       | So       |
| -------- | -------- | -------- | -------- | -------- | -------- | -------- | -------- |
| 48       |          |          | 1        | 2        | 3        | 4        | 5        |
| 49       | 6        | 7        | 8        | 9        | 10       | 11       | 12       |
| 50       | 13       | 14       | 15       | 16       | 17       | 18       | 19       |
| 51       | 20       | 21       | 22       | 23       | 24       | 25       | 26       |
| 52       | 27       | 28       | 29       | 30       | 31       |          |          |

1954 endete der Indochinakrieg mit der Niederlage Frankreichs in der Schlacht um Điện Biên Phủ. Mit dem Algerienkrieg begann gleichzeitig ein weiterer kolonialer Befreiungskrieg gegen Frankreich.
In Deutschland sorgte derweil der Präsident des Verfassungsschutzes, Otto John, mit seinem Abtauchen in der DDR für einen Skandal.
In den USA erreichte die McCarthy-Ära mit dem Communist Control Act of 1954 ihren Höhepunkt.

## Ereignisse

### Politik
- 1. Januar: Rodolphe Rubattel wurde Bundespräsident der Schweiz
- 25. Januar: Beginn der Berliner Außenministerkonferenz (bis zum 18. Februar 1954)
- 1. Februar: Der eindringliche Appell des französischen Armenpriesters Abbé Pierre, für Obdachlose, die während des außergewöhnlich harten Winters von 1953/54 vom Kältetode bedroht sind, zu spenden, löst in Frankreich eine außergewöhnliche Welle der Hilfsbereitschaft aus.
- 19. Februar: Die Krim kommt zur Ukraine, eine ukrainische Stadt zu Russland.
- 25. Februar: Gamal Abdel Nasser wurde Präsident von Ägypten.
- 1. März: Die USA zündeten im Pazifik die bisher stärkste Wasserstoffbombe (600-fache Stärke der Hiroshimabombe).
- 13. März: Die Việt Minh kämpfen in der Điện Biên Phủ gegen die Franzosen.
- 21. April: Im Grenzverkehr zwischen der Bundesrepublik Deutschland und Frankreich wird kein Visum mehr benötigt.
- 28. April: In Colombo (Sri Lanka) trafen die Ministerpräsidenten von Indien, Pakistan, Birma, Ceylon und Indonesien zu einer Asienkonferenz zusammen, auf der unter anderem die aktuelle Situation in Französisch-Indochina beraten wird.
- 14. Mai: Den Haag: Ratifikation der Haager Konvention zum Schutz von Kulturgut bei bewaffneten Konflikten.
- 16. Mai: Der Beginn des Kengir-Aufstandes im Gulag.
- 17. Mai: USA: Der Supreme Court der Vereinigten Staaten von Amerika verbot die Rassentrennung an öffentlichen Schulen
- 20. Mai: Chiang Kai-shek nahm eine neue Amtsperiode als Präsident der nach dem Chinesischen Bürgerkrieg nunmehr hauptsächlich auf Taiwan beschränkten Republik China auf.
- 29.–31. Mai: Erste Bilderberg-Konferenz
- 14. Juni: In Berlin wurde das Kuratorium Unteilbares Deutschland gegründet. Die überparteiliche Organisation verfolgt das Ziel, den Gedanken an die deutsche Einheit wachzuhalten und die deutsche Wiedervereinigung anzustreben.
- 18. Juni: Rund 400 von der CIA ausgebildete „Freiheitskämpfer“ drangen auf Intervention der United Fruit Company in Guatemala ein, um den demokratisch gewählten Präsidenten Jacobo Arbenz Guzmán mit der Operation PBSUCCESS zu stürzen.
- 11. Juli: Das Parlament Paraguays wählte per Akklamation den General Alfredo Stroessner als einzigen Kandidaten zum künftigen Präsidenten des Landes.
- 17. Juli: Die Wahl des deutschen Bundespräsidenten 1954 wurde in Berlin abgehalten, aus der Theodor Heuss als Sieger hervorgeht.
- 20. Juli: Otto John, Präsident des Bundesamtes für Verfassungsschutz, setzte sich in die Deutsche Demokratische Republik ab
- 21. Juli: Auf der Genfer Konferenz wurde nach dem Indochinakrieg die Teilung Vietnams beschlossen
- 22. Juli: Laos wurde unabhängig
- 22. Juli: Doppelbesteuerungsabkommen zwischen der Bundesrepublik Deutschland und den USA
- 9. August: Die Türkei, Griechenland und Jugoslawien schlossen in Bled den auf zwanzig Jahre befristeten Balkanpakt.
- 18. August: Offenbach am Main wurde mit der Geburt ihres einhunderttausendsten Einwohners zur jüngsten Großstadt Hessens.
- 24. August: US-Präsident Dwight D. Eisenhower unterschrieb den Communist Control Act of 1954, ein Gesetz, das die Mitgliedschaft in und die Unterstützung der Kommunistischen Partei der USA kriminalisiert.
- 24. August: Der brasilianische Präsident Getúlio Dornelles Vargas tötet sich mit einem Pistolenschuss selbst, nachdem er am Tag zuvor wegen einer vorausgegangenen Attentatsaffäre die Unterstützung des Militärs verloren hat. An seine Stelle tritt João Café Filho.
- 30. August: Die Gründung der Europäischen Verteidigungsgemeinschaft (EVG) scheiterte an der Ablehnung des EVG-Vertrags durch die französische Nationalversammlung
- 2. Oktober: Mit den Pariser Verträgen wurde die Wiederbewaffnung der Bundesrepublik Deutschland und die Aufnahme in die NATO beschlossen
- 4. Oktober: Doppelbesteuerungsabkommen zwischen der Bundesrepublik Deutschland und Österreich
- 19. Oktober: Ägypten und Großbritannien schließen das Suez-Abkommen, das den Abzug stationierter britischer Streitkräfte innerhalb von zwanzig Monaten vorsieht. Das internationale Statut der Suezkanalzone erkennt Ägypten im Vertrag an.
- 23. Oktober: Kulturabkommen zwischen der Bundesrepublik Deutschland und Frankreich. In Kraft seit dem 28. Juli 1955
- 23. Oktober: Der Brüsseler Pakt wird erweitert und in die Westeuropäische Union (WEU) umgewandelt.
- 26. Oktober: Die Übergabe der Verwaltung in der Zone A an Italien durch die Alliierte Militärregierung bewirkt das Ende des Freien Territoriums Triest. In der Zone B steuert bereits Jugoslawien die Geschicke.
- 31. Oktober: In Algerien startet die Nationale Befreiungsfront (Front de Libération Nationale) Aktionen gegen die französische Kolonialherrschaft und verlangt die Unabhängigkeit des Landes
- 1. November: Der Algerienkrieg bricht aus.
- 8. November: Der äthiopische Kaiser Haile Selassie I. trifft zum ersten offiziellen Staatsbesuch der Bundesrepublik Deutschland ein.[1]
- 16. November: Der Deutsche Bundestag wählt Eugen Gerstenmaier zu seinem Präsidenten. Er folgt im Amt auf den verstorbenen Hermann Ehlers.
- 24. November: Theodor Blank, Konrad Adenauers Beauftragter zur Wiederbewaffnung, wird in Augsburg von Protestierern niedergebrüllt
- 2. Dezember: Nach einer Außenministerkonferenz in Moskau wird angekündigt, dass der Ostblock reagieren werde, wenn eine militärische Integration in Westeuropa und die Wiederbewaffnung der Bundesrepublik Deutschland erfolge
- 10. Dezember: Kulturabkommen zwischen der Bundesrepublik Deutschland und Spanien. In Kraft seit dem 14. März 1956
- 14. Dezember: Wilhelm Hoegner wird Ministerpräsident der Viererkoalition in Bayern, bestehend aus SPD, BP, GB/BHE und FDP. Einzige Oppositionspartei war die CSU.

### Wirtschaft
- 30. März: In Toronto wird der erste Abschnitt der Yonge-University-Linie der Toronto Subway in Betrieb genommen. Es ist die erste U-Bahn in Kanada.
- 16. August: Die erste Ausgabe des wöchentlichen Sportmagazins Sports Illustrated erscheint in den USA.
- 4. Dezember: Das erste Schnellrestaurant der Fastfood-Kette Burger King bedient in Miami im US-Bundesstaat Florida seine Kunden.
- Erstmals erreicht der Ernährungsstand der Bundesrepublik Deutschland wieder den Ernährungsstand Deutschlands aus der Vorkriegszeit. Allerdings hat sich das Essverhalten geändert: Es wird deutlich mehr Obst sowie weniger Fleisch gegessen und weniger Alkohol getrunken.
- Erstmals Weihnachtsgeld für die Beschäftigten in der Metall- und Elektroindustrie.
- Streik in der bayerischen Metallindustrie 1954 – eine herbe Niederlage für die IG Metall, also für die Mitglieder.

### Wissenschaft und Technik
- 9. Januar: Die britische Nordgrönlandexpedition misst bei ihrer Überwinterungsstation North Ice mit −65,9 °C die bislang niedrigste Temperatur auf der Insel Grönland.
- 21. Januar: Das erste atomgetriebene U-Boot, die „Nautilus“, wird von der US-Marine in Dienst gestellt
- 6. Februar: Vorstellung des Mercedes-Benz 300 SL
- 13. Februar: Mit dem Errichten der Mawson-Station für Forschungszwecke in der Antarktis untermauert Australien seine Ansprüche auf ein Australisches Antarktis-Territorium.
- 1. Juni: Das erste Kernkraftwerk der Welt wird in Obninsk bei Moskau in Betrieb genommen.
- 27. Juni: Das nahe Moskau gelegene Kernkraftwerk Obninsk, das erste kommerzielle Kernkraftwerk der Welt, beginnt mit dem Einspeisen von Strom in das sowjetische Stromnetz.
- 7. August: Die Universidad Austral de Chile wird gegründet.
- 23. August: Erstflug des Transportflugzeugs Lockheed C-130 Hercules; der Typ wird 2025 immer noch gebaut.

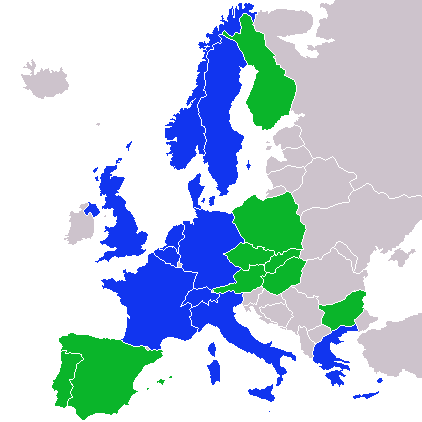
Gründerstaaten des CERN (blau)

- 29. September: In Genf wird von zwölf europäischen Staaten die Europäische Organisation für Kernforschung (CERN) gegründet.
- 29. September: Das zweistrahlige Kampfflugzeug McDonnell F-101 wird im Erstflug in den Vereinigten Staaten erprobt.
- 18. Oktober: Texas Instruments kündigt das weltweit erste Transistorradio an.
- 16. Dezember: Dem Chemiker Tracy Hall gelingt es, mit einer selbst entwickelten Presse synthetische Diamanten reproduzierbar herzustellen.
- 23. Dezember: Der Arzt Joseph Edward Murray führt mit seinem Team in einer fünfeinhalbstündigen Operation die erste erfolgreiche Nierentransplantation am Peter Bent Brigham Hospital in Boston durch. Der eineiige Zwilling Ronald Herrick spendete seinem Bruder Richard eine Niere.
- Einführung des Farbfernsehens mit der Fernsehnorm NTSC in den USA
- Mit der Wigomat wird die weltweit erste Filterkaffeemaschine in Deutschland patentiert

### Kultur
- 24. Januar: Erstausstrahlung des Hörspiels Under Milk Wood von Dylan Thomas (Regie: Douglas Cleverdon) durch den britischen Radiosender BBC 3. Das Werk avancierte schnell zum berühmtesten Hörspiel der Rundfunkgeschichte. Die deutsche Ursendung erfolgte am 20. September durch den NWDR Hamburg unter dem Titel Unter dem Milchwald. Die Regie führte Fritz Schröder-Jahn.
- 20. Februar: Uraufführung der Operette Der dritte Wunsch von Nico Dostal am Opernhaus Nürnberg
- Februar: Das Museu de Arte Moderna do Rio de Janeiro wird eröffnet
- 1. April: Uraufführung der Oper The Tender Land von Aaron Copland in der City Centre Opera in New York
- 12. April: Bill Haley nimmt in New York den Song Rock Around the Clock auf und verhilft damit dem Rock ’n’ Roll zum Durchbruch.
- 1. Mai: Pablo Picasso malt das Porträt Sylvette
- 13. Mai: Uraufführung des Musicals The Pajama Game, zu dem Richard Adler und Jerry Ross die Musik sowie George Abbott und Richard Bissell das Libretto schrieben
- 23. Juni: Uraufführung der Oper Die Witwe von Ephesus von Hermann Reutter in Köln
- Juni: Veröffentlichung der Geschichte der O
- 5. Juli: Elvis Presley nimmt im Sun Studio in Memphis (Tennessee) den alten Blues-Song That's All Right auf und beginnt damit seine Karriere als Rock-’n’-Roll-Star.
- 13. Juli: In Deutschland wird mit Ewald Balser in der Rolle des Professors Ferdinand Sauerbruch der Arztfilm Sauerbruch – Das war mein Leben uraufgeführt.
- 29. Juli: Der Fantasy-Klassiker Der Herr der Ringe wird in England veröffentlicht.
- 17. August: Uraufführung der Oper Penelope von Rolf Liebermann bei den Salzburger Festspielen
- 21. August: In São Paulo wird der zur 400-Jahr-Feier geschaffene Parque do Ibirapuera für die Bevölkerung zur Nutzung freigegeben.
- 6. September: Bei den Filmfestspielen von Venedig wird der Film La Strada des Regisseurs Federico Fellini mit Giulietta Masina in der Hauptrolle uraufgeführt.
- Oktober: Eröffnung der Hochschule für Film und Fernsehen Potsdam
- 4. November: Uraufführung des Musicals Fanny von Harold Rome am Majestic Theatre in New York City
- Heut liegt was in der Luft: Bully Buhlan & Mona Baptiste
- Mr. Sandman: The Chordettes
- Gründung des jamaikanischen Plattenlabels Studio One
- Liste der Nummer-eins-Hits in Deutschland (1954)

### Religion
- 25. März: In der Enzyklika Sacra virginitas lobt Papst Pius XII. jene Menschen im Dienste Gottes, die in ihrem Leben ehelos und jungfräulich bleiben. Sie seien für Ehre und Ruhm der Kirche unverzichtbar.
- 5. Juni: Die Enzyklika Ecclesiae fastos des Papstes Pius XII. würdigt das Wirken des heiligen Bonifatius, den der Papst als Apostel für Europa und christlichen Gesandten beschreibt.
- 7. Oktober: Die Römisch-katholische Kirche in China steht im Mittelpunkt der Enzyklika Ad Sinarum gentem von Papst Pius XII. Er lehnt dortige Bestrebungen zu einer Staatskirche ab und verneint die Vereinbarkeit von kommunistischen Regeln mit katholischem Glauben.
- 11. Oktober: Mit der Enzyklika Ad caeli reginam führt Papst Pius XII. den Gedenktag Maria, Königin des Himmels ein. Die römisch-katholische Kirche begeht das Fest seit 1969 jährlich am 22. August. Die Gottesgebärerin Maria wird vom Papst als Königin beschrieben.

### Sport

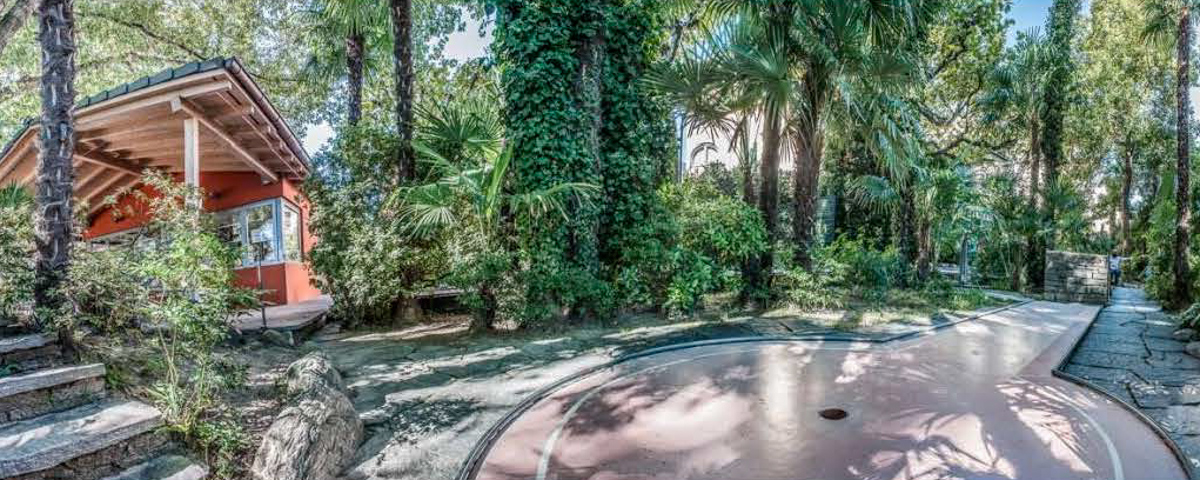
Älteste normierte Minigolfanlage, eröffnet 1954

Einträge von Leichtathletik-Weltrekorden siehe unter der jeweiligen Disziplin unter Leichtathletik.
- 17. Januar bis 24. Oktober: Austragung der 5. Formel-1-Weltmeisterschaft
- 24. Januar: In Buenos Aires wird das erste 1000-km-Rennen auf dem Autódromo Juan y Oscar Alfredo Gálvez gestartet. Es war zugleich der erste Wertungslauf für die neu geschaffene Sportwagen-Weltmeisterschaft.
- 19. März: In Ascona wird die erste normierte Minigolf-Anlage (System Bongni) eröffnet.
- 28. März: Das Saarland verliert in Saarbrücken gegen die Bundesrepublik Deutschland in der Qualifikationsrunde zur Fußball-WM 1954 mit 1:3.
- 23. April: Die NBA führt die Wurfuhr ein, Geburtsstunde des modernen Basketball
- 6. Mai: Roger Bannister läuft als erster Mensch die englische Meile unter 4 Minuten.
- 23. Mai: Hannover 96 wird deutscher Fußballmeister.
- 15. Juni: Gründung des Europäischen Fußballverbandes UEFA in Basel
- 4. Juli: Fußball-WM in der Schweiz: Die deutsche Nationalmannschaft (Trainer Sepp Herberger) wird überraschend mit einem 3:2-Final-Sieg über Ungarn im Wankdorfstadion in Bern erstmals Weltmeister (siehe: Wunder von Bern)
- 8. Juli: Gründung des Wuppertaler SV
- 30. Juli: Eröffnung der British Empire and Commonwealth Games
- 31. Juli: Erstbesteigung des K2, des zweithöchsten Berges der Erde durch Achille Compagnoni und Nino Lacedelli
- 19. Oktober: Herbert Tichy, Sepp Jöchler und Pasang Dawa Lama gelingt die Erstbesteigung des 8188 m hohen Cho Oyu
- 23. Oktober: In Ost-Berlin wird der Deutsche Anglerverband gegründet.
- 24. Oktober: Der Argentinier Juan Manuel Fangio gewinnt die Weltmeisterschaft der Formel 1.
- 11. November: Gründung des SC Empor Rostock
- 12. Dezember: In Karlsruhe werden Heinz Fütterer und Ursula Happe als Sportler des Jahres 1954 ausgezeichnet.
- Erstmalige Vergabe der Auszeichnung: Sportler des Jahres (Großbritannien)

### Katastrophen
- 10. Januar: Vom 10. bis 12. Januar ereignet sich die Lawinenkatastrophe von 1954 in Vorarlberg. 280 Menschen werden verschüttet.
- 9. September: Erdbeben der Stärke 6,8 in Orléansville, jetzt Ech Cheliff, Algerien mit etwa 1.250 Toten
- 23. September: Bei der Tanklagerexplosion bei Niederstedem kommen 29 Menschen ums Leben.
- 26. September: Der Untergang des Fährschiffs Doya Maru (Japan) fordert 1.172 Menschenleben
- 23. Dezember: Bei der Sturmflutserie vom 19. bis 24. Dezember 1954 kommen mindestens 70 Menschen ums Leben.

Kleinere Unglücksfälle sind in den Unterartikeln von Katastrophe und in der Liste von Katastrophen aufgeführt.

### Trivia
- 11. April: Der 11. April 1954 war laut dem britischen Programmierer William Tunstall-Pedoe „der langweiligste Tag des 20. Jahrhunderts“, weil an diesem Datum die wenigsten bedeutenden Ereignisse stattgefunden hätten.[2]
- 30. November: In Sylacauga, Alabama, durchbricht ein 4 kg schwerer Meteorit das Dach eines Hauses und verletzt die Bewohnerin Ann Hodges. Dies ist der erste dokumentierte Fall, in dem eine Person durch ein Objekt aus dem Weltraum getroffen wurde.

## Geboren

### Januar

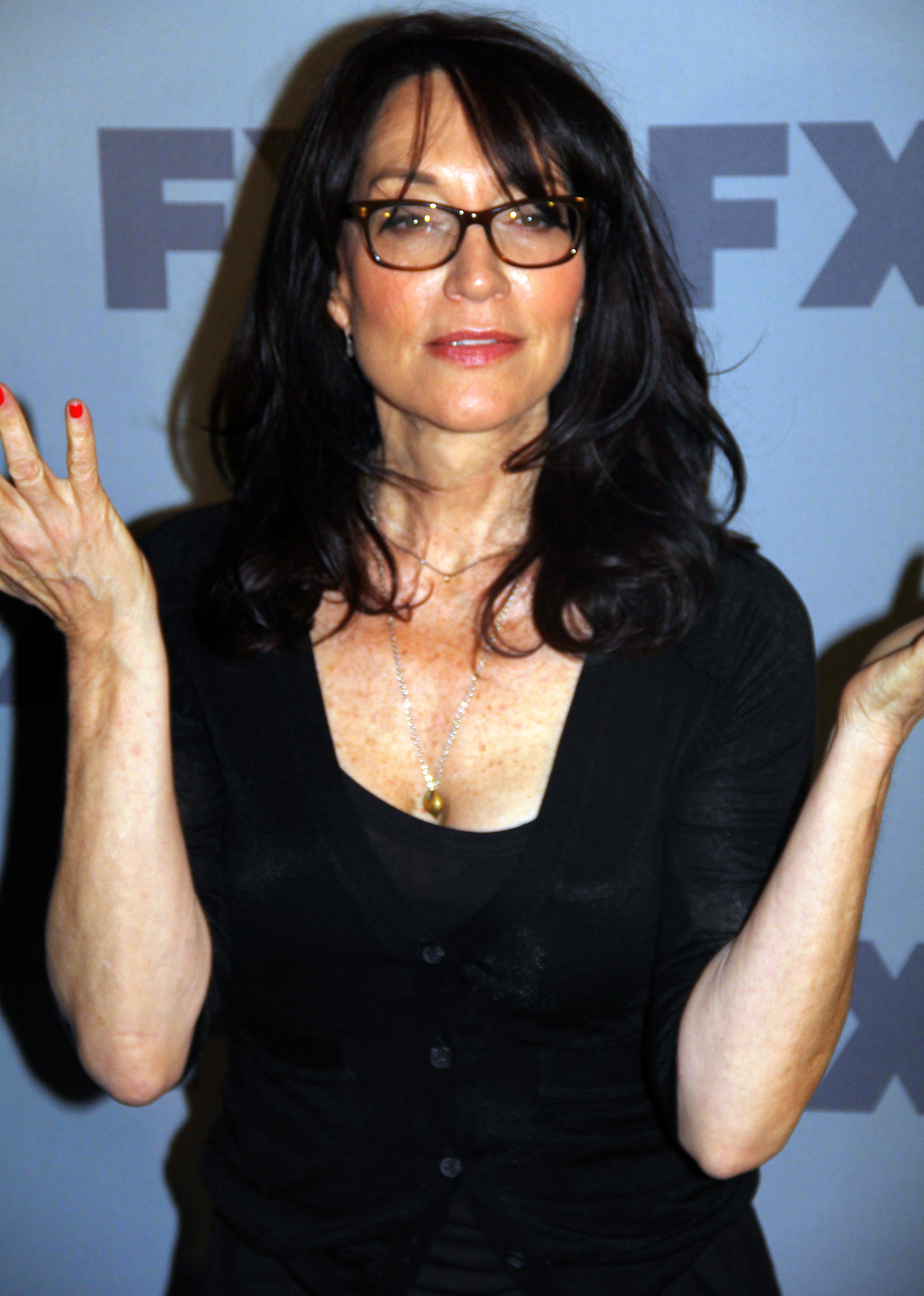
Katey Sagal, 2012

- 01. Januar: Korhan Abay, türkischer Schauspieler
- 01. Januar: Tajudeen Afolabi Adeola, nigerianischer Politiker
- 01. Januar: Artin Ateş, armenischer Patriarch von Konstantinopel und Oberhaupt der armenisch-apostolischen Kirche in der Türkei
- 01. Januar: Trutz Graf Kerssenbrock, deutscher Politiker
- 01. Januar: Claudia Scheler, deutsche Politikerin
- 03. Januar: Ned Lamont, US-amerikanischer Unternehmer und Politiker
- 04. Januar: Helmut K. Anheier, deutsch-US-amerikanischer Professor
- 04. Januar: Waldemar Bastos, angolanischer Sänger († 2020)
- 04. Januar: Brian Foster, experimenteller Elementarteilchenphysiker
- 04. Januar: Gilberto Pichetto Fratin, italienischer Politiker
- 04. Januar: Oleg Iwanowitsch Romanzew, russischer Fußballtrainer und Fußballspieler
- 04. Januar: Peter Seiffert, deutscher Opernsänger († 2025)
- 05. Januar: Roland Appel, deutscher Politiker
- 05. Januar: László Krasznahorkai, ungarischer Schriftsteller
- 06. Januar: Torsten Enders, deutscher Hörspielautor und -regisseur
- 06. Januar: Tim Grönlund, finnischer Kanute († 2022)
- 06. Januar: Martin Hein, deutscher Theologe und Bischof der evangelischen Kirche von Kurhessen-Waldeck
- 06. Januar: Hans Robert Hiegel, deutscher Architekt
- 06. Januar: Anthony Minghella, britischer Drehbuchautor und Filmregisseur († 2008)
- 07. Januar: José María Vitier, kubanischer Pianist und Komponist
- 09. Januar: László Dés, ungarischer Jazzmusiker
- 09. Januar: Brigitte Kraemer, deutsche Fotokünstlerin
- 11. Januar: Jaak Aaviksoo, estnischer Wissenschaftler und Politiker
- 11. Januar: Tahar Djaout, algerischer Journalist und Schriftsteller († 1993)
- 11. Januar: Maria Rosaria Omaggio, italienische Schauspielerin († 2024)
- 11. Januar: Barbara Prammer, österreichische Politikerin († 2014)
- 12. Januar: Andreas Franz, deutscher Schriftsteller († 2011)
- 12. Januar: Johannes Gerlach, deutscher Strahlenphysiker und Politiker der SPD
- 12. Januar: Mojo Mendiola, deutscher Musik-Journalist und Impresario, Autor, Fotograf und Maler († 2017)
- 12. Januar: Howard Stern, US-amerikanischer Moderator
- 12. Januar: Felipe Rose, Gründungsmitglied der Disco-Gruppe Village People
- 12. Januar: Klaus-Peter Wolf, deutscher Schriftsteller und Drehbuchautor
- 13. Januar: Thomas Eduard Abeltshauser, deutscher Jurist
- 13. Januar: Bruno Coulais, französischer Filmkomponist
- 13. Januar: Alexander Thieme, deutscher Leichtathlet († 2016)
- 15. Januar: Roger McLachlan, neuseeländischer Bassist († 2025)
- 16. Januar: Reinhold Fanz, deutscher Fußballtrainer
- 16. Januar: Felicia Jitianu, rumänische Ruderin

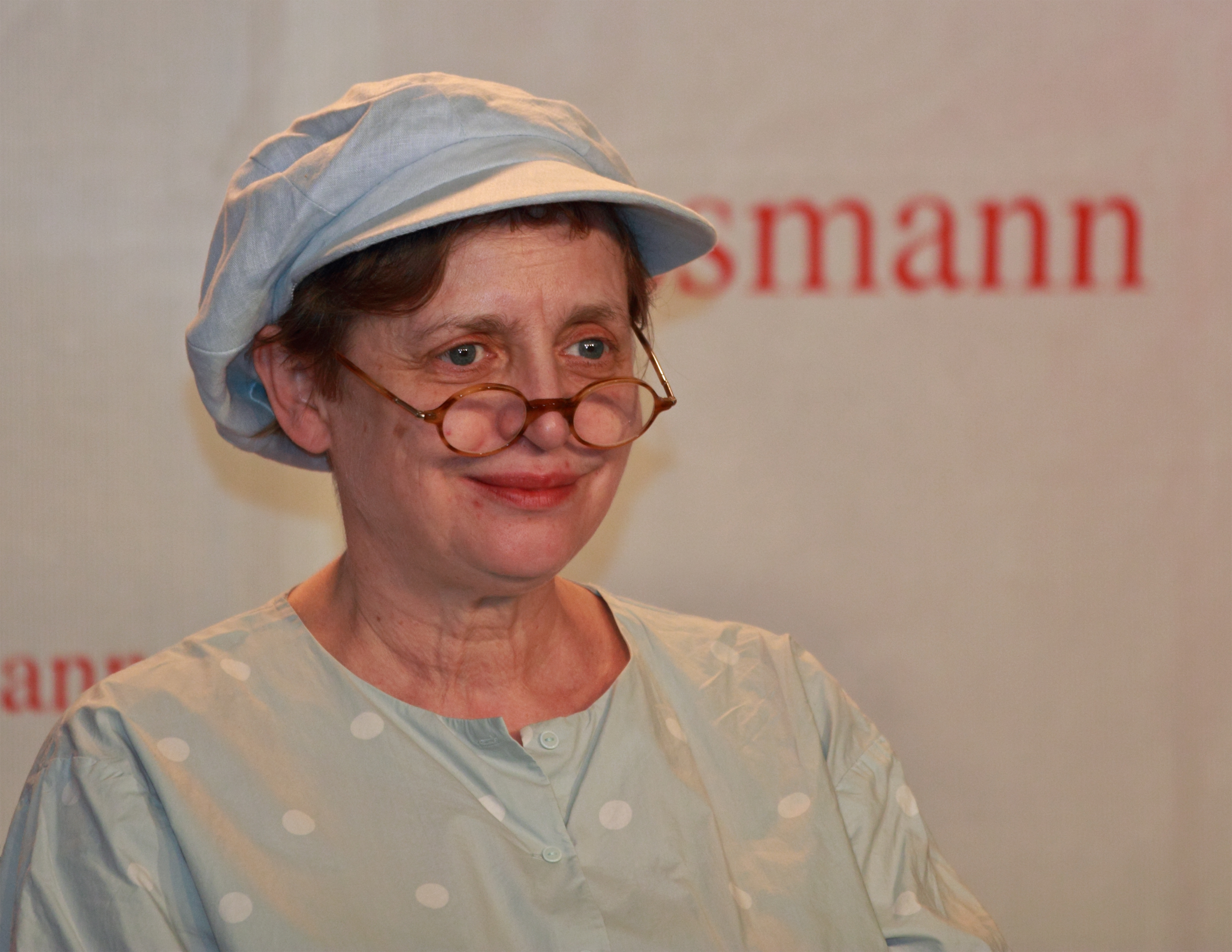
Katharina Thalbach, 2012

- 16. Januar: Rainer O. Neugebauer, deutscher Pädagoge, Historiker und Sozialwissenschaftler
- 17. Januar: Robert Francis Kennedy junior, US-amerikanischer Anwalt, Umweltaktivist und Autor
- 18. Januar: Alexander Semjonowitsch Anpilogow, sowjetisch-georgischer Handballspieler
- 19. Januar: Joachim Deckarm, deutscher Leichtathlet und Handballspieler
- 19. Januar: Evelyne Gebhardt, Mitglied des Europaparlaments für Deutschland
- 19. Januar: Katey Sagal, US-amerikanische Schauspielerin
- 19. Januar: Cindy Sherman, US-amerikanische Fotografin
- 19. Januar: Katharina Thalbach, deutsche Schauspielerin

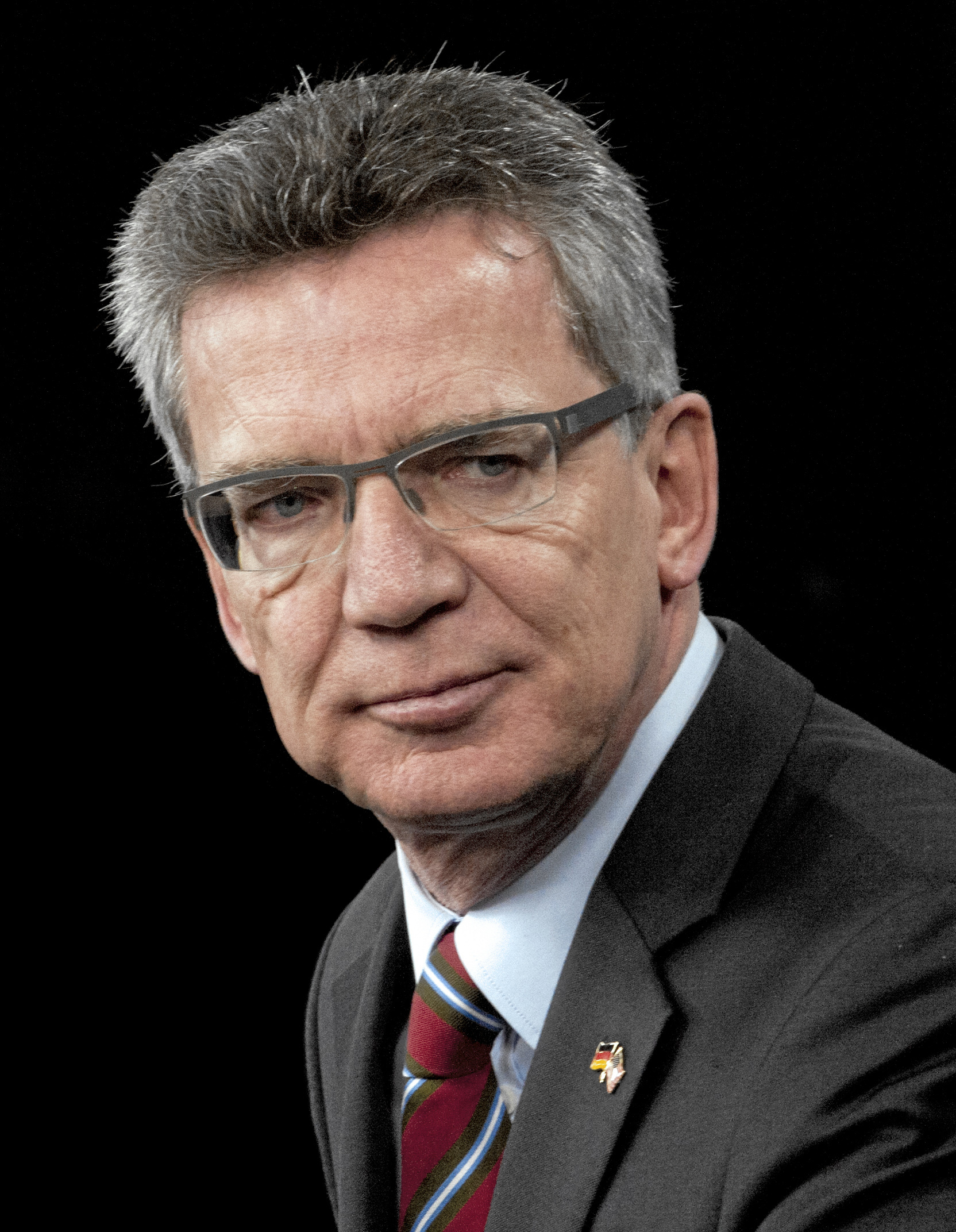
Thomas de Maizière, 2012

- 21. Januar: Paweł Arndt, polnischer Politiker
- 21. Januar: Thomas de Maizière, deutscher Politiker
- 22. Januar: Tully Blanchard, US-amerikanischer Wrestler
- 22. Januar: Bernd Heynemann, deutscher Politiker und Fußballschiedsrichter
- 22. Januar: Peter Pilz, österreichischer Politiker
- 22. Januar: Bernd Schneidmüller, deutscher Historiker für mittelalterliche Geschichte
- 22. Januar: Hartwig von Schubert, deutscher Theologe
- 22. Januar: Cavin Leon Yarbrough, US-amerikanischer Musiker († 2025)
- 23. Januar: Utz Rachowski, deutscher Schriftsteller
- 23. Januar: Rüdiger Schnuphase, deutscher Fußballspieler
- 24. Januar: Michel Abramowicz, französischer Kameramann
- 24. Januar: Peter Anreiter, österreichischer Namenforscher und Professor
- 24. Januar: Jo Gartner, österreichischer Automobilrennfahrer († 1986)
- 25. Januar: Klaus Amrath, deutscher Fußballspieler
- 25. Januar: Ricardo Bochini, argentinischer Fußballspieler
- 25. Januar: David Grossman, israelischer Schriftsteller
- 26. Januar: Robert Benz, deutscher Pianist und Musikpädagoge
- 26. Januar: Dieter „bornzero“ Bornschlegel, deutscher Rockgitarrist, Komponist, Sänger, Texter
- 26. Januar: Owen Underhill, kanadischer Komponist, Dirigent, Flötist und Musikpädagoge
- 26. Januar: Jürgen Vormeier, deutscher Jurist
- 28. Januar: Kurt Albert, deutscher Bergsteiger und Fotograf († 2010)
- 28. Januar: Peter Lampe, deutscher Theologe und Historiker
- 28. Januar: Rick Warren, US-amerikanischer Baptistenpastor, Autor von Leben mit Vision und Gründer der Saddleback Church

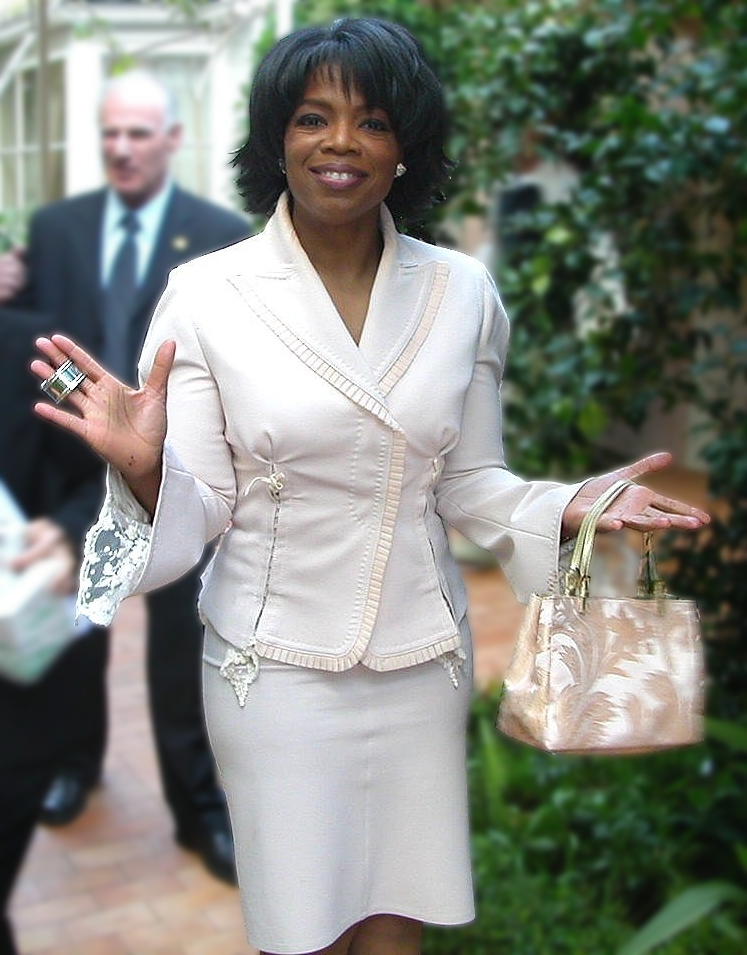
Oprah Winfrey, 2004

- 29. Januar: Oprah Winfrey, US-amerikanische Talk-Show-Moderatorin
- 30. Januar: Rahim Ademi, kroatischer General
- 30. Januar: Jochen Kowalski, deutscher Sänger
- 31. Januar: Mauro Baldi, italienischer Automobilrennfahrer

### Februar
- 01. Februar: Marijke Amado, niederländische Moderatorin im deutschen Fernsehen
- 01. Februar: Christoph Böhr, deutscher Politiker
- 01. Februar: Carlo Conti, Schweizer Politiker
- 01. Februar: Egbert Streuer, niederländischer Motorradrennfahrer
- 02. Februar: Hansi Hinterseer, österreichischer Skirennläufer und Sänger
- 02. Februar: Chan Wing-wah, chinesischer Komponist
- 03. Februar: Roman Reusch, deutscher Jurist und Politiker
- 04. Februar: Tim Caldwell, US-amerikanischer Skilangläufer
- 04. Februar: Peter Conzelmann, deutscher Brigadegeneral des Heeres
- 05. Februar: Stefan Jedele, deutscher Fernsehproduzent († 2022)
- 05. Februar: Cliff Martinez, US-amerikanischer Filmkomponist
- 05. Februar: Robert Walter McElroy, US-amerikanischer Kardinal, Bischof von San Diego
- 05. Februar: Matthias Spindler, deutscher Journalist und Historiker († 2021)
- 05. Februar: Christian Wulffen, deutscher Künstler
- 06. Februar: Costică Dafinoiu, rumänischer Boxer († 2022)

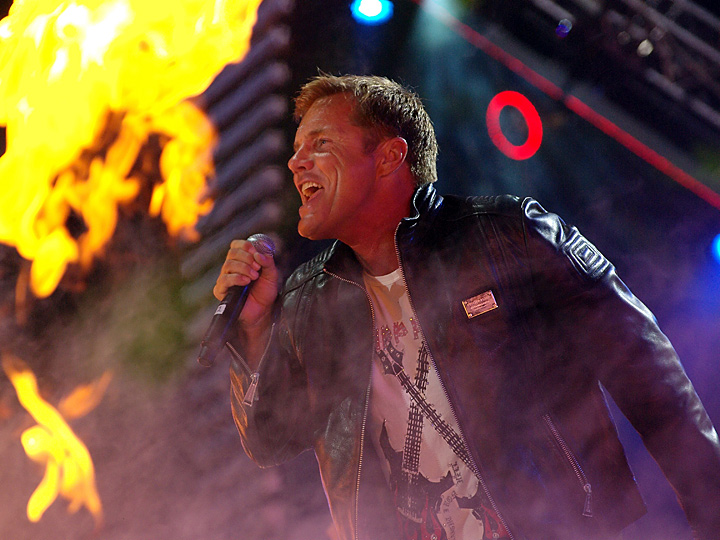
Dieter Bohlen (2009)

- 07. Februar: Dieter Bohlen, deutscher Musiker, Musikproduzent und Komponist
- 07. Februar: Dietmar Munier, deutscher Verleger
- 08. Februar: Jochen Schroeder, deutscher Schauspieler und Sänger
- 09. Februar: Karin Düwel, deutsche Schauspielerin
- 09. Februar: Ulrich Walter, deutscher Physiker und Astronaut
- 10. Februar: Liane Deicke, deutsche Politikerin
- 10. Februar: Hans-Jürgen Hufeisen, deutscher Flötist und Komponist
- 10. Februar: Peter Ramsauer, deutscher Politiker
- 10. Februar: Anna Solecka, deutsche Malerin und Fotografin
- 11. Februar: Aristidis Rapanakis, griechischer Segler († 2022)
- 12. Februar: Phil Zimmermann, US-amerikanischer Kryptologe
- 13. Februar: John Wolf Brennan, irisch-schweizerischer Jazzmusiker und Komponist
- 13. Februar: Hannes Steinert, deutscher Maler
- 13. Februar: Folke Tegetthoff, österreichischer Märchendichter und Erzähler
- 14. Februar: Vladimir Drinfeld, ukrainischer Mathematiker

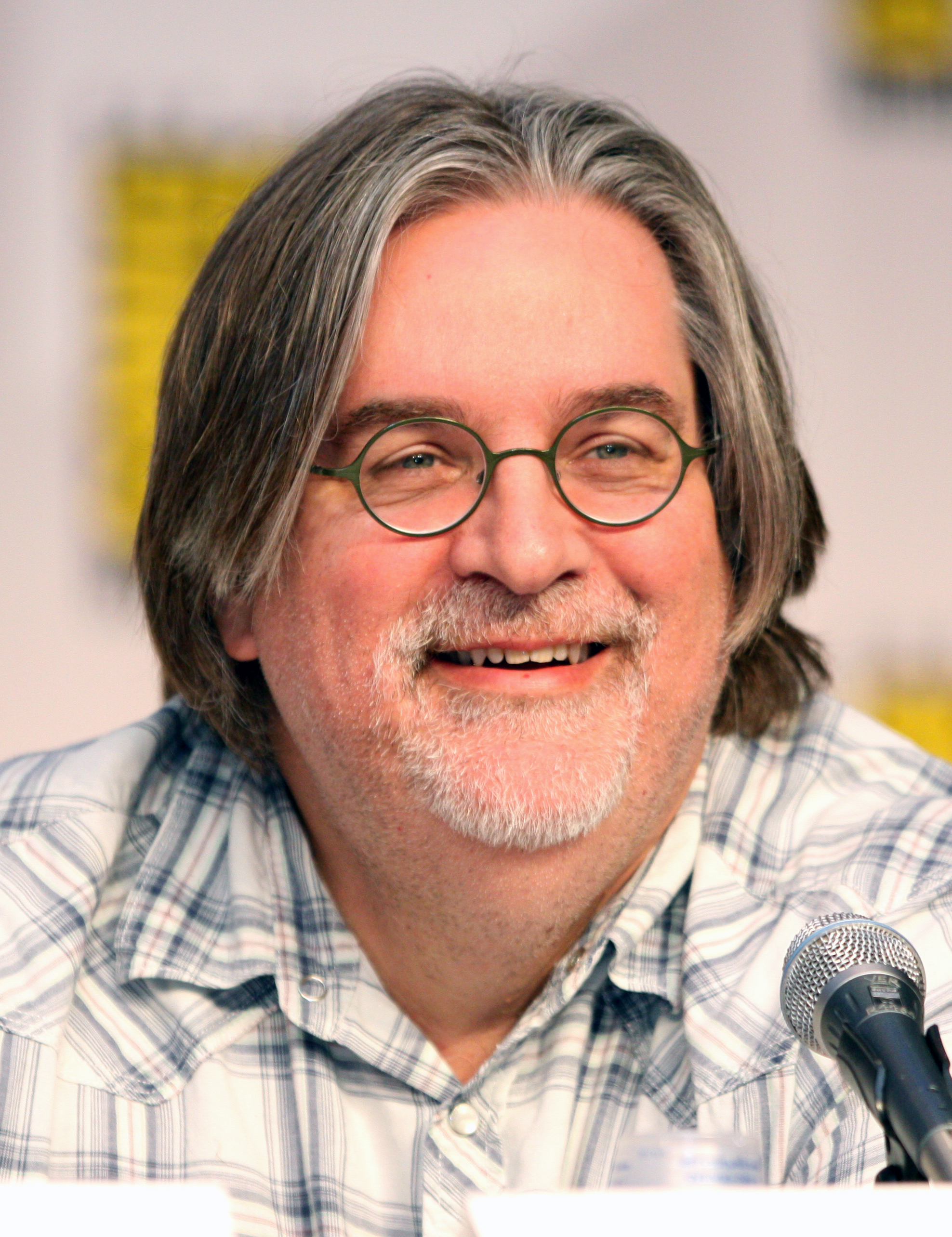
Matt Groening, 2010

- 15. Februar: Matt Groening, US-amerikanischer Trickfilmzeichner
- 16. Februar: Iain M. Banks, schottischer Schriftsteller († 2013)
- 16. Februar: Antonio Cid Cortés, spanischer Bocciaspieler
- 16. Februar: Jeff Clayton, US-amerikanischer Jazz-Saxophonist († 2020)
- 16. Februar: Margaux Hemingway, US-amerikanische Schauspielerin und Model († 1996)
- 16. Februar: Klaus-Werner Jonas, deutscher Politiker
- 16. Februar: Isolde Kunkel-Weber, deutsche Gewerkschafterin (ver.di)
- 17. Februar: Lou Ann Barton, US-amerikanische Bluessängerin
- 17. Februar: Rene Russo, US-amerikanische Filmschauspielerin
- 17. Februar: Helene Tursten, schwedische Schriftstellerin
- 18. Februar: Sigisbert Dolinschek, österreichischer Politiker

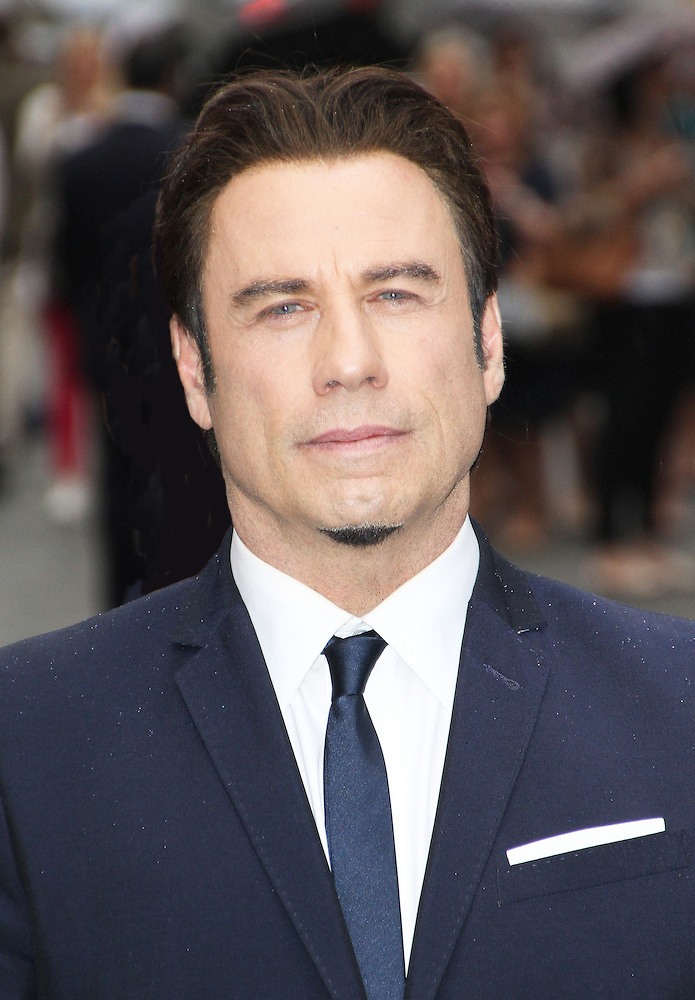
John Travolta, 2013

- 18. Februar: John Travolta, US-amerikanischer Schauspieler, Tänzer, Produzent und Autor
- 19. Februar: Francis Buchholz, deutscher Rockmusiker
- 19. Februar: Hans-Hermann Gockel, deutscher Journalist und Fernsehmoderator
- 19. Februar: Reiner Haseloff, deutscher Politiker
- 19. Februar: Ludwig Hollburg, deutscher Schauspieler
- 19. Februar: Dominique Probst, französischer Komponist und Schlagzeuger
- 19. Februar: Sócrates, brasilianischer Fußballspieler († 2011)
- 19. Februar: Otto Strauß, deutscher Politiker
- 20. Februar: Michael Alpert, US-amerikanischer Klezmersänger und Interpret jiddischer Musik, Multiinstrumentalist, Tänzer und Komponist
- 20. Februar: Patty Hearst, Enkeltochter des US-amerikanischen Medienmoguls William Randolph Hearst
- 20. Februar: Abida Parveen, pakistanische Sängerin und Musikerin
- 21. Februar: Gaby Baginsky, deutsche Schlagersängerin
- 21. Februar: Ivo Van Damme, belgischer Leichtathlet († 1976)
- 23. Februar: Gabriele Brakebusch, deutsche Politikerin
- 23. Februar: Wiktor Juschtschenko, ukrainischer Politiker, Präsident der Ukraine
- 23. Februar: Hlib Lonchyna, US-amerikanischer Bischof, Exarch von Großbritannien
- 23. Februar: Alexander Mashkevitch, israelischer Unternehmer († 2025)
- 23. Februar: Tom Peyer, US-amerikanischer Comicautor
- 23. Februar: Gundula Schulze Eldowy, deutsche Fotografin
- 24. Februar: Katharina Landgraf, deutsche Politikerin und MdB
- 24. Februar: Plastic Bertrand, belgischer New-Wave-Musiker
- 25. Februar: Michael Amon, österreichischer Schriftsteller († 2018)
- 26. Februar: Arndt Ellmer, deutscher Science-Fiction-Schriftsteller

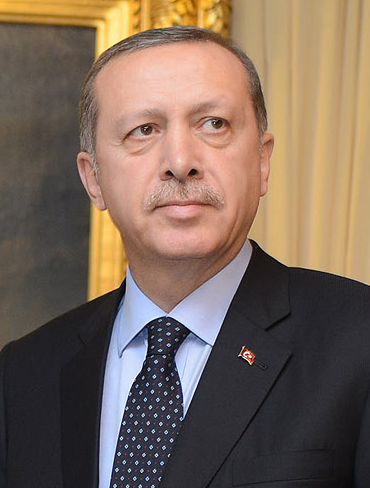
Recep Tayyip Erdoğan, 2012

- 26. Februar: Recep Tayyip Erdoğan, türkischer Politiker
- 26. Februar: Ernst August von Hannover, Oberhaupt des Hauses der Welfen
- 26. Februar: Wolf-Rüdiger Marunde, deutscher Zeichner und Cartoonist
- 26. Februar: Leon de Winter, niederländischer Schriftsteller
- 27. Februar: Monika Heubaum, deutsche Politikerin und MdB
- 27. Februar: Thomas Axel Palka, deutscher Politiker
- 27. Februar: Neal Schon, US-amerikanischer Blues- und Rock-Gitarrist
- 28. Februar: Alain Crepin, belgischer Komponist und Professor
- 28. Februar: Rita Feldmeier, deutsche Schauspielerin

### März
- 01. März: Catherine Bach, US-amerikanische Schauspielerin
- 01. März: Carles Benavent, spanischer Jazz- und Flamencobassist
- 01. März: Michael Höhenberger, deutscher Politiker († 2023)
- 01. März: Ron Howard, US-amerikanischer Schauspieler, Regisseur und Filmproduzent Ron Howard

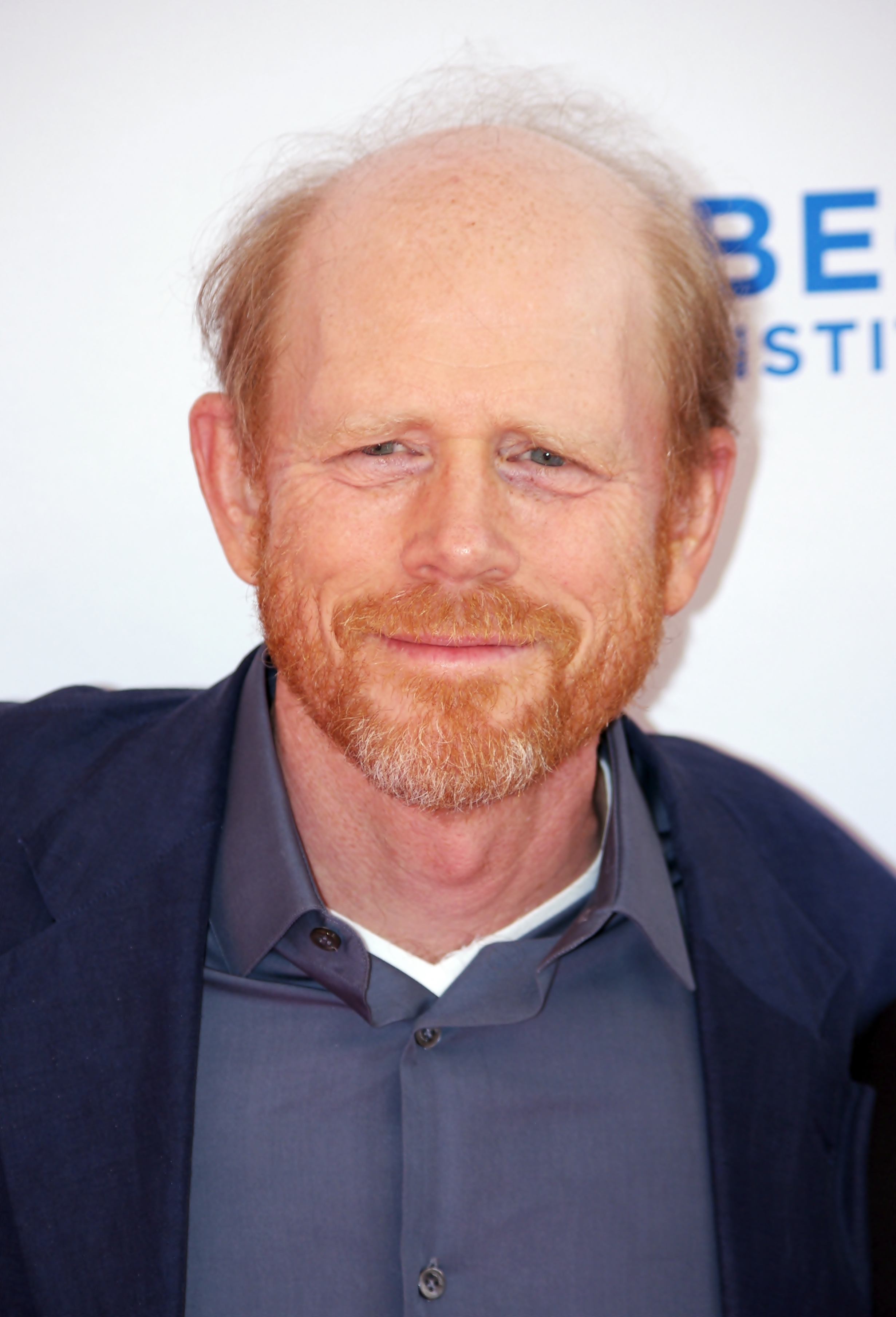
Ron Howard

- 01. März: Monika Pflug, deutsche Eisschnellläuferin
- 01. März: Volker Wieker, 15. Generalinspekteur der Bundeswehr
- 02. März: Hans-Jürgen Baake, deutscher Fußballspieler
- 03. März: Dieter Drabiniok, deutscher Politiker
- 03. März: Ona Zee, US-amerikanische Pornodarstellerin, -produzentin und -regisseurin
- 04. März: Timur Awtandilowitsch Apakidse, russischer Generalmajor († 2001)
- 04. März: François Fillon, französischer Politiker, von 2007 bis 2012 Premierminister Frankreichs
- 04. März: Ricky Ford, US-amerikanischer Jazz-Saxophonist
- 04. März: Hubert Mania, deutscher Autor und Übersetzer
- 04. März: Willie Thorne, englischer Snookerspieler († 2020)
- 05. März: Jack Stamp, US-amerikanischer Komponist, Dirigent und Musikpädagoge
- 05. März: Tamāra Vilerte, lettische Schachspielerin und -trainerin
- 06. März: István Fehér, ungarischer Ringer († 2021)
- 06. März: Toni Schumacher, deutscher Fußballtorwart Toni Schumacher

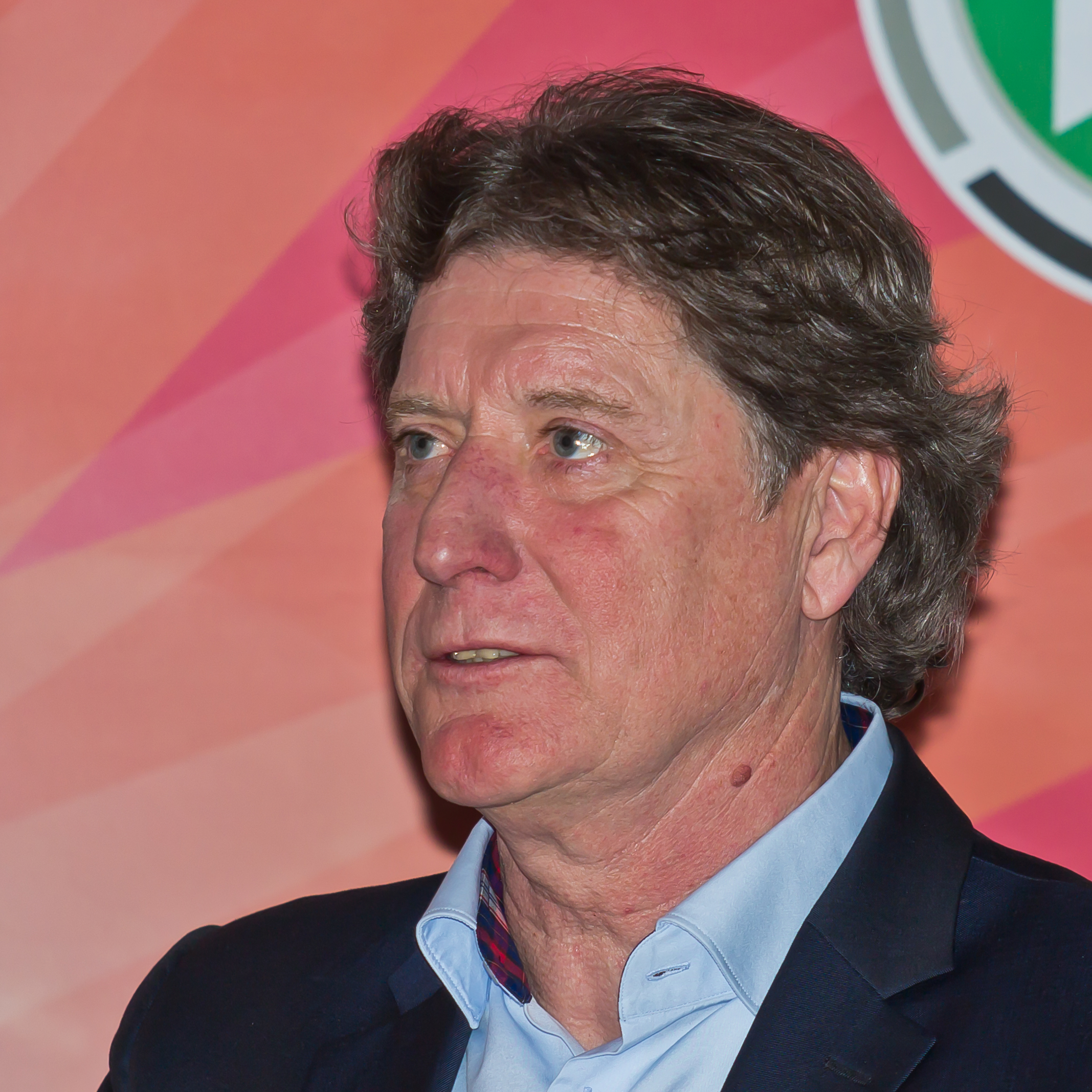
Toni Schumacher

- 06. März: Joey DeMaio, US-amerikanischer Musiker und Komponist im True Metal Genre
- 08. März: Rainer Wend, deutscher Politiker
- 08. März: Karl Schnabl, österreichischer Skispringer
- 08. März: Marie-Theres Nadig, Schweizer Skirennläuferin
- 08. März: Juan Ramón Rocha, argentinischer Fußballspieler
- 09. März: Teodor Anghelini, rumänischer Fußballspieler
- 09. März: Christian Eberl, deutscher Politiker und seit 1981 Mitglied der FDP
- 09. März: Carlos Ghosn, brasilianischer Manager
- 09. März: Matthias Matussek, deutscher Journalist und Publizist
- 09. März: Roland Methling, deutscher Politiker
- 09. März: Bobby Sands, nordirischer Widerstandskämpfer, Abgeordneter im britischen Unterhaus († 1981)
- 09. März: Jock Taylor, britischer Motorradrennfahrer († 1982)
- 10. März: Tina Charles, britische Sängerin
- 10. März: Lupita D’Alessio, mexikanische Schauspielerin und Sängerin
- 10. März: Luc Dardenne, belgischer Filmregisseur, -produzent und Drehbuchautor
- 10. März: Lajos Mocsai, ungarischer Handballspieler und -trainer
- 10. März: Tomiko Yoshikawa, japanische Automobilrennfahrerin
- 11. März: Lothar König, deutscher evangelischer Pfarrer († 2024)
- 11. März: Gale Norton, Innenministerin in den USA
- 12. März: Richard Winfred Anane, ghanaischer Politiker und Humanmediziner
- 12. März: Elena Aprile, italienische Teilchenphysikerin
- 12. März: Inessa Galante, lettische Sopranistin
- 13. März: Marika Adam, österreichische Schauspielerin und Theaterregisseurin
- 13. März: Valerie Ann Amos, britische Botschafterin
- 13. März: Renaud Donnedieu de Vabres, französischer Politiker
- 15. März: Benjamin Bierman, US-amerikanischer Komponist, Musikpädagoge, Trompeter und Bandleader
- 15. März: Massimo Bubola, italienischer Cantaurore und Musikproduzent
- 15. März: Walter Döring, deutscher Politiker (FDP)
- 15. März: Thorsten Lorenz, deutscher Medienpädagoge und Hochschullehrer
- 16. März: Miklós Csemiczky, ungarischer Komponist und Musikpädagoge
- 17. März: Lesley-Anne Down, britische Schauspielerin
- 18. März: Jan Diesselhorst, deutscher Cellist († 2009)
- 18. März: Hisaki Matsuura, japanischer Schriftsteller, Literatur- und Kulturwissenschaftler
- 18. März: Andy Narell, US-amerikanischer Jazzschlagzeuger
- 18. März: Dietrich Siegl, österreichischer Schauspieler
- 19. März: Jill Abramson, US-amerikanische Journalistin
- 20. März: Patrick Abada, französischer Stabhochspringer
- 20. März: Renate Adolph, deutsche Journalistin und Politikerin
- 20. März: Rudi Margreiter, Schweizer Schlagersänger († 2005)
- 20. März: Louis Sachar, US-amerikanischer Schriftsteller
- 20. März: Charlie Simmer, kanadischer Eishockeyspieler
- 20. März: Christoph Ransmayr, österreichischer Schriftsteller
- 21. März: Mike Dunleavy, US-amerikanischer Basketballtrainer
- 22. März: Ute Schäfer, deutsche Politikerin
- 23. März: Catherine Alric, französische Schauspielerin
- 23. März: Luigi Auriemma, US-amerikanischer Basketballtrainer
- 23. März: Gabriele Eckart, deutsche Schriftstellerin
- 23. März: Marianne Thomann-Stahl, deutsche Politikerin
- 24. März: Steve LaSpina, US-amerikanischer Jazzbassist
- 24. März: Rafael Orozco Maestre, kolumbianischer Sänger († 1992)
- 25. März: Silvia Schmidt, deutsche Politikerin
- 26. März: Udo Di Fabio, deutscher Jurist, Richter des Bundesverfassungsgerichts
- 26. März: Jutta Speidel, deutsche Schauspielerin Jutta Speidel, 2007

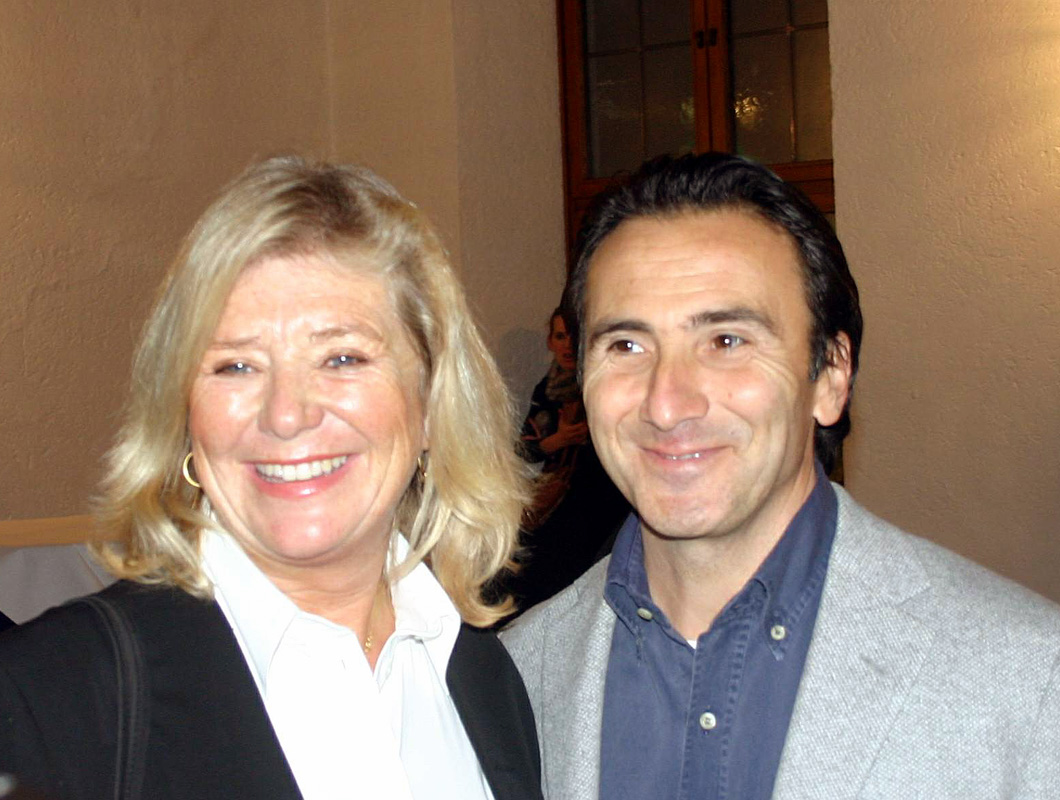
Jutta Speidel, 2007

- 27. März: Gerard Batten, britischer Politiker
- 27. März: Helge Iberg, norwegischer Komponist und Jazzpianist
- 28. März: Paweł Szymański, polnischer Komponist
- 29. März: Maritta Böttcher, deutsche Politikerin, MdB
- 29. März: Nicolas Lindt, schweizerischer Schriftsteller
- 29. März: Chip Robinson, US-amerikanischer Automobilrennfahrer
- 29. März: Helen Volk, simbabwische Hockey- und Softballspielerin
- 30. März: Bernd Saxe, Bürgermeister der Hansestadt Lübeck
- 31. März: Marion Seib, deutsche Politikerin
- 31. März: Wolfgang Zenkner, deutscher Karambolagespieler

### April
- 01. April: Giancarlo Antognoni, italienischer Fußballspieler
- 01. April: Dieter Müller, deutscher Fußballspieler
- 01. April: Jeff Porcaro, US-amerikanischer Schlagzeuger der Rockband Toto († 1992)
- 01. April: Knut Værnes, norwegischer Jazzgitarrist
- 02. April: Gregory Abbott, US-amerikanischer Musiker, Sänger, Komponist und Musikproduzent
- 02. April: Wladimir Iljitsch Afromejew, russischer Geschäftsmann, Schachspieler und -organisator
- 02. April: Abdelilah Benkirane, Premierminister von Marokko
- 03. April: Reinhard Gaier, deutscher Richter des Bundesverfassungsgerichts
- 03. April: Gerd Knoblauch, deutscher Fußballtorwart
- 03. April: Eckhardt Rehberg, deutscher Politiker
- 04. April: Michel Camilo, Pianist und Komponist im Jazz- und Klassikgenre
- 04. April: René Girard, französischer Fußballspieler und -trainer
- 04. April: Konstantine Kemularia, georgischer Politiker
- 05. April: Stan Ridgway, US-amerikanischer Musiker
- 05. April: David Shamban, israelischer Cellist
- 06. April: Frieder Butzmann, deutscher Komponist, Hörspielautor und Performance-Künstler
- 06. April: Sepp Ferstl, deutscher Skirennläufer
- 06. April: Aaron Kyle, US-amerikanischer American-Football-Spieler
- 07. April: Jackie Chan, chinesischer Schauspieler

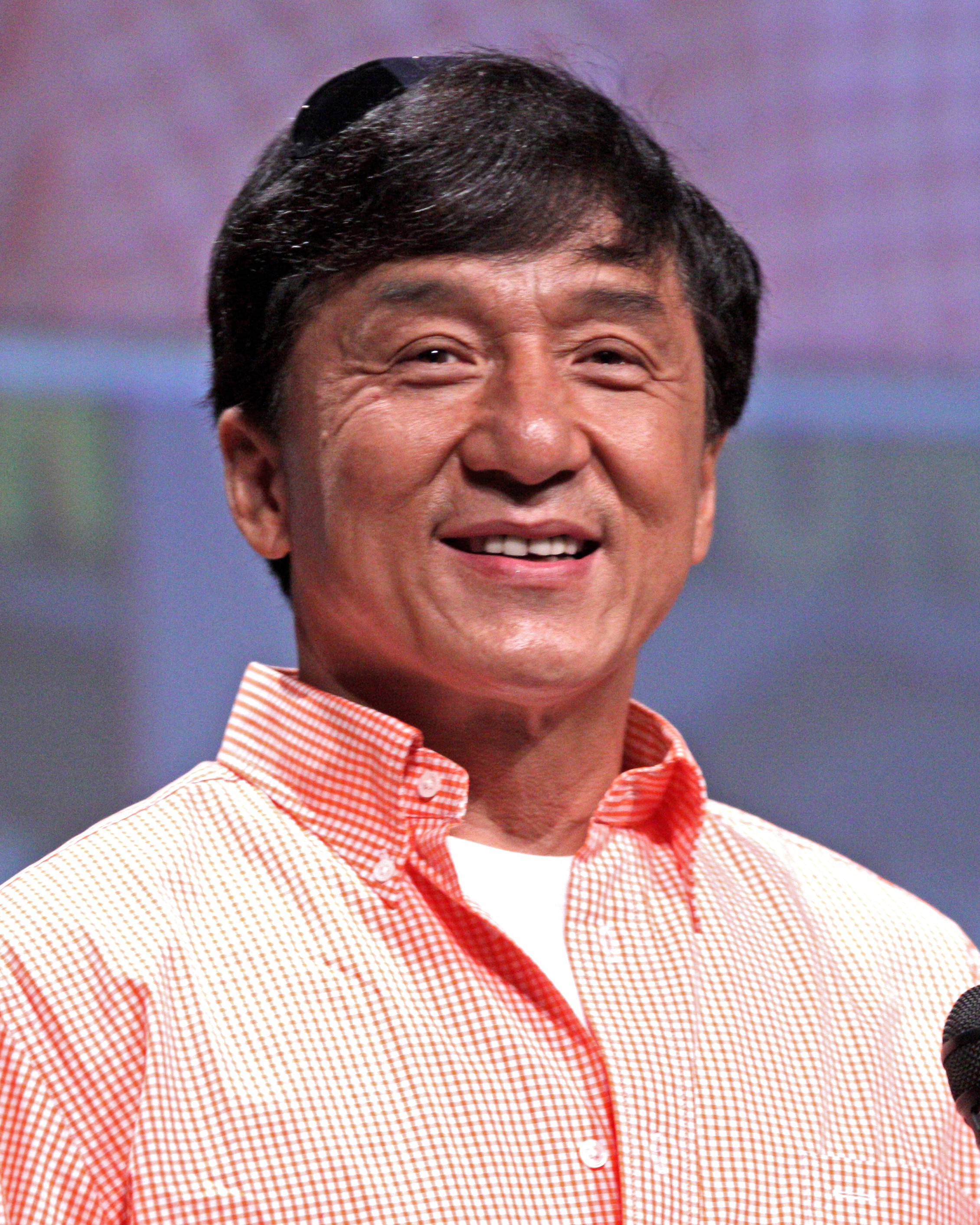
Jackie Chan

- 09. April: Dennis Quaid, US-amerikanischer Schauspieler
- 09. April: Arnold Stadler, deutscher Schriftsteller

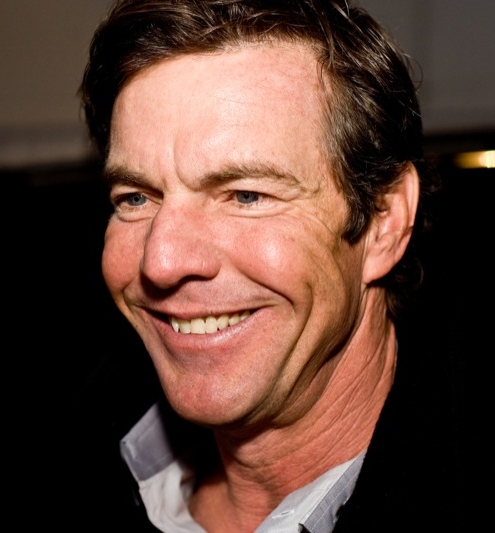
Dennis Quaid

- 10. April: Angelika Hellmann, deutsche Geräteturnerin
- 10. April: Peter MacNicol, US-amerikanischer Schauspieler
- 10. April: Jouko Törmänen, finnischer Skispringer († 2015)
- 11. April: Ian F. Akyildiz, türkischer Informatiker und Ingenieur
- 11. April: Waleri Garkalin, Schauspieler, Schauspiellehrer und Puppenspieler († 2021)
- 11. April: Willie Royster, US-amerikanischer Baseballspieler († 2015)
- 12. April: Pat Travers, kanadischer Blues-Rock-Gitarrist
- 12. April: Steve Stevaert, belgischer (flämischer) Politiker († 2015)
- 14. April: Katsuhiro Otomo, japanischer Comic-Zeichner, Drehbuchautor und Regisseur
- 15. April: Michael Helmrath, deutscher Oboist, Dirigent und Generalmusikdirektor
- 15. April: Ewald Schurer, deutscher Politiker und MdB († 2017)
- 15. April: Wiktor Pynsenyk, ukrainischer Politiker, Finanzminister
- 15. April: Seka, US-amerikanische Pornodarstellerin
- 16. April: Ellen Barkin, US-amerikanische Schauspielerin
- 16. April: Sibylle Lewitscharoff, deutsche Schriftstellerin († 2023)
- 17. April: Riccardo Patrese, italienischer Automobilrennfahrer
- 17. April: Nano Pourtier, französischer Freestyle-Skier
- 17. April: Michael Sembello, US-amerikanischer Sänger und Musiker
- 18. April: Annemarie Adlassnig, österreichische Politikerin
- 18. April: Hans Liberg, niederländischer Musikcomedian
- 18. April: Torsten Persson, schwedischer Ökonom
- 18. April: Dennis Talbot, australischer Boxer
- 19. April: Trevor Francis, englischer Fußballspieler und -trainer († 2023)
- 19. April: Res Ingold, Schweizer Konzeptkünstler
- 19. April: Ingrid Peters, deutsche Sängerin
- 19. April: Bob Rock, kanadischer Plattenproduzent und Tontechniker
- 20. April: Gero von Boehm, deutscher Regisseur, Journalist und Autor
- 20. April: Piotr Gliński, polnischer Politiker
- 20. April: Ralph Pichler, Schweizer Bobfahrer
- 21. April: Walter Freiwald, deutscher Hörfunk- und Fernsehmoderator († 2019)
- 21. April: Laura Podestà, italienische Schwimmerin († 2022)
- 22. April: Ulla Burchardt, deutsche Politikerin
- 23. April: Tony Atlas, US-amerikanischer Wrestler, Bodybuilder und Powerlifter
- 23. April: Michael Moore, US-amerikanischer Dokumentarfilmer und Autor
- 24. April: Mumia Abu-Jamal, US-amerikanischer Journalist
- 24. April: Captain Sensible, britischer Sänger, Gitarrist und Bassist
- 25. April: Bob Ross, schottischer Hornist und Dirigent
- 26. April: Ernst Hauck, deutscher Jurist
- 27. April: Jürgen Bäuerle, deutscher Kommunalpolitiker
- 27. April: Margaret Kelley, US-amerikanische Künstlerin
- 27. April: Thomas Oppermann, deutscher Politiker († 2020)
- 28. April: Michael Daugherty, US-amerikanischer Komponist, Pianist und Musikpädagoge
- 28. April: Günther Hasinger, deutscher Astrophysiker
- 29. April: Heinz Schaden, österreichischer Kommunalpolitiker
- 29. April: Jerry Seinfeld, US-amerikanischer Schauspieler und Comedian
- 29. April: Tina York, deutsche Schlagersängerin
- 30. April: Howard Arman, britischer Chorleiter und Operndirigent
- 30. April: Douglas Arnold, US-amerikanischer Mathematiker
- 30. April: Norbert Bernsdorff, deutscher Jurist
- 30. April: Jane Campion, neuseeländische Filmregisseurin
- 30. April: Konstanze Lauterbach, deutsche Theaterregisseurin († 2025)
- 30. April: Gunther Tiersch, deutscher Meteorologe und Goldmedaillengewinner bei Olympischen Spielen im Rudern

### Mai
- 01. Mai: Frédéric Chichin, französischer Rock-Musiker und Singer-Songwriter († 2007)
- 01. Mai: Juro Mětšk, sorbischer Komponist († 2022)
- 02. Mai: Elliot Goldenthal, US-amerikanischer Komponist
- 02. Mai: Werner Melzer, deutscher Fußballspieler
- 02. Mai: Wolfgang Mocker, deutscher Aphoristiker († 2009)
- 02. Mai: Modupe Oshikoya, nigerianische Leichtathletin
- 04. Mai: Pia Zadora, US-amerikanische Sängerin
- 05. Mai: Martin Renner, deutscher Politiker
- 05. Mai: Dirk Spelsberg, deutscher Hörspiel- und Theaterautor († 2018)
- 05. Mai: Dagmar G. Wöhrl, deutsche Politikerin
- 06. Mai: Marcel Konrad, Schweizer Schriftsteller
- 07. Mai: Heinzpeter Hempelmann, deutscher evangelikaler Theologe und Philosoph
- 08. Mai: Anthony Appiah, US-amerikanischer Philosoph
- 08. Mai: Alexandru Custov, rumänischer Fußballspieler († 2008)
- 08. Mai: Erika Franke, deutscher Generalarzt, erster Bundeswehrgeneral aus den neuen Bundesländern
- 08. Mai: David Keith, US-amerikanischer Schauspieler
- 09. Mai: Albrecht Bufe, deutscher Arzt und Wissenschaftler
- 09. Mai: Domenico Caso, italienischer Fußballspieler und -trainer
- 09. Mai: Barb Jungr, englische Sängerin
- 10. Mai: Sabine Postel, deutsche Schauspielerin
- 12. Mai: Barry Ackroyd, britischer Kameramann
- 12. Mai: Rajaâ Cherkaoui El Moursli, marokkanische Physikerin
- 12. Mai: Friðrik Þór Friðriksson, isländischer Filmregisseur und Filmemacher
- 12. Mai: Annette Kreft, deutsche Schauspielerin
- 13. Mai: Georg Gafron, deutscher Journalist
- 13. Mai: Jean-Louis Costes, französischer Performance-Künstler, Sänger, Schauspieler, Regisseur und Autor
- 13. Mai: Johnny Logan, irischer Sänger und Komponist
- 13. Mai: Josef Loos, österreichischer Politiker
- 14. Mai: Peter Cestonaro, deutscher Fußballspieler
- 14. Mai: Karl-Markus Gauß, österreichischer Schriftsteller
- 14. Mai: Klaus Hensel, deutscher Schriftsteller
- 14. Mai: Bodo Wehmeier, deutscher Fußballspieler
- 15. Mai: Diana Liverman, britisch-US-amerikanische Ökologin
- 15. Mai: Janusz Stokłosa, polnischer Pianist und Komponist
- 16. Mai: Ulli Bögershausen, deutscher Sologitarrist und Gitarrenlehrer
- 16. Mai: Cindy Lee Van Dover, Meeresbiologin mit Schwerpunkt Tiefsee
- 16. Mai: Jónína Leósdóttir, isländische Autorin
- 16. Mai: Betty Olivero, israelische Komponistin
- 18. Mai: Ekkehardt Belle, deutscher Schauspieler und Synchronsprecher († 2022)
- 18. Mai: Rolf Bietmann, deutscher Politiker, MdB
- 18. Mai: Eric Gerets, belgischer Fußballspieler und -trainer
- 18. Mai: Han Gyong-si, nordkoreanischer Gewichtheber
- 18. Mai: Reinhold Heil, deutscher Komponist, Tonmeister, Produzent, Pianist, Keyboarder und Sänger
- 18. Mai: Thomas Sinsel, deutscher Handballspieler
- 19. Mai: Wolfgang Maderthaner, österreichischer Historiker
- 19. Mai: Phil Rudd, Schlagzeuger der australischen Hardrock-Band AC/DC
- 19. Mai: Webb Wilder, US-amerikanischer Musiker und Schauspieler
- 20. Mai: Esko Aho, finnischer Staatsmann und Premierminister
- 20. Mai: Julie Brougham, neuseeländische Dressurreiterin († 2021)
- 20. Mai: Thomas Huonker, Schweizer Historiker
- 20. Mai: David Paterson, US-amerikanischer Politiker
- 20. Mai: Luis Royo, spanischer Maler
- 21. Mai: Marc Ribot, US-amerikanischer Avantgarde-Gitarrist und Komponist
- 21. Mai: Josef Steinkogler, österreichischer Politiker († 2024)
- 22. Mai: Clemens Eich, deutscher Schauspieler und Schriftsteller († 1998)
- 23. Mai: Eva Afuhs, österreichische Künstlerin († 2011)
- 23. Mai: Charytín Goyco, dominikanische Sängerin, Fernsehmoderatorin und Schauspielerin
- 23. Mai: Paolo Olmi, italienischer Dirigent
- 24. Mai: Robert Beaser, US-amerikanischer Komponist, Dirigent und Musikpädagoge
- 24. Mai: Rainald Goetz, deutscher Schriftsteller
- 25. Mai: Tantely Andrianarivo, madagassischer Politiker († 2023)
- 25. Mai: Christoph Neidhart, Schweizer Journalist und Autor
- 26. Mai: Alan Hollinghurst, britischer Schriftsteller
- 26. Mai: Marian Gold, deutscher Musiker und Mitbegründer der Band Alphaville
- 26. Mai: Erich Hackl, österreichischer Schriftsteller
- 27. Mai: Jo Achermann, Schweizer Bildhauer
- 27. Mai: Roy Edwards, US-amerikanischer Politiker († 2020)
- 27. Mai: Jackie Slater, US-amerikanischer American-Football-Spieler
- 27. Mai: Reiner Wehle, deutscher Klarinettist, Autor und Professor
- 28. Mai: Walter Heiler, deutscher Politiker, Bürgermeister und MdL
- 28. Mai: Margus Leivo, estnischer Politiker († 2019)
- 29. Mai: John Hencken, US-amerikanischer Schwimmer
- 29. Mai: Angelika Perdelwitz, deutsche Schauspielerin
- 29. Mai: Jacqueline Todten, deutsche Leichtathletin
- 31. Mai: Petra Gerstenkorn, deutscher Politiker und MdB
- 31. Mai: Lissy Gröner, MdEP für die SPD († 2019)
- 31. Mai: Wolfgang Pollanz, österreichischer Schriftsteller, Publizist und Musiker
- 31. Mai: Anders Hillborg, schwedischer Komponist und Professor

### Juni
- 01. Juni: Jan Söffing, deutscher Politiker
- 02. Juni: Allen Emerson, US-amerikanischer Informatiker († 2024)
- 02. Juni: Dennis Haysbert, US-amerikanischer Schauspieler
- 03. Juni: Sərdar Cəlaloğlu, aserbaidschanischer Politiker
- 03. Juni: Bajram Rexhepi, kosovarischer Politiker und Ministerpräsident († 2017)
- 03. Juni: Hans-Werner Senfft, deutscher Politiker
- 04. Juni: Hermann Gerland, deutscher Fußballtrainer
- 04. Juni: Michael Green, barbadisch-lucianischer Regattasegler
- 04. Juni: Roger Xhonneux, belgischer Handballspieler, -trainer und -schiedsrichter
- 05. Juni: Juan-José Aguirre Muñoz, spanischer Bischof
- 05. Juni: Robert Hochbaum, deutscher Politiker
- 05. Juni: Peter Erskine, US-amerikanischer Jazz-Schlagzeuger
- 07. Juni: Louise Erdrich, indianisch-amerikanische Schriftstellerin
- 07. Juni: Günther Platter, österreichischer Politiker, Minister
- 07. Juni: Randolph Rose, deutscher Sänger und Schauspieler
- 08. Juni: Jochen Schümann, deutscher Segelsportler, Olympiasieger, Gewinner des America’s Cup
- 09. Juni: Peter Campa, österreichischer Schriftsteller
- 10. Juni: Julio Abreu, paraguayischer Schwimmer († 2022)
- 10. Juni: Ichirō Aisawa, japanischer Politiker
- 10. Juni: Serge Arcuri, kanadischer Komponist († 2024)
- 10. Juni: Ute Frevert, deutsche Historikerin
- 11. Juni: Gerhard Grandke, deutscher Politiker
- 12. Juni: Fred Borchelt, US-amerikanischer Ruderer
- 12. Juni: Thomas Demenga, schweizerischer Cellist und Komponist
- 12. Juni: Belmiro Silva, portugiesischer Radrennfahrer
- 12. Juni: Ricarda Strobel, deutsche Medienwissenschaftlerin
- 12. Juni: Roman Summereder, österreichischer Organist und Cembalist
- 13. Juni: Andrzej Lepper, polnischer Politiker († 2011)
- 13. Juni: Gerhard Möller, deutscher Eishockeyspieler
- 13. Juni: Ngozi Okonjo-Iweala, nigerianische Politikerin
- 14. Juni: Gianna Nannini, italienische Liedermacherin
- 14. Juni: Willem Schuth, deutscher Europaabgeordneter
- 15. Juni: Danial Achmetow, kasachischer Politiker
- 15. Juni: James Belushi, US-amerikanischer Schauspieler und Musiker
- 15. Juni: Rudy Pevenage, belgischer Radrennfahrer und sportlicher Leiter
- 15. Juni: Paul Rusesabagina, ruandischer Hotelmanager
- 15. Juni: Naguib Sawiris, ägyptische Unternehmer
- 16. Juni: Jeffrey Shears Ashby, US-amerikanischer Astronaut
- 17. Juni: Bernhard Amann, deutscher Polizeivollzugsbeamter und Politiker
- 17. Juni: Uta Eisold, deutsche Schauspielerin
- 17. Juni: Emilio Pomàrico, argentinischer Komponist
- 18. Juni: Stefan Gieltowski, deutscher Politiker
- 18. Juni: Wiktor Masin, sowjetischer Gewichtheber († 2022)
- 18. Juni: Michael Muus, deutscher Eishockeyspieler

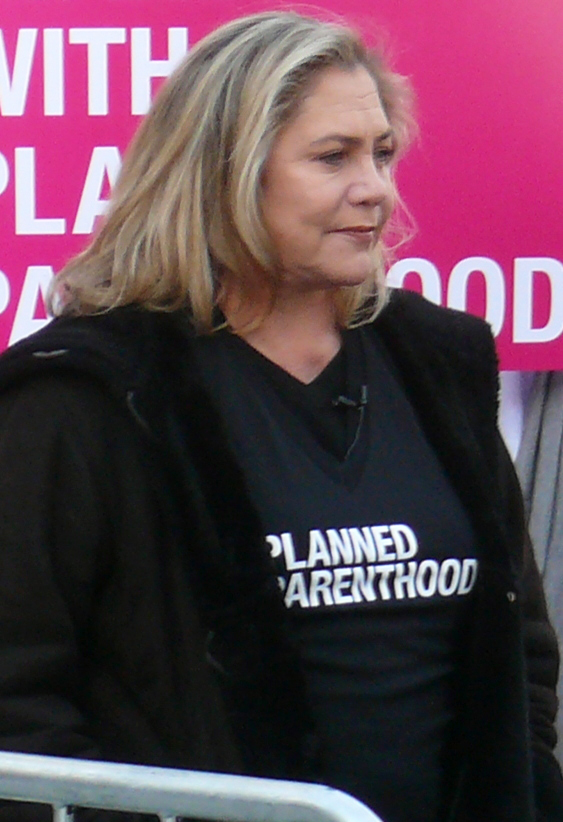
Kathleen Turner

- 19. Juni: Kathleen Turner, US-amerikanische Schauspielerin

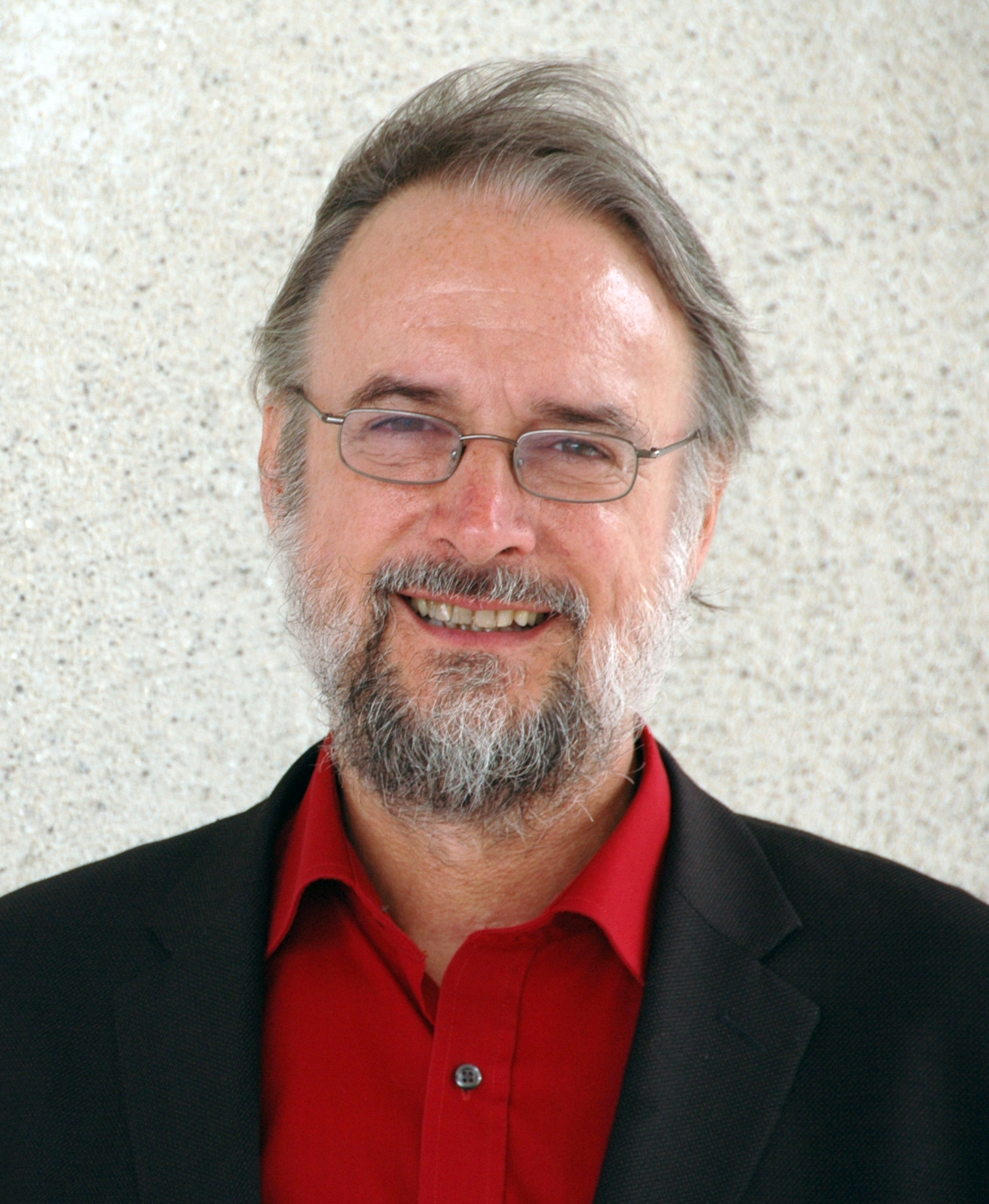
Karlheinz Brandenburg, 2010

- 20. Juni: Karlheinz Brandenburg, deutscher Elektrotechniker, einer der Väter des MP3-Audiocodecs
- 20. Juni: Alexander Frei, Schweizer Unternehmer und Automobilrennfahrer
- 20. Juni: Michael Anthony, US-amerikanischer Musiker
- 21. Juni: Friedlinde Gurr-Hirsch, deutsche Politikerin
- 21. Juni: Robert Menasse, österreichischer Schriftsteller und Essayist
- 21. Juni: Robert Pastorelli, US-amerikanischer Schauspieler († 2004)
- 21. Juni: Volker Reinhardt, deutscher Historiker
- 24. Juni: Mark Edmondson, australischer Tennisspieler
- 24. Juni: Eugen Ruge, deutscher Schriftsteller, Regisseur und Übersetzer
- 25. Juni: David Paich, US-amerikanischer Keyboarder und Sänger der US-Rockband Toto
- 26. Juni: Christoph Baumann, Schweizer Jazz- und Improvisationsmusiker
- 26. Juni: Mathias Bröckers, deutscher Journalist
- 26. Juni: Marco Lucchinelli, italienischer Motorradrennfahrer
- 26. Juni: Miroslav Nemec, deutscher Schauspieler
- 26. Juni: Luis Arconada, spanischer Fußballspieler
- 26. Juni: Steve Barton, US-amerikanischer Sänger († 2001)
- 27. Juni: Seth Neiman, US-amerikanischer Automobilrennfahrer und Unternehmer
- 28. Juni: Bruce Abbott, US-amerikanischer Schauspieler
- 28. Juni: Benoît Sokal, belgischer Comic-Autor († 2021)
- 28. Juni: Alice Krige, südafrikanische Schauspielerin
- 28. Juni: Erzsébet Pongrátzné Vasvári, ungarische Sportschützin († 2022)
- 29. Juni: Susan Huggett, simbabwische Hockeyspielerin
- 29. Juni: Leslie G. Hunt, deutsch-US-amerikanischer Maler und Radierer
- 29. Juni: Marcello Viotti, italienischer Dirigent († 2005)
- 29. Juni: Beat Tschümperlin, Schweizer Politiker († 2004)
- 30. Juni: Pierre Charles, dominicanischer Politiker († 2004)

### Juli
- 01. Juli: Abdul Aziz Al Ghurair, arabischer Unternehmer und Bankier
- 01. Juli: Herbert Zimmermann, deutscher Fußballspieler
- 01. Juli: Eva Lichtenberger, österreichische Politikerin
- 02. Juli: Victor Amaya, US-amerikanischer Tennisspieler
- 02. Juli: Gregor Maria Hanke, Bischof von Eichstätt
- 03. Juli: Herbert Hainer, deutscher Manager
- 03. Juli: Claudia Märtl, deutsche Historikerin
- 04. Juli: Alessandra Belloni, italienische Sängerin, Tamburinspielerin, Tänzerin, Schauspielerin und Komponistin, Musikethnologin und -therapeutin
- 04. Juli: Julian Dawson, britischer Musiker und Songpoet
- 04. Juli: Günter Parche, deutscher Attentäter († 2022)
- 04. Juli: Hans Pum, österreichischer Skisportfunktionär
- 05. Juli: Tadeusz Wielecki, polnischer Komponist und Kontrabassist
- 08. Juli: Hallstein Bøgseth, norwegischer Nordischer Kombinierer
- 08. Juli: Erzbischof Feofan, russisch-orthodoxer Erzbischof von Berlin und Deutschland († 2017)
- 09. Juli: Germán Cáceres, salvadorianischer Komponist, Dirigent und Musikpädagoge

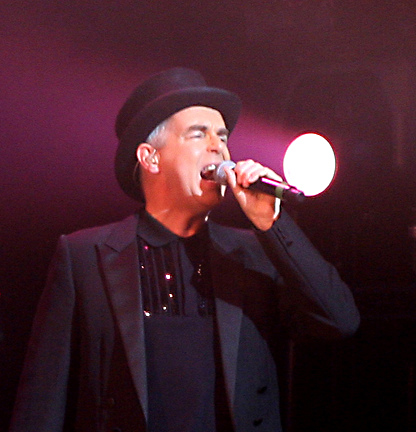
Neil Tennant, 2006

- 10. Juli: Neil Tennant, britischer Musiker
- 11. Juli: Fabrizio Castori, italienischer Fußballtrainer
- 11. Juli: Robert Giggenbach, deutscher Schauspieler und Regisseur
- 11. Juli: László Tengelyi, ungarischer Philosoph und Hochschullehrer († 2014)
- 12. Juli: Eric Adams, US-amerikanischer Metal-Sänger
- 12. Juli: Wolfgang Dremmler, deutscher Fußballspieler
- 12. Juli: Dave Irwin, kanadischer Skirennläufer
- 13. Juli: Florencio Barsana „Butch“ Abad, philippinischer Politiker
- 13. Juli: Sezen Aksu, türkische Pop-Sängerin und Komponistin
- 13. Juli: Roberto Aussel, argentinischer Gitarrist und Professor für klassische Gitarre
- 13. Juli: Louise Mandrell, US-amerikanische Country-Sängerin und -Musikerin
- 14. Juli: Dora Akunyili, nigerianischer Politiker († 2014)
- 14. Juli: Erkki Antila, finnischer Biathlet († 2023)
- 14. Juli: R. Paul Crabb, US-amerikanischer Musikpädagoge und Chorleiter
- 15. Juli: Maria Lea Pedini Angelini, san-marinesische Politikerin
- 15. Juli: Vickiana, dominikanische Sängerin und Entertainerin
- 15. Juli: Mario Kempes, argentinischer Fußballspieler und -trainer
- 17. Juli: Frank Otfried July, deutscher evangelischer Theologe und Landesbischof

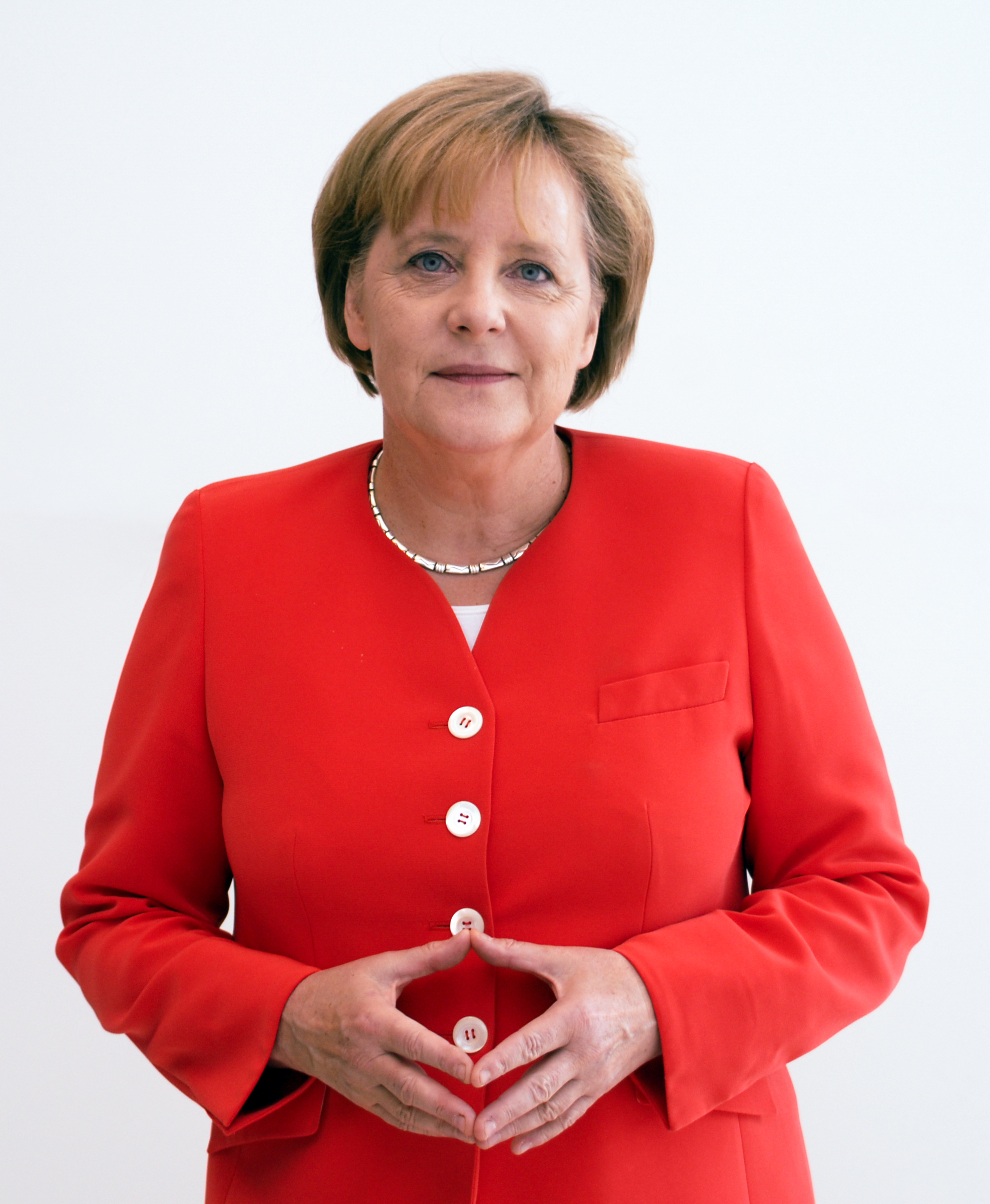
Angela Merkel, 2010

- 17. Juli: Angela Merkel, deutsche Politikerin, Bundeskanzlerin
- 17. Juli: Joseph Michael Straczynski, US-amerikanischer Autor und Filmproduzent
- 17. Juli: Gerhard Wagner, österreichischer römisch-katholischer Priester
- 18. Juli: Takashi Amano, japanischer Fotograf, Designer, Autor und Aquarianer († 2015)
- 18. Juli: Ricky Skaggs, US-amerikanischer Country- und Bluegrass-Musiker
- 18. Juli: Franziska Troegner, deutsche Schauspielerin und Kabarettistin
- 18. Juli: Johann-Dietrich Wörner, Präsident der Technischen Universität Darmstadt
- 19. Juli: Alvan Adams, US-amerikanischer Basketballspieler
- 19. Juli: Brad Cooper, australischer Schwimmer
- 19. Juli: Rexhep Çeliku, albanischer Choreograf und Volkstänzer († 2018)
- 20. Juli: Knox Chandler, US-amerikanischer Gitarrist
- 20. Juli: Grant Greenham, australischer Bogenschütze († 2018)
- 20. Juli: José Antonio Rodríguez, dominikanischer Sänger, Komponist und Politiker
- 20. Juli: Keith Scott, kanadischer Musiker
- 22. Juli: Axel Horstmann, deutscher Politiker und Minister des Landes Nordrhein-Westfalen
- 22. Juli: Al Di Meola, italienisch-amerikanischer Fusion- und Jazz-Gitarrist
- 22. Juli: Steve LaTourette, US-amerikanischer Politiker († 2016)
- 22. Juli: Petra Uhlig, deutsche Handballspielerin
- 22. Juli: Stu Wilson, neuseeländischer Rugbyspieler († 2025)
- 22. Juli: Giovanni Ziggiotto, italienischer Motorradrennfahrer († 1977)
- 23. Juli: Annie Sprinkle, US-amerikanische Prostituierte und Pornodarstellerin
- 24. Juli: Erdoğan Arıca, türkischer Fußballspieler, -trainer und Sportmanager († 2012)
- 24. Juli: Gustavo Farrera, venezolanischer Sänger
- 24. Juli: Anne-Karin Glase, deutsche Politikerin
- 25. Juli: Wilhelm Priesmeier, deutscher Politiker

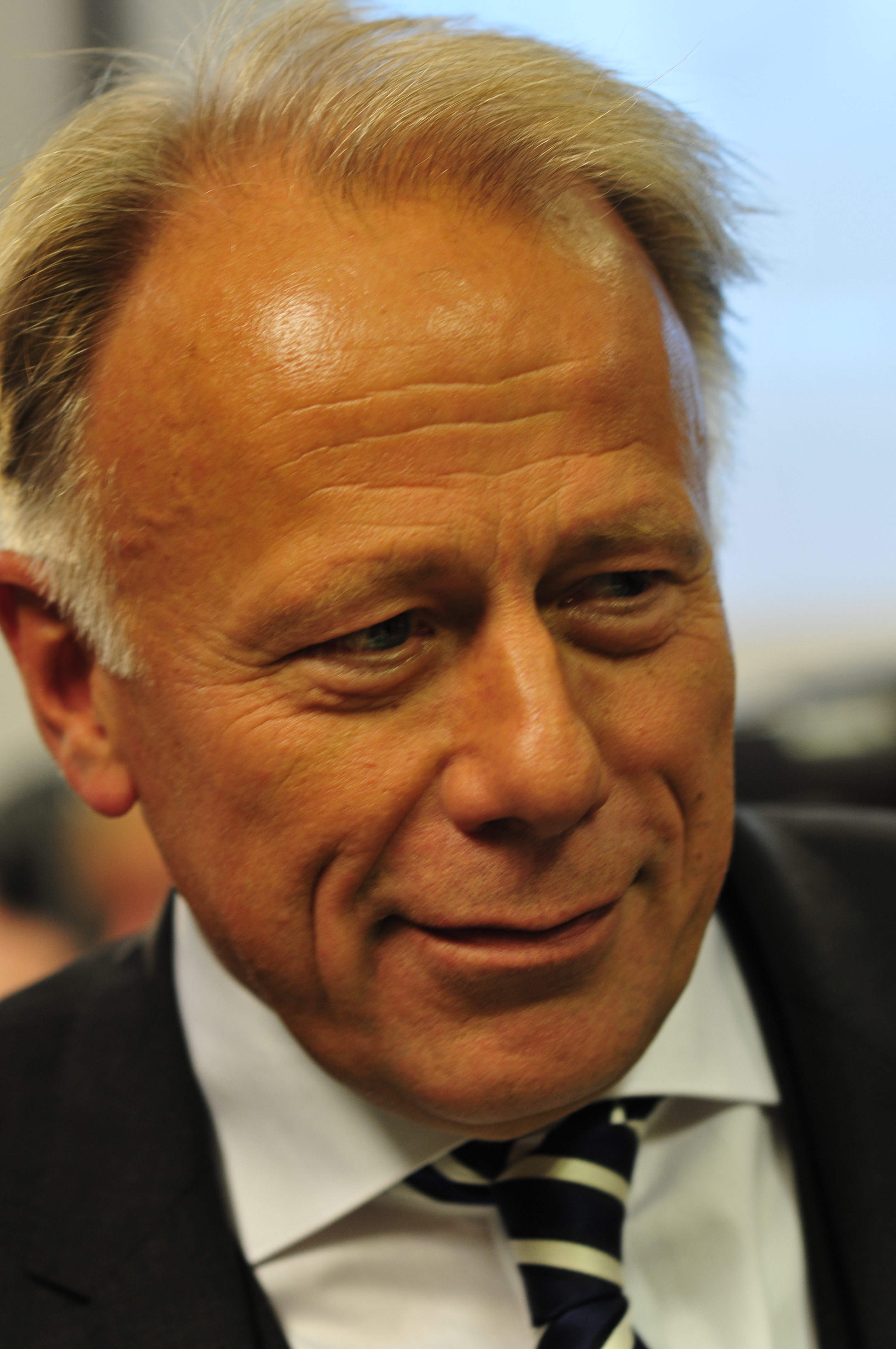
Jürgen Trittin, 2013

- 25. Juli: Jürgen Trittin, deutscher Politiker, Bundesminister
- 26. Juli: Mareike Carrière, deutsche Schauspielerin († 2014)
- 26. Juli: Vitas Gerulaitis, US-amerikanischer Tennisspieler († 1994)
- 27. Juli: Philippe Alliot, französischer Automobilrennfahrer
- 28. Juli: Gabi Aschkenasi, israelischer Generalleutnant
- 28. Juli: Gerd Faltings, deutscher Physiker und Mathematiker sowie Träger der Fields-Medaille
- 28. Juli: Steve Morse, US-amerikanischer Gitarrist und Gründer der Dixi Dregs

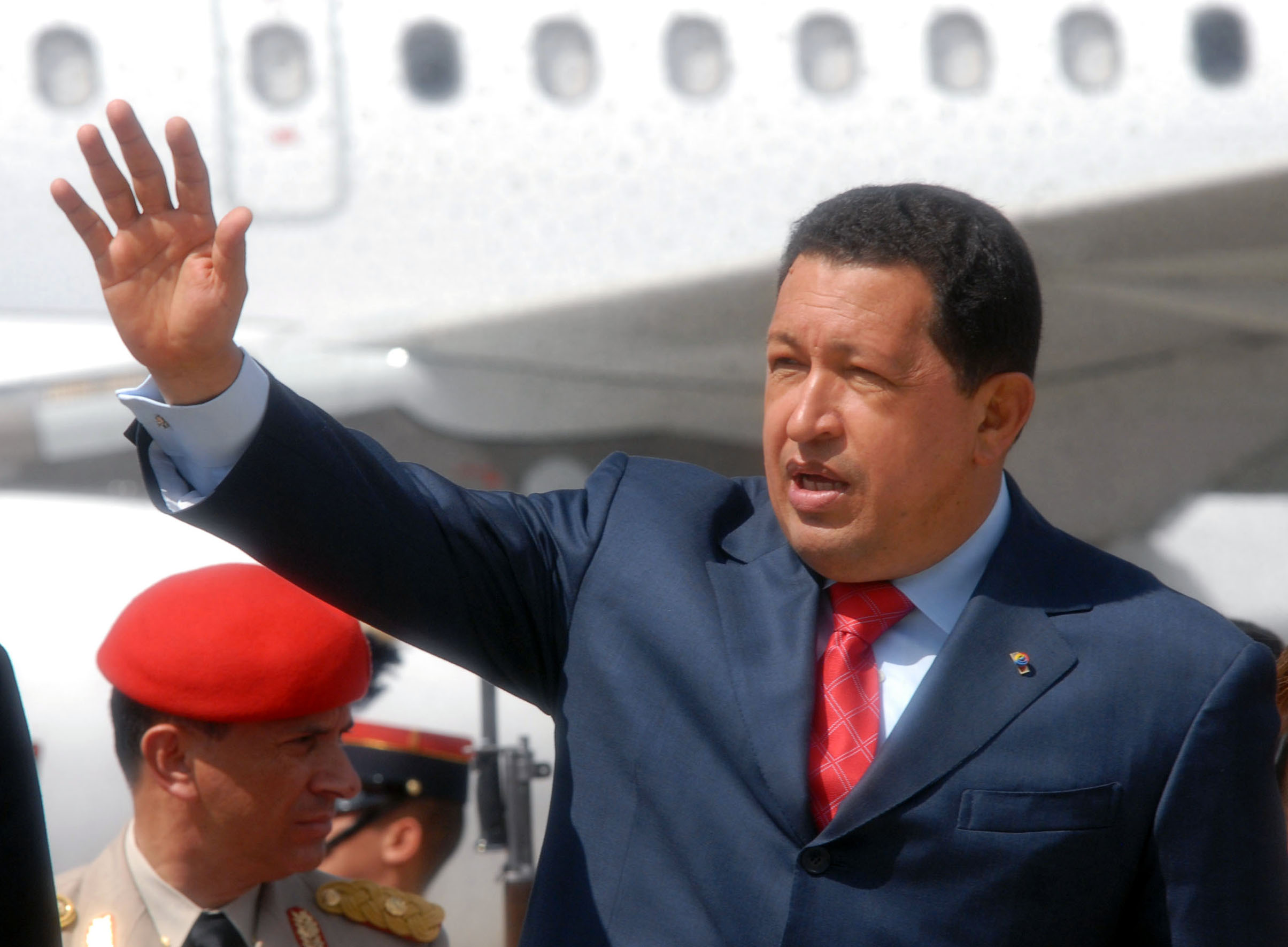
Hugo Chávez, 2008

- 28. Juli: Hugo Chávez, venezolanischer Staatspräsident († 2013)
- 29. Juli: Jeannetta Arnette, US-amerikanische Schauspielerin
- 30. Juli: Ian Callum, britischer Automobildesigner
- 30. Juli: Helmut Schoepe, deutscher Brigadegeneral
- 31. Juli: Miguel Amaral, portugiesischer Unternehmer und Automobilrennfahrer
- 31. Juli: Rainer Bock, deutscher Schauspieler
- 00. Juli: Imran Hamza Alawiye, nigerianisch-britischer Arabist und Sprachlehrer

### August
- 01. August: Benno Möhlmann, deutscher Fußballtrainer
- 01. August: Michael Badnarik, US-amerikanischer Software-Ingenieur und Politiker († 2022)
- 02. August: Richard Epple, von der Polizei irrtümlich erschossener vermeintlicher RAF-Terrorist († 1972)
- 03. August: Robert Ronald Atwell, britischer Bischof
- 04. August: Yahya Atan, malaysischer Hockeyspieler († 2022)
- 04. August: Anatolij Kinach, ukrainischer Politiker, Erster Vizepremierminister der Ukraine
- 05. August: Bill Gilligan, US-amerikanischer Eishockeytrainer
- 05. August: Richard Preston, US-amerikanischer Schriftsteller
- 06. August: Jürgen Owczarzak, deutscher Fußballspieler und -trainer
- 07. August: Jonathan Pollard, US-Bürger und Spion für den israelischen Geheimdienst Mossad
- 07. August: Waleri Gassajew, sowjetischer Fußballspieler und Trainer von ZSKA Moskau
- 07. August: Osman Pepe, türkischer Umweltminister
- 08. August: Ottmar Holdenrieder, deutscher Forstwissenschaftler, Mykologe und Ökologe
- 09. August: Loïc Amisse, französischer Fußballspieler und -trainer
- 10. August: Eliot Fisk, US-amerikanischer Gitarrist
- 10. August: Heinz-Peter Haustein, deutscher Politiker
- 11. August: Tilo Braune, deutscher Politiker
- 11. August: Joe Jackson, englischer Musiker
- 11. August: Bortolo Mutti, italienischer Fußballspieler und -trainer
- 11. August: Roland Reber, deutscher Regisseur, Autor und Schauspieler († 2022)
- 12. August: Ray Abruzzo, italo-amerikanischer Schauspieler
- 12. August: Max Straubinger, deutscher Politiker und MdB
- 12. August: François Hollande, französischer Politiker François Hollande, 2015

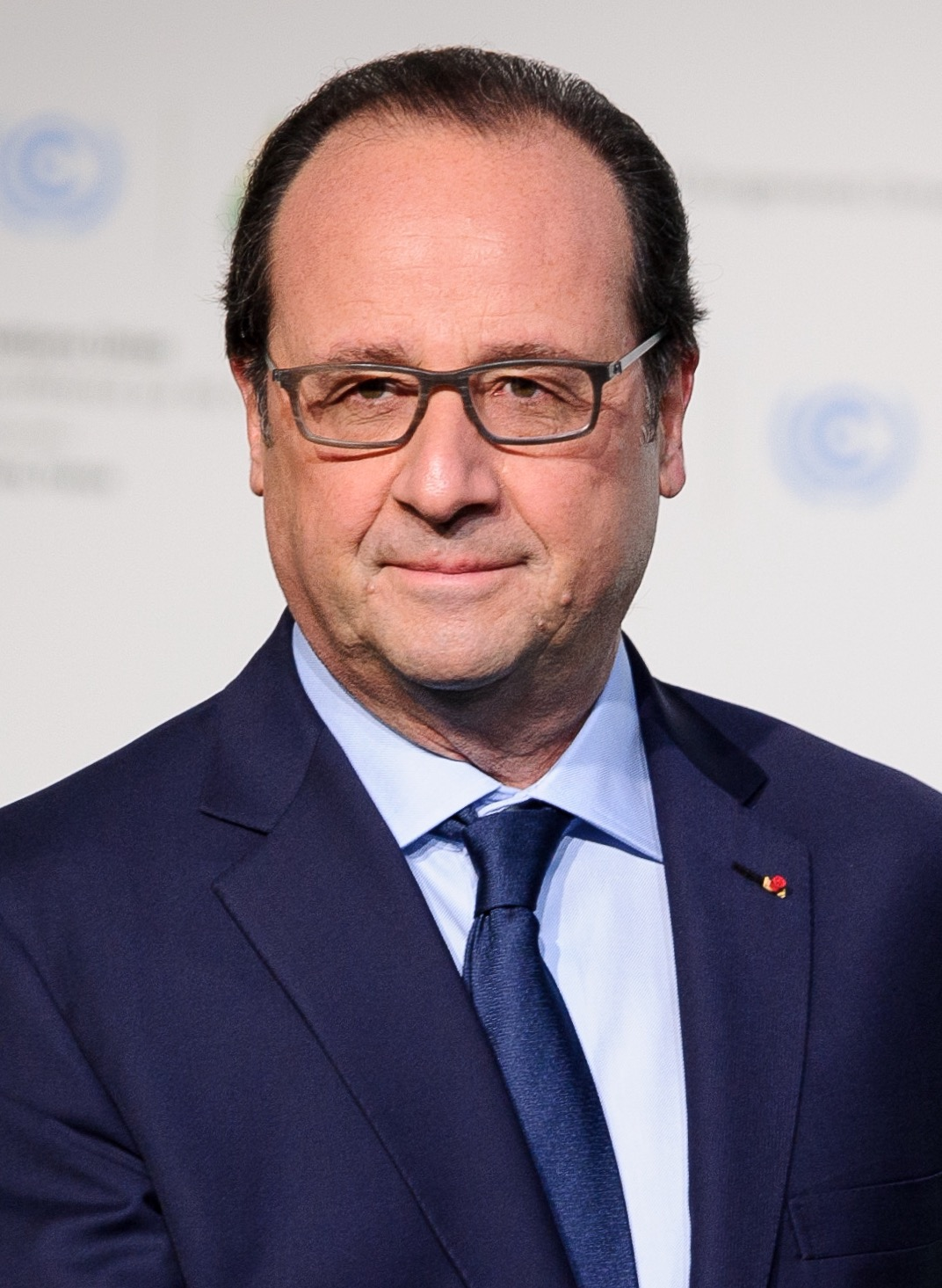
François Hollande, 2015

- 12. August: Pat Metheny, US-amerikanischer Jazzgitarrist
- 13. August: Nico Assumpção, brasilianischer Bassist († 2001)
- 13. August: Lincoln Diaz-Balart, kubanoamerikanischer Politiker († 2025)
- 13. August: Wolfgang Meyer, deutscher Klarinettist († 2019)
- 14. August: Abdu Usman Abubakar, nigerianischer Diplomat
- 14. August: Christian Gross, Schweizer Fußballspieler und -trainer
- 15. August: Stieg Larsson, schwedischer Journalist und Schriftsteller († 2004)
- 16. August: George Galloway, britischer Politiker und Pazifist
- 16. August: James Cameron, kanadischer Regisseur James Cameron, 2010

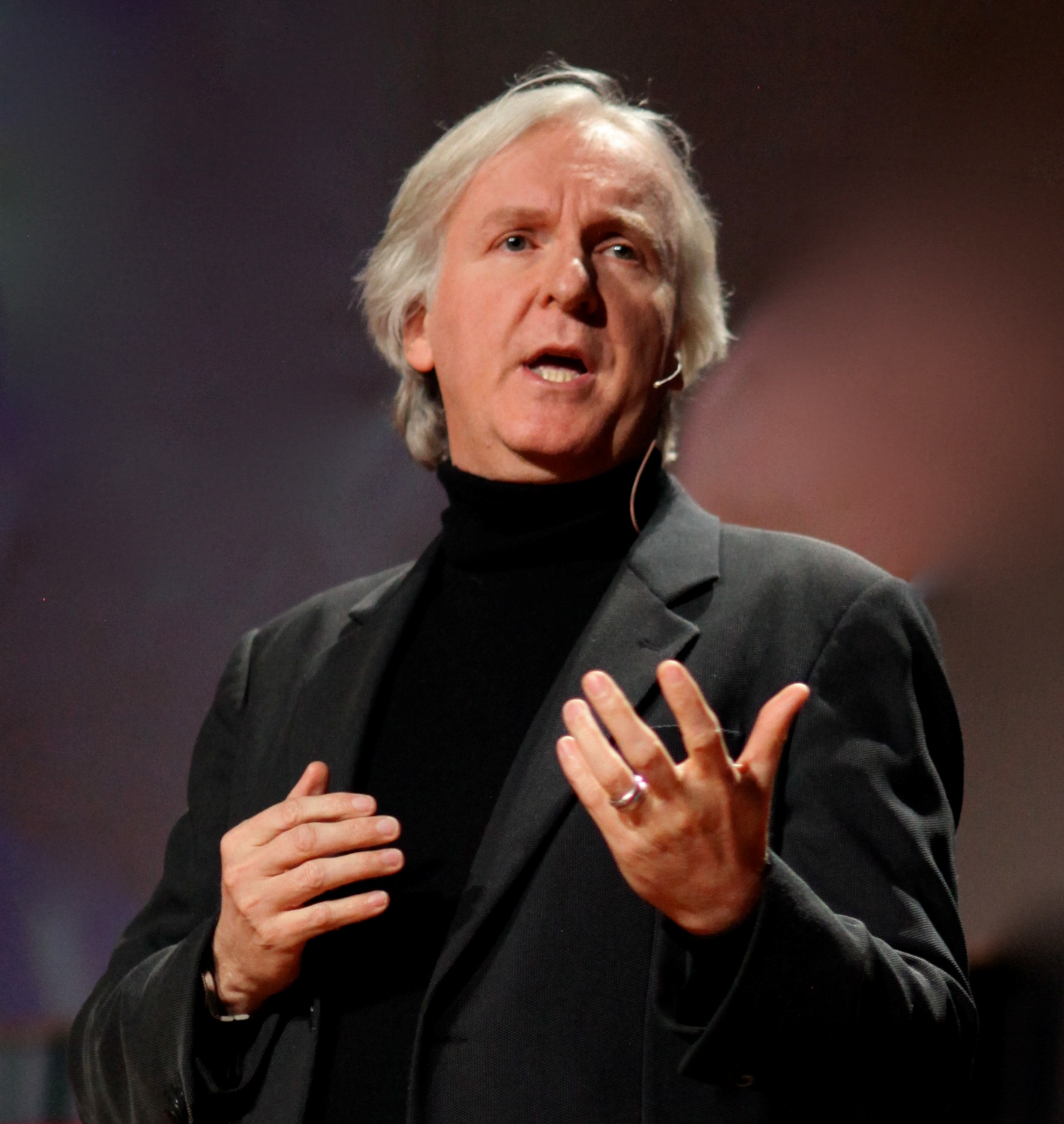
James Cameron, 2010

- 16. August: Christel Klinzmann, deutsche Fußballspielerin
- 17. August: Eric Johnson, US-amerikanischer Gitarrist und Sänger
- 17. August: Andrés Pastrana, kolumbianischer Politiker und Präsident
- 17. August: Ingrid Daubechies, Professorin und Direktorin an der Princeton University
- 18. August: Philippe Autexier, französischer Musikwissenschaftler († 1998)
- 18. August: Hilmar Eichhorn, deutscher Schauspieler
- 19. August: Tim Hagans, US-amerikanischer Jazztrompeter
- 19. August: Roger Kusch, deutscher Politiker, Justizsenator von Hamburg
- 19. August: Oscar Larrauri, argentinischer Automobilrennfahrer
- 20. August: John William Ashe, antiguanischer Diplomat († 2016)
- 21. August: Edgar Geenen, deutscher Fußball-Funktionär († 2007)
- 21. August: Humbert Balsan, französischer Filmproduzent († 2005)
- 21. August: Didier Six, französischer Fußballspieler
- 21. August: Archie Griffin, US-amerikanischer American-Football-Spieler
- 21. August: Siegfried Jaschinski, Vorstandsvorsitzender der Landesbank Baden-Württemberg
- 21. August: Željko Vidaković, kroatischer Handballspieler († 2025)
- 21. August: Dieter Weberpals, deutscher Flötist
- 22. August: Berhane Asfaw, äthiopischer Paläoanthropologe
- 22. August: Emilio Campos, venezolanischer Fußballspieler († 2022)
- 22. August: Gary Kulesha, kanadischer Komponist, Dirigent, Pianist und Musikpädagoge
- 22. August: Peter Schaar, deutscher Datenschutzexperte
- 22. August: Gert Wilden junior, deutscher Musiker, Filmkomponist und Arrangeur
- 23. August: Robert Bösch, Schweizer Fotograf und Bergsteiger
- 24. August: Alvaro Cordero, venezolanischer Komponist
- 25. August: Elvis Costello, englischer Musiker
- 25. August: Gilbert Duclos-Lassalle, französischer Radrennfahrer
- 25. August: Bruno Manser, Schweizer Ethnologe und Umweltaktivist († 2005)
- 26. August: Dimitri Hegemann, deutscher Kulturmanager
- 26. August: Scott Henderson, US-amerikanischer Gitarrist
- 26. August: Tracy Krohn, US-amerikanischer Automobilrennfahrer und Unternehmer
- 26. August: Michael Küttner, deutscher Jazzmusiker
- 27. August: Derek Warwick, britischer Automobilrennfahrer
- 28. August: Alexander Wikentjewitsch Skworzow, russischer Eishockeyspieler († 2020)
- 30. August: Stefan Bollinger, deutscher Politikwissenschaftler und Historiker
- 30. August: Aljaksandr Lukaschenka, Präsident von Belarus
- 30. August: David Paymer, US-amerikanischer Schauspieler
- 31. August: Robert Kotscharjan, Präsident der Republik Armenien

### September

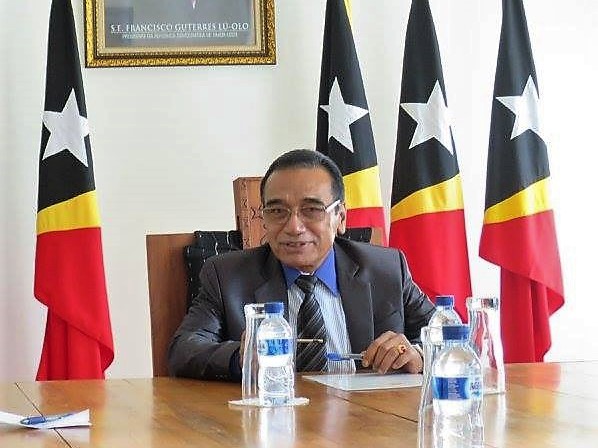
Francisco Lú-Olo Guterres

- 01. September: Axel Troost, deutscher Wirtschaftswissenschaftler und Politiker († 2023)
- 02. September: Andrej Babiš, tschechischer Unternehmer und Politiker
- 02. September: Marco Varner, italienischer Komponist und Musikpädagoge
- 03. September: Markus Boysen, deutscher Filmschauspieler
- 04. September: Arpana Caur, indische Malerin und Grafikerin
- 04. September: Dave Inkpen, deutsch-kanadischer Eishockeyspieler
- 05. September: Per Knut Aaland, norwegischer Skilangläufer
- 05. September: Peter Fabers, deutscher Schauspieler († 2025)
- 05. September: Yu Myeong-Hee, südkoreanische Mikrobiologin
- 06. September: Georgi Tadschijewitsch Agsamow, sowjetischer Schachmeister († 1986)
- 06. September: Carly Fiorina, US-amerikanische Managerin
- 07. September: Stéphane Abrial, französischer General
- 07. September: Horst Dreier, deutscher Jurist und Rechtsphilosoph
- 07. September: Michael Emerson, US-amerikanischer Schauspieler
- 07. September: Francisco Guterres, osttimoresischer Politiker
- 07. September: Jean-Jacques Moine, französischer Schwimmer und Wasserballspieler († 2022)
- 08. September: Bernd Neubauer, deutscher Kameramann
- 09. September: Jeffrey Combs, US-amerikanischer Schauspieler
- 10. September: Nafigulla Chudtschatowitsch Aschirow, russischer Mufti
- 10. September: Silvia Chivás, kubanische Sprinterin
- 10. September: Jürgen Hasebrink, deutscher Fußballspieler
- 10. September: Clark Johnson, US-amerikanischer Schauspieler, Regisseur und Fernsehproduzent
- 10. September: Karl-Heinz Podzielny, deutscher Schachspieler († 2019)
- 11. September: Herbert Bösch, österreichischer Politiker und MdEP
- 12. September: Jocelyne Béroard, französische Sängerin und Schauspielerin
- 12. September: Robert Gober, US-amerikanischer Künstler
- 13. September: Steve Kilbey, britischer Musiker, Sänger, Songwriter, Dichter und Maler
- 13. September: George Yeo, singapurischer Brigadegeneral und Politiker
- 14. September: David Wojnarowicz, US-amerikanischer Künstler, Autor und Fotograf († 1992)
- 16. September: Patrick Bourdais, französischer Automobilrennfahrer
- 16. September: Franz Thönnes, deutscher Politiker
- 16. September: Michael Nava, US-amerikanischer Schriftsteller und Rechtsanwalt
- 17. September: Daniel Anker, schweizerischer Journalist und Autor
- 17. September: Márta Kelemen, ungarische Turnerin
- 17. September: František Kunzo, slowakischer Fußballspieler
- 17. September: Albert Oehlen, deutscher Künstler
- 18. September: Jayne-Ann Igel, deutsche Schriftstellerin
- 18. September: Einar Már Guðmundsson, isländischer Schriftsteller
- 18. September: Peter Bofinger, deutscher Wirtschaftswissenschaftler, Wirtschaftsweiser
- 18. September: Steven Pinker, Psychologe an der Harvard University
- 18. September: Reiner Scheidhauer, deutscher Motorradrennfahrer
- 18. September: Viola Schweizer, deutsche Schauspielerin
- 19. September: Sissi Tax, österreichische Schriftstellerin
- 19. September: Michael Wolff, US-amerikanischer Musiker, Komponist und Schauspieler
- 20. September: Lloyd C. Blankfein, US-amerikanischer Bankmanager
- 20. September: Bernd Feustel, deutscher Schachspieler  († 2012)
- 20. September: Brinke Stevens, US-amerikanische Schauspielerin, Model und Autorin

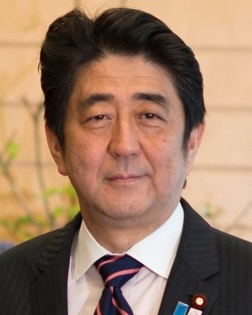
Shinzō Abe

- 21. September: Shinzō Abe, japanischer Politiker der LDP und 57. Premierminister Japans († 2022)
- 21. September: Wolfgang Steinbach, deutscher Fußballspieler
- 22. September: Uwe Lyko, deutscher Kabarettist und Komiker
- 22. September: Shari Belafonte-Harper, US-amerikanische Schauspielerin
- 22. September: Roland Hartwig, deutscher Jurist und Politiker
- 22. September: Thomas Oelmayer, Landtagsabgeordneter in Baden-Württemberg
- 23. September: Guglielmo Andreini, italienischer Endurosportler
- 23. September: Cherie Blair, britische Rechtsanwältin, Ehefrau von Ministerpräsident Tony Blair
- 23. September: Vito Di Tano, italienischer Radrennfahrer († 2025)
- 24. September: Davey Arthur, irischer Folkmusiker, Sänger und Songschreiber
- 24. September: Monika Knoche, deutsche Politikerin
- 24. September: Marco Tardelli, italienischer Fußballspieler und -trainer
- 25. September: Antymos Apostolis, polnischer Blues- und Fusiongitarrist
- 25. September: Wolfgang Kolmsee, deutscher Dreispringer
- 26. September: Alice, italienische Popsängerin
- 26. September: César Rosas, mexikanischer Rock-Sänger und -Gitarrist
- 26. September: Mauro Sandreani, italienischer Fußballspieler und -trainer
- 27. September: Kornél Horváth, ungarischer Jazz-Perkussionist
- 27. September: Josef Niederhammer, österreichischer Kontrabassist
- 27. September: Sylvester Turner, US-amerikanischer Politiker († 2025)
- 27. September: Larry Wall, Erfinder der Programmiersprache Perl
- 28. September: Margot Wallström, schwedische Vizepräsidentin der EU-Kommission
- 28. September: Peter Wawerzinek, deutscher Schriftsteller
- 29. September: Helene Flöss, österreichische Schriftstellerin
- 29. September: Mojib Latif, deutscher Meteorologe und Klimaforscher
- 29. September: Debbie Shapiro, US-amerikanische Schauspielerin und Sängerin
- 30. September: Patrice Rushen, US-amerikanische Rhythm-and-Blues-Sängerin

### Oktober
- 01. Oktober: Hans die Geige, deutscher Rockgeiger, Band- und Studiomusiker
- 01. Oktober: Doris von Sayn-Wittgenstein, deutsche Politikerin
- 02. Oktober: Lorraine Bracco, US-amerikanische Schauspielerin
- 02. Oktober: Raúl Vilches, kubanischer Volleyballspieler († 2022)
- 03. Oktober: Stevie Ray Vaughan, US-amerikanischer Bluesmusiker († 1990)
- 03. Oktober: Al Sharpton, US-amerikanischer Bürgerrechtler und Politiker
- 03. Oktober: Monika Griefahn, deutsche Politikerin
- 04. Oktober: YKA, französischer Comiczeichner († 2017)
- 04. Oktober: Wolfgang Storz, deutscher Journalist
- 05. Oktober: Jimmy Hartwig, deutscher Fußballspieler
- 06. Oktober: David Hidalgo, US-amerikanischer Sänger und Musiker
- 06. Oktober: Hilde Mattheis, deutsche Politikerin
- 06. Oktober: Helmut Zierl, deutscher Schauspieler
- 07. Oktober: Rainer Will, deutscher Schauspieler († 2022)
- 08. Oktober: Brigitte Rohde, deutsche Leichtathletin
- 08. Oktober: Michael Dudikoff, US-amerikanischer Actionfilmstar
- 08. Oktober: Craig Benson, US-amerikanischer Politiker
- 08. Oktober: Huub Rothengatter, niederländischer Automobilrennfahrer
- 09. Oktober: Reinhold Robbe, deutscher Politiker
- 09. Oktober: Scott Bakula, US-amerikanischer Schauspieler
- 09. Oktober: Mike Micevski, australischer Fußballspieler

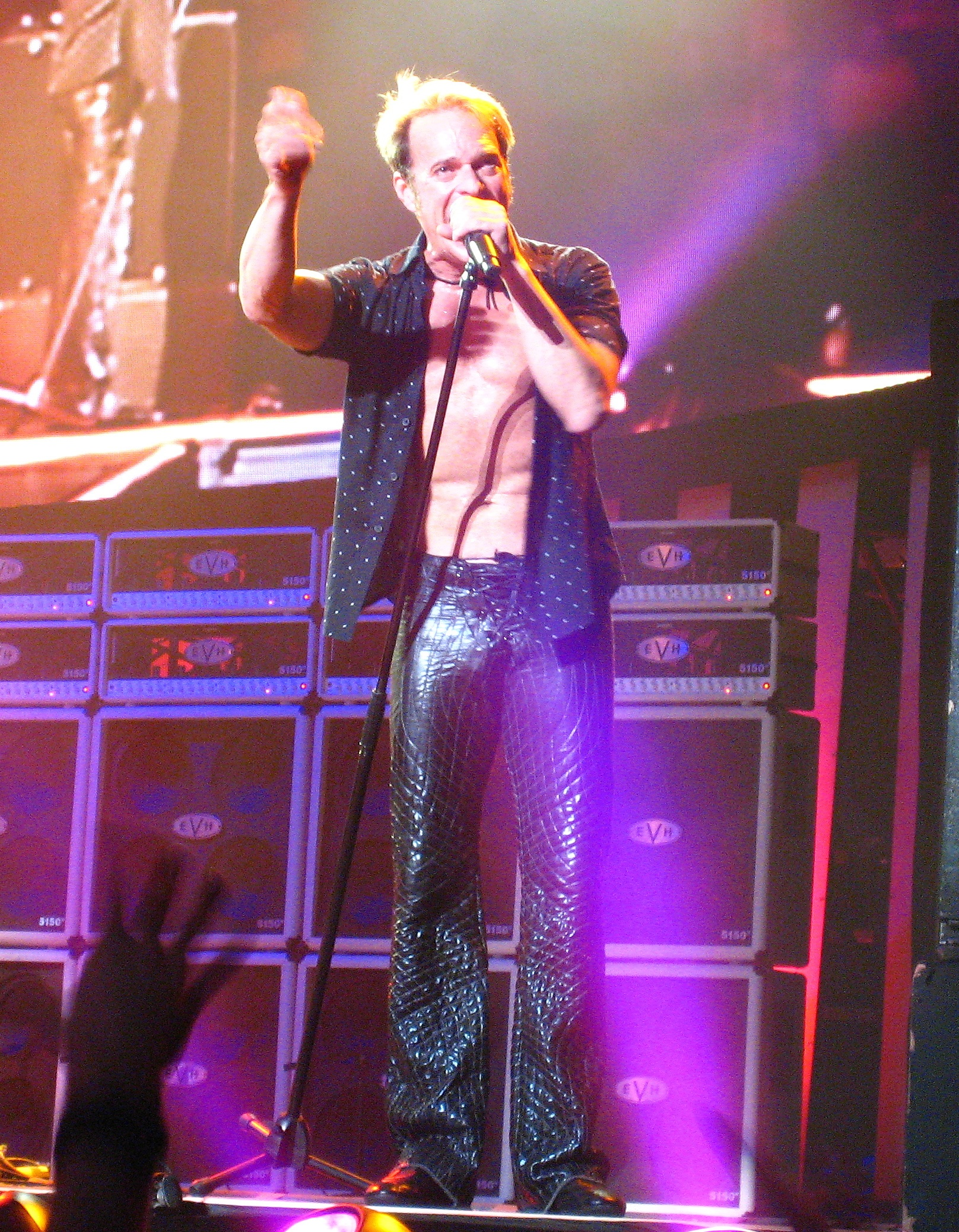
David Lee Roth, 2007

- 10. Oktober: Ariane Ascaride, französische Schauspielerin
- 10. Oktober: David Lee Roth, Sänger der Band Van Halen
- 11. Oktober: Peter Finger, deutscher Gitarrist
- 11. Oktober: Hermann Gaub, deutscher Biophysiker
- 11. Oktober: Sascha Hehn, deutscher Schauspieler
- 11. Oktober: Gustav Horn, deutscher Wirtschaftswissenschaftler
- 11. Oktober: Danny Sugerman, Manager von Ray Manzarek (The Doors) und Jim Osterberg († 2005)
- 13. Oktober: Hans-Jürgen Abromeit, deutscher Theologe und Bischof
- 13. Oktober: Wolfgang Fellner, österreichischer Journalist und Medienmacher
- 13. Oktober: Silvio Micali, US-amerikanischer Informatiker
- 13. Oktober: Haitham ibn Tariq, Sultan von Oman
- 15. Oktober: Gabrio Rosa, italienischer Automobilrennfahrer
- 16. Oktober: Tim Berne, US-amerikanischer Altsaxophonist
- 16. Oktober: Lorenzo Carcaterra, US-amerikanischer Schriftsteller
- 16. Oktober: Corinna Harfouch, deutsche Schauspielerin
- 17. Oktober: René Botteron, Schweizer Fußballspieler
- 18. Oktober: Liz Burch, australische Schauspielerin
- 18. Oktober: John Du, philippinischer Geistlicher und römisch-katholischer Erzbischof von Palo
- 18. Oktober: Miguel Piñera, chilenischer Musiker († 2025)
- 18. Oktober: Franz Raschid, deutscher Fußballspieler und -trainer († 2010)
- 18. Oktober: Édouard Stern, französischer Bankier und Financier († 2005)
- 18. Oktober: Ramona Wulf, deutsche Schlagersängerin
- 19. Oktober: Agnes M. Sigurðardóttir, Bischöfin der Isländischen Staatskirche
- 20. Oktober: Lee Roy Selmon, US-amerikanischer American-Football-Spieler († 2011)
- 20. Oktober: O. P. Zier, österreichischer Autor
- 21. Oktober: Pamela J. Fayle, australische Botschafterin
- 21. Oktober: Marcel Răducanu, rumänischer Fußballspieler
- 23. Oktober: Uli Stein, deutscher Fußballspieler
- 23. Oktober: Ang Lee, taiwanischer Regisseur und Drehbuchautor
- 23. Oktober: Francis Zammit Dimech, maltesischer Politiker († 2025)
- 25. Oktober: Mike Eruzione, US-amerikanischer Eishockeyspieler
- 25. Oktober: Hannes Hellmann, deutscher Schauspieler und Sprecher
- 26. Oktober: Christoph Nix, deutscher Rechtswissenschaftler und Theaterintendant
- 27. Oktober: Siegmund Astner, österreichischer Politiker
- 27. Oktober: Wookie Mayer, deutsche Schauspielerin
- 27. Oktober: Karl-Gustav Richter, deutscher Eishockeyspieler
- 29. Oktober: Ruslan Sultanowitsch Auschew, russischer General und Politiker
- 29. Oktober: Alois Estermann, 31. Kommandant der Schweizergarde im Vatikan († 1998)
- 29. Oktober: Sigrun Siegl, deutsche Leichtathletin
- 29. Oktober: Anita Meyer, niederländische Sängerin
- 29. Oktober: Walter Oßwald, deutscher Fußballspieler
- 29. Oktober: Matthias Zschokke, Schweizer Schriftsteller und Filmemacher
- 29. Oktober: Herman Frazier, US-amerikanischer Leichtathlet und Olympiasieger
- 30. Oktober: Piero Gros, italienischer Skirennläufer
- 30. Oktober: Martina Servatius, deutsche Schauspielerin († 2016)
- 31. Oktober: Mario Amizic, kroatischer Tischtennistrainer
- 31. Oktober: Karoline Käfer, österreichische Leichtathletin († 2023)
- 00. Oktober: Han Changfu, chinesischer Politiker
- 00. Oktober: Mark Vigil, US-amerikanischer Komponist

### November
- 01. November: Klaus Ernst, deutscher Gewerkschafter und Politiker (WASG)
- 02. November: Brian Augustyn, US-amerikanischer Comicautor und -redakteur († 2022)
- 03. November: Siegfried Mauser, deutscher Pianist
- 03. November: Adam Ant, britischer Pop-Musiker
- 04. November: Alexander Timofejewitsch Aksinin, russischer Leichtathlet und Olympiasieger († 2020)
- 04. November: Klaus Ignatzek, deutscher Jazzmusiker
- 04. November: Hervé Regout, belgischer Automobilrennfahrer
- 06. November: Lothar Mohn, Kirchenmusikdirektor
- 06. November: Klaus-Günter Pods, deutscher Richter am Bundesarbeitsgericht (BAG) († 2004)
- 06. November: Roger Berbig, Schweizer Fußballspieler
- 07. November: Philippe Haezebrouck, französischer Automobilrennfahrer
- 07. November: Robin Beck, US-amerikanische Sängerin
- 07. November: Monika Finsterbusch, deutsche Autorin und Zeichnerin
- 07. November: Guy Gavriel Kay, kanadischer Fantasyautor
- 08. November: Michael Brown, US-amerikanischer Anwalt, Direktor der Katastrophenschutzbehörde FEMA
- 08. November: Andrzej Czerwiński, polnischer Politiker
- 08. November: Kazuo Ishiguro, japanischer Schriftsteller
- 08. November: Rickie Lee Jones, US-amerikanische Pop- und Jazz-Musikerin
- 09. November: Debra Armstrong, US-amerikanische Sprinterin
- 09. November: Irene Jung, deutsche Historikerin und Archivarin
- 09. November: Dietrich Thurau, deutscher Radrennfahrer
- 10. November: Hartwig Gauder, deutscher Leichtathlet († 2020)
- 10. November: Jutta Kirst, deutsche Leichtathletin
- 10. November: Gottfried Preising, deutscher Radsportler
- 10. Oktober: Kjeld Rasmussen, dänischer Sportschütze († 2025)
- 10. November: Matiaz Tomlje, slowenischer Automobilrennfahrer
- 12. November: Marek Chlanda, polnischer Zeichner, Grafiker, Installations- und Performancekünstler
- 12. November: Olivier Hutman, französischer Jazzpianist
- 12. November: Paul McNamee, australischer Tennisspieler
- 13. November: Emanuel Günther, deutscher Fußballspieler
- 13. November: Bernd Heuermann, deutscher Jurist
- 13. November: Chris Noth, US-amerikanischer Schauspieler
- 14. November: Fritz Rudolf Körper, deutscher Politiker
- 14. November: Bernard Hinault, französischer Radrennfahrer
- 14. November: Rudolf Holze, deutscher Chemiker und Hochschullehrer
- 14. November: Tatjana Böhm, Ministerin ohne Geschäftsbereich der DDR
- 14. November: Anson Funderburgh, US-amerikanischer Blues-Gitarrist

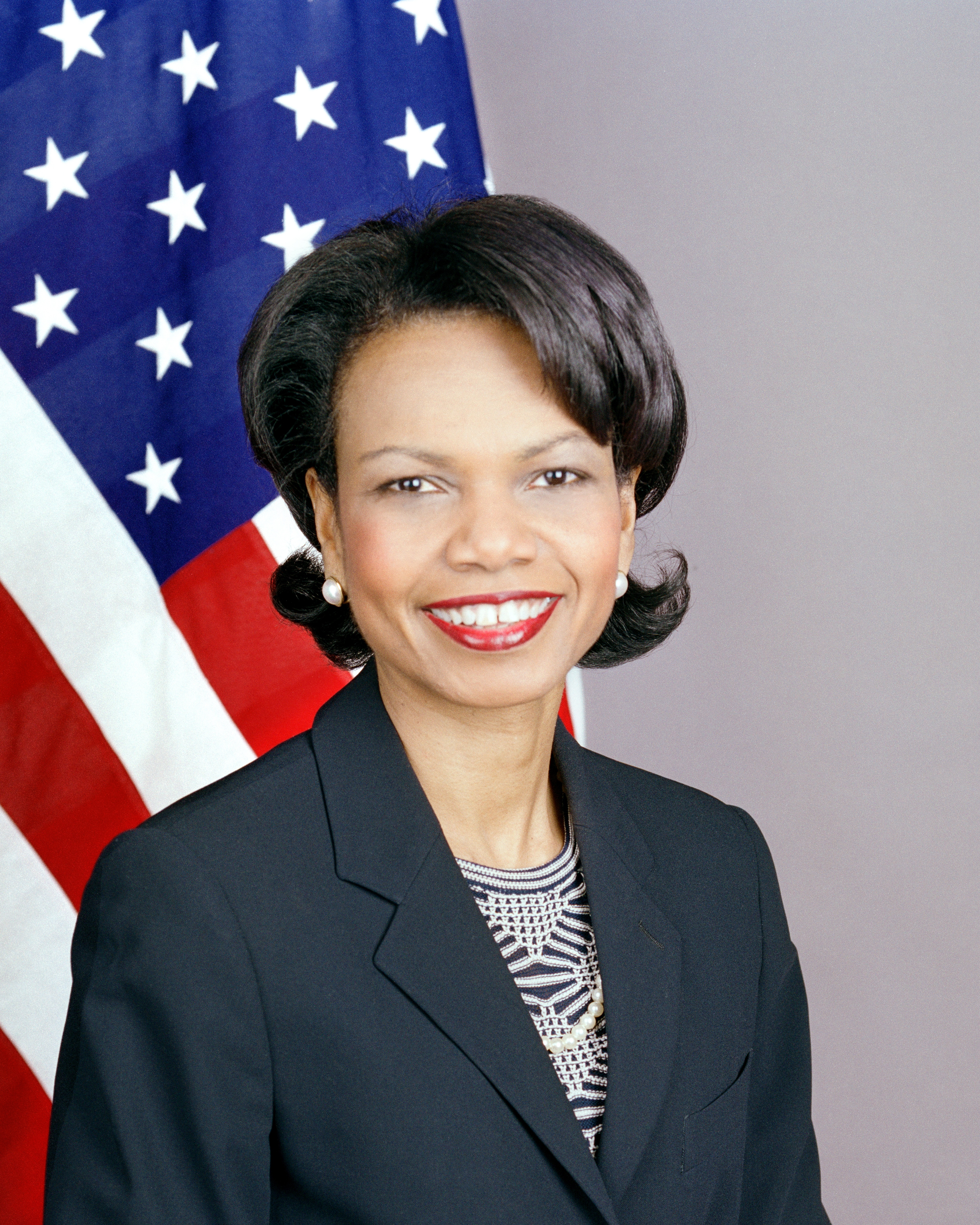
Condoleezza Rice, 2005

- 14. November: Condoleezza Rice, US-amerikanische Politikerin, Außenministerin
- 15. November: Uli Stielike, deutscher Fußballspieler und Trainer
- 15. November: Hans-Günter Bruns, deutscher Fußballspieler
- 15. November: Tony Thompson, US-amerikanischer Schlagzeuger († 2003)
- 16. November: Allison Anders, US-amerikanische Regisseurin, Drehbuchautorin und Produzentin
- 16. November: Tommy Archer, US-amerikanischer Automobilrennfahrer
- 16. November: Donald Runnicles, britischer Dirigent
- 17. November: Egon Werdin, deutscher Kameramann († 2018)
- 18. November: Christoph Wilhelm Aigner, österreichischer Schriftsteller und Übersetzer
- 20. November: Aneka, schottische Folksängerin
- 20. November: Kaspar Heidelbach, deutscher Regisseur
- 20. November: Frank Marino, kanadischer Rockmusiker
- 23. November: Ross Brawn, britischer Ingenieur und Manager
- 23. November: Bruce Hornsby, US-amerikanischer Pianist und Singer-Songwriter
- 23. November: Gerald Roth, deutscher Jurist

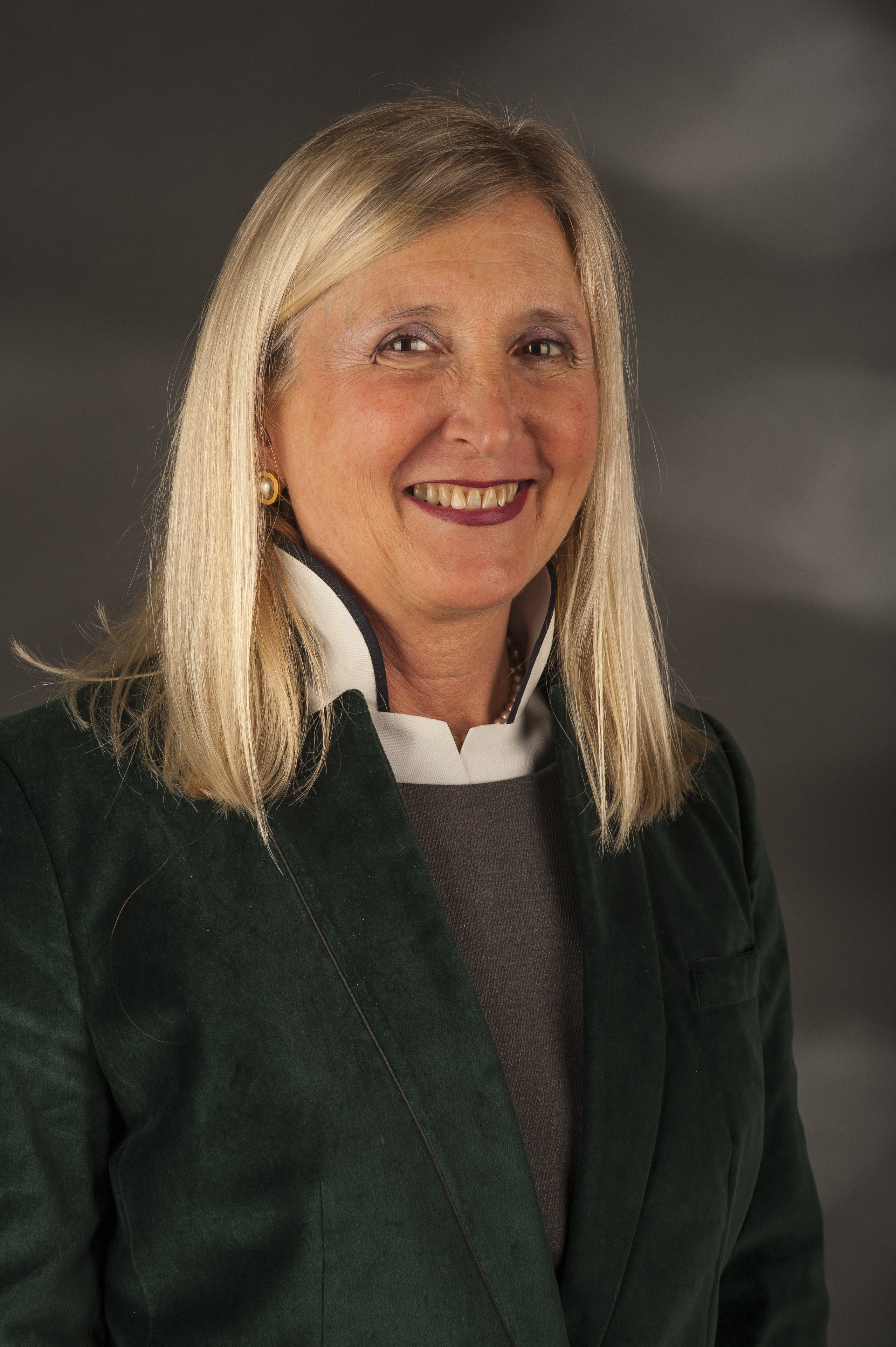
Marta Andreasen (2014)

- 24. November: Clem Burke, US-amerikanischer Schlagzeuger († 2025)
- 24. November: Franz Reindl, deutscher Eishockeytrainer und Funktionär
- 24. November: Emir Kusturica, jugoslawischer Filmemacher
- 25. November: Rudolf Mellinghoff, Richter des Bundesverfassungsgerichts
- 26. November: Marta Andreasen, spanisch-britische Buchhalterin und Politikerin
- 27. November: Jean-Claude Asselborn, luxemburgischer Schriftsteller und Literaturkritiker
- 27. November: Patricia McPherson, US-amerikanische Schauspielerin und Model
- 27. November: Ed Saindon, US-amerikanischer Jazzmusiker und Hochschullehrer
- 28. November: Barbara Grabowska, polnische Schauspielerin († 1994)
- 28. November: Julian Nida-Rümelin, deutscher Philosoph
- 28. November: Axel Heilhecker, deutscher Gitarrist, Komponist, Produzent und Sänger
- 28. November: Peter F. E. Sloane, britisch-deutscher Berufs- und Wirtschaftspädagoge
- 29. November: Alida Abola, lettische Orientierungsläuferin
- 29. November: Ralf Huettner, deutscher Regisseur
- 29. November: Terry Lingner, US-amerikanischer Unternehmer und Automobilrennfahrer
- 30. November: Bernhard Arndt, deutscher Pianist
- 30. November: Daniel Nivel, französischer Polizist
- 30. November: Simonetta Stefanelli, italienische Schauspielerin
- 30. November: Lawrence Summers, US-amerikanischer Professor für Wirtschaftswissenschaften

### Dezember
- 01. Dezember: Karl-Heinz Körbel, deutscher Fußballspieler und -trainer
- 01. Dezember: Annette Haven, US-amerikanische Pornodarstellerin
- 01. Dezember: François Van der Elst, belgischer Fußballspieler († 2017)
- 02. Dezember: Franz Comploi, italienischer Organist und Musikpädagoge
- 02. Dezember: Milomir Jakovljević, jugoslawischer Fußballspieler († 2015)
- 04. Dezember: Javier García Arnaiz, spanischer General
- 04. Dezember: Gregory Hlady, ukrainisch-kanadischer Schauspieler
- 04. Dezember: Stefan Lord, schwedischer Dartspieler
- 05. Dezember: Dieter Bartke, deutscher Handballtorwart († 2002)
- 05. Dezember: Hanif Kureishi, britischer Schriftsteller
- 06. Dezember: Hajo F. Breuer, deutscher Autor und Herausgeber († 2014)
- 06. Dezember: Beat Furrer, österreichischer Komponist und Dirigent Schweizer Herkunft
- 06. Dezember: Steve Swell, US-amerikanischer Jazzposaunist
- 06. Dezember: Max Stahl, britischer Journalist, Fernsehmoderator und Filmemacher († 2021)
- 07. Dezember: Reinhold Zwick, deutscher Theologe
- 08. Dezember: Louis de Bernières, britischer Schriftsteller
- 08. Dezember: Graham Cripsey, englischer Snookerspieler
- 08. Dezember: Peter Kotte, deutscher Fußballspieler
- 08. Dezember: Heinz-Jürgen Voise, deutscher Fußballspieler und -trainer
- 08. Dezember: Josef Walcher, österreichischer Skirennläufer († 1984)
- 09. Dezember: Kip Hanrahan, US-amerikanischer Musikproduzent und Perkussionist

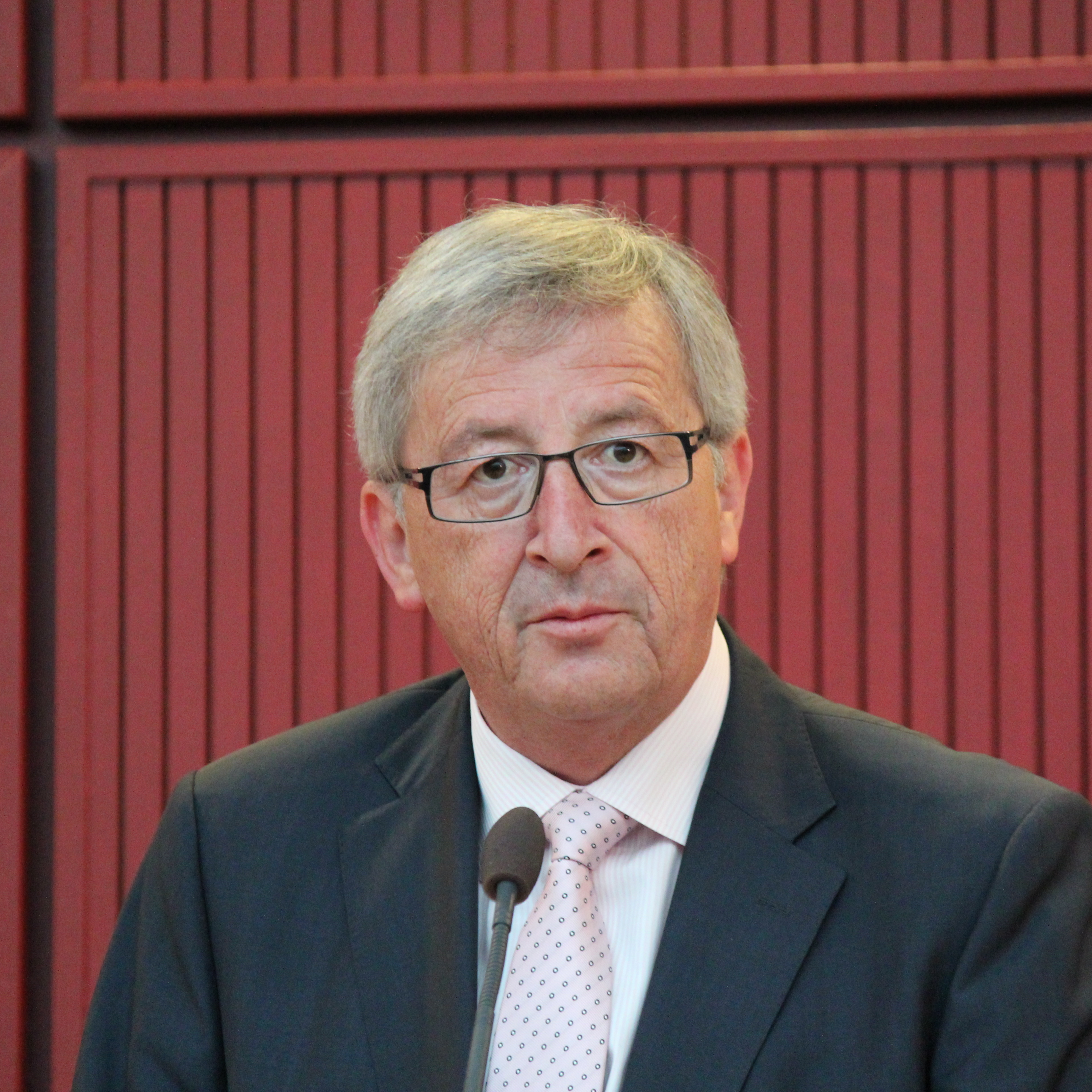
Jean-Claude Juncker, 2012

- 09. Dezember: Jean-Claude Juncker, luxemburgischer Politiker und Premierminister; Präsident der Europäischen Kommission
- 09. Dezember: Steve Rodby, US-amerikanischer Bassist
- 10. Dezember: Price Cobb, US-amerikanischer Automobilrennfahrer
- 10. Dezember: Florentin Smarandache, US-amerikanisch-rumänischer Mathematiker
- 10. Dezember: DJ Hollywood, US-amerikanischer Rapper und DJ
- 10. Dezember: Gaétan Turcotte, kanadischer Wasserballspieler († 2022)
- 11. Dezember: Jermaine Jackson, US-amerikanischer Sänger
- 12. Dezember: Kader Abdolah, iranischer Schriftsteller
- 12. Dezember: Sibylle Laurischk, deutsche Politikerin († 2020)
- 13. Dezember: John Anderson, US-amerikanischer Country-Sänger
- 13. Dezember: Tamora Pierce, US-amerikanische Schriftstellerin
- 14. Dezember: Serge Buttet, französischer Schwimmer († 2021)
- 14. Dezember: Eva Mattes, deutsche Schauspielerin
- 15. Dezember: Jürgen Reinholz, deutscher Politiker
- 15. Dezember: Mark Warner, US-amerikanischer Politiker
- 16. Dezember: Joe Fonda, US-amerikanischer Jazzbassist
- 16. Dezember: Peter Meisinger, deutscher Handballspieler und -trainer
- 16. Dezember: Timothy Sullivan, kanadischer Komponist und Musikpädagoge
- 17. Dezember: Simon Aeby, Schweizer Regisseur, Produzent und Drehbuchautor
- 18. Dezember: Glenn Buhr, kanadischer Komponist und Pianist
- 18. Dezember: Roland Claus, deutscher Politiker, MdB
- 18. Dezember: Ray Liotta, US-amerikanischer Schauspieler († 2022)
- 18. Dezember: Uli Jon Roth, deutscher Gitarrist
- 18. Dezember: Willi Wülbeck, deutscher Leichtathlet
- 19. Dezember: Oswald Metzger, deutscher Politiker
- 21. Dezember: Chris Evert, US-amerikanische Tennisspielerin
- 22. Dezember: Anna Galiena, italienische Schauspielerin
- 22. Dezember: Detlef Hübner, deutscher Unternehmer und Automobilrennfahrer
- 22. Dezember: Joseph Kwaku Afrifah-Agyekum, ghanaischer Bischof
- 22. Dezember: Barbara Lanzinger, deutsche Politikerin
- 22. Dezember: Christian Liebig, deutscher Bassist und Rockmusiker
- 23. Dezember: Michael Diekmann, deutscher Manager
- 23. Dezember: Brian Teacher, US-amerikanischer Tennisspieler
- 24. Dezember: Lorenz Caffier, deutscher Politiker
- 24. Dezember: Cynthia Folio, US-amerikanische Komponistin, Flötistin und Musikpädagogin
- 24. Dezember: Ulrike Kriener, deutsche Schauspielerin
- 24. Dezember: Christian Ruck, deutscher Politiker

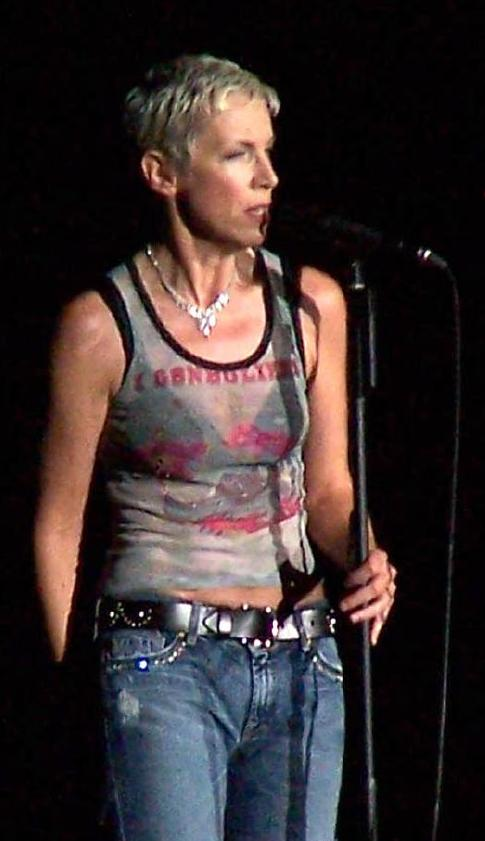
Annie Lennox (2004)

- 25. Dezember: Annie Lennox, britische Sängerin und Songwriterin
- 25. Dezember: Steve Wariner, US-amerikanischer Country-Musiker und Songwriter
- 26. Dezember: Ulrich Koehler, deutscher Politiker (FDP), Staatssekretär in Sachsen-Anhalt
- 26. Dezember: Susan Butcher, US-amerikanische Hundetrainerin († 2006)
- 26. Dezember: David Shep, kanadischer Automobilrennfahrer
- 27. Dezember: Novella Calligaris, italienische Schwimmerin
- 27. Dezember: John Watts, britischer Sänger, Gitarrist und Dichter

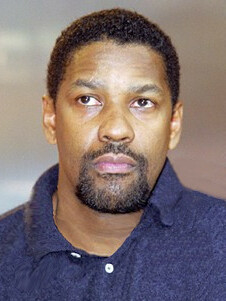
Denzel Washington

- 28. Dezember: Denzel Washington, US-amerikanischer Schauspieler
- 29. Dezember: Phillip Anthony O’Hara, australischer Wirtschaftswissenschaftler
- 30. Dezember: Roberto Abbado, italienischer Dirigent
- 30. Dezember: Rodney A. Brooks, australischer Direktor des CSAIL am MIT
- 30. Dezember: Wolfgang Pohl, deutscher Fußballspieler
- 31. Dezember: Gloria Afua Akuffo, ghanaische Juristin und Politikerin
- 31. Dezember: Sylvie Bodorová, tschechische Komponistin
- 31. Dezember: Hans-Hubertus Mack, deutscher Offizier und Erziehungswissenschaftler
- 31. Dezember: Alex Salmond, schottischer Politiker († 2024)
- 31. Dezember: Christine Scheiblich, deutsche Ruderin
- 00. Dezember: Jeff Arch, US-amerikanischer Drehbuchautor und Filmproduzent

### Tag unbekannt
- Larry Abramson, israelischer Künstler
- Karen B. Ackoff, US-amerikanische Professorin
- Adochi, rumänischer Maler und Bildhauer
- Carl Aigner, österreichischer Kunsthistoriker
- Zohair Youssif Akache, palästinensischer Terrorist († 1977)
- Belkıs Akkale, türkische Sängerin und Schauspielerin
- Susana Amundaraín, venezolanische Malerin, Installations- und Performancekünstlerin
- Lars Andersson, schwedischer Schriftsteller und Übersetzer
- Irene Andessner, österreichische bildende Künstlerin
- Paul Apak Angilirq, kanadischer Drehbuchautor († 1998)
- Amy Arbus, US-amerikanische Fotografin
- Hans-Peter Archner, deutscher Journalist und Hörfunkredakteur
- Ljuba Arnautovic, österreichische Übersetzerin, Journalistin und Autorin
- Susan Arnold, US-amerikanische Managerin
- Juan Luis Arsuaga, spanischer Paläoanthropologe
- Guarionex Aquino, dominikanischer Jazzperkussionist
- Ivica Astalos, deutscher Cartoonist, Texter und Grafiker
- Michèle Audin, französische Mathematikerin
- Rainer Beßling, deutscher Kunstkritiker und Kulturjournalist
- Marilyn Bliss, US-amerikanische Komponistin
- Carter Brey, US-amerikanischer Cellist und Musikpädagoge
- Thomas Brunnschweiler, Schweizer Schriftsteller und Journalist
- Jenny De la Torre Castro, peruanisch-deutsche Ärztin († 2025)
- Abdul Raschid Dostum, usbekischer Kriegsherr und Politiker in Afghanistan
- Mary Ehlinger, US-amerikanische Schauspielerin und Komponistin
- Andreas Engelmann, deutscher Schauspieler
- María Inés Falconi, argentinische Autorin und Lehrerin
- Joachim Fuchs-Charrier, deutscher Schlagzeuger
- Orlando Jacinto García, US-amerikanischer Komponist und Musikpädagoge
- Ursula-Rosamaria Gottert, deutsche Schauspielerin
- James Gourlay, Tubaist und Professor für Musik
- Günther Grünsteudel, deutscher Bibliothekar und Autor
- Orhan Güner, türkischer Schauspieler
- Olaf Van Gonnissen, deutscher Gitarrist
- Kevin Hart, australischer Dichter und Literaturkritiker
- Charlotte Kämpf, deutsche Biologin und Umweltwissenschaftlerin
- Thomas Kirdorf, deutscher Drehbuch- und Hörspielautor
- Allan Kozinn, US-amerikanischer Journalist und Musikkritiker
- Martin Maria Krüger, deutscher Musiker
- Adam Krużel, polnischer Bariton
- Irene Kugler, deutsche Schauspielerin
- Bernhard Leube, deutscher Theologe und Hochschullehrer
- Lisa Lewenz, US-amerikanische Medienkünstlerin, Regisseurin und Hochschullehrerin
- Ludger Lohmann, deutscher Organist und Professor
- Eugen May, deutscher Schauspieler
- Jochen A. Modeß, deutscher Kirchenmusiker, Organist, Komponist und Hochschullehrer
- Hartmut Neumann, deutscher Maler, Plastiker und Fotograf
- Michael Niedermeier, deutscher Literatur- und Kunsthistoriker
- Ralph Oehme, deutscher Theater- und Hörspielautor, Librettist und Schauspielpädagoge
- Rüdiger Oppermann, deutscher Musiker
- Betsy Pecanins, mexikanische Sängerin († 2016)
- Joan Peruga Guerrero, andorranischer Schriftsteller
- Guido Poppe, belgischer Malakologe
- Heiner Pott, deutscher Politiker
- Günther Schauerte, deutscher Archäologe
- Gitta Schweighöfer, deutsche Schauspielerin
- Hayko Siemens, deutscher Kirchenmusiker
- Veit Stübner, deutscher Schauspieler
- Petra Thorbrietz, deutsche Journalistin und Autorin
- Panos Valavanis, griechischer Klassischer Archäologe († 2025)
- Angelika Weiz, deutsche Jazzsängerin
- Julius Penson Williams, US-amerikanischer Dirigent, Komponist und Musikpädagoge
- Patricia Young, kanadische Schriftstellerin und Dichterin
- Ekhard Zinke, deutscher Jurist

## Gestorben

### Januar
- 01. Januar: Alfred Cooper, britischer Politiker, Diplomat und Autor (* 1890)
- 02. Januar: Harald Abatz, deutscher Politiker (* 1893)
- 02. Januar: James Pitcairn-Knowles, Maler, Grafiker und Bildhauer schottischer Abstammung (* 1863)
- 03. Januar: Christian Friedrich Lautenschlager, deutscher Mechaniker und Automobilrennfahrer (* 1877)
- 07. Januar: Paul von Schoenaich, deutscher Generalmajor, späterer Pazifist (* 1866)
- 07. Januar: Ludwig Klitzsch, deutscher Publizist und Unternehmer (* 1881)
- 08. Januar: Franz Böhner, deutscher Politiker (* 1889)
- 10. Januar: Alice Jouenne, französische Lehrerin (* 1873)
- 11. Januar: Oscar Straus, österreichischer Operettenkomponist (* 1870)
- 12. Januar: Max Niedermann, schweizerischer Altphilologe und Politiker (* 1874)
- 13. Januar: Adolf Gondrell, deutscher Conférencier und Schauspieler (* 1902)
- 15. Januar: Hermann Höpker-Aschoff, deutscher Politiker und Verfassungsgerichtspräsident (* 1883)
- 15. Januar: Rudolf Ruscheweyh, niederländisch-liechtensteinischer Waffenhändler, Geheimdienstmitarbeiter und Parteispender (* 1905)
- 15. Januar: Erich Stahl, deutscher General (* 1893)
- 18. Januar: Sydney Greenstreet, britischer Schauspieler (* 1879)
- 19. Januar: Theodor Kaluza, deutscher Physiker (* 1885)
- 20. Januar: Wadi' al-Bustani, libanesischer Dichter und Übersetzer (* 1886)
- 21. Januar: Billy Jenkins, Kunstschütze, Lassowerfer und Greifvogeldresseur (* 1885)
- 22. Januar: Ernest Friederich, französischer Automobilrennfahrer und Mechaniker (* 1886)
- 23. Januar: Amir Adil Arslan, syrischer Politiker (* 1880)
- 26. Januar: Adolf Spilker, deutscher Chemiker und Techniker (* 1863)
- 27. Januar: Hinrich Abel, deutscher Politiker (* 1884)
- 28. Januar: Eugeniusz Romer, polnischer Geograph und Kartograph (* 1871)
- 29. Januar: Walter Conrad Arensberg, US-amerikanischer Literaturwissenschaftler und Kunstsammler (* 1878)
- 31. Januar: Alfred Auerbach, deutscher Schauspieler und Schriftsteller (* 1873)

### Februar

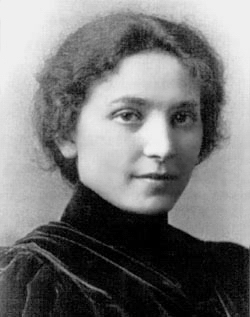
Senda Berenson Abbott

- 01. Februar: Bernard Arens, luxemburgischer Theologe und Schriftsteller (* 1873)
- 01. Februar: Edwin Howard Armstrong, US-amerikanischer Elektroingenieur und Erfinder (* 1890)
- 01. Februar: Josef Brendle, akademischer Kunstmaler (* 1888)
- 02. Februar: Theodor Rogalski, rumänischer Komponist (* 1901)
- 04. Februar: William Adams, US-amerikanischer Politiker (* 1861)
- 06. Februar: Friedrich Meinecke, deutscher Historiker und Universitätsprofessor (* 1862)
- 07. Februar: Jan Adam Maklakiewicz, polnischer Komponist (* 1899)
- 09. Februar: Friedrich Hauck, deutscher evangelischer Geistlicher und Hochschullehrer (* 1882)
- 10. Februar: Robert Görlinger, deutscher Politiker (* 1888)
- 11. Februar: Arthur Duray, französisch-US-amerikanischer Automobilrennfahrer (* 1882)
- 12. Februar: Dsiga Wertow, sowjetischer Regisseur (* 1896)
- 13. Februar: Paul Heidelbach, deutscher Schriftsteller, Stadtarchivar, Herausgeber und Bibliothekar (* 1870)
- 13. Februar: Heinrich Zerkaulen, deutscher Schriftsteller (* 1892)
- 16. Februar: Senda Berenson Abbott, US-amerikanische Sportlehrerin (* 1868)
- 19. Februar: Wladimir Wiese, russisch-sowjetischer Ozeanograph und Polarforscher (* 1886)
- 23. Februar: Jacques Mieses, deutsch-britischer Schachspieler (* 1865)
- 27. Februar: Bobby Ball, US-amerikanischer Automobilrennfahrer (* 1925)

### März

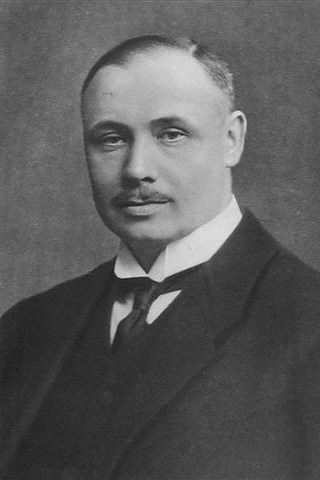
Otto Diels

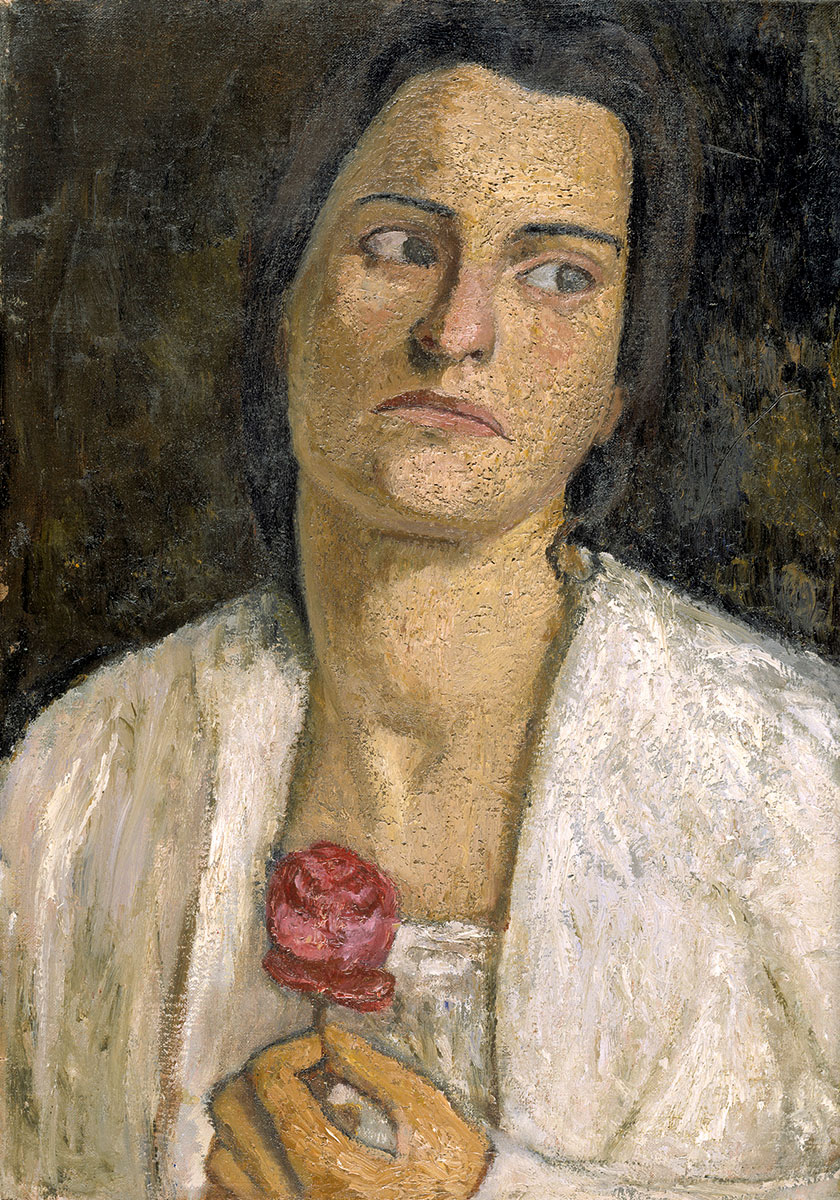
Clara Westhoff

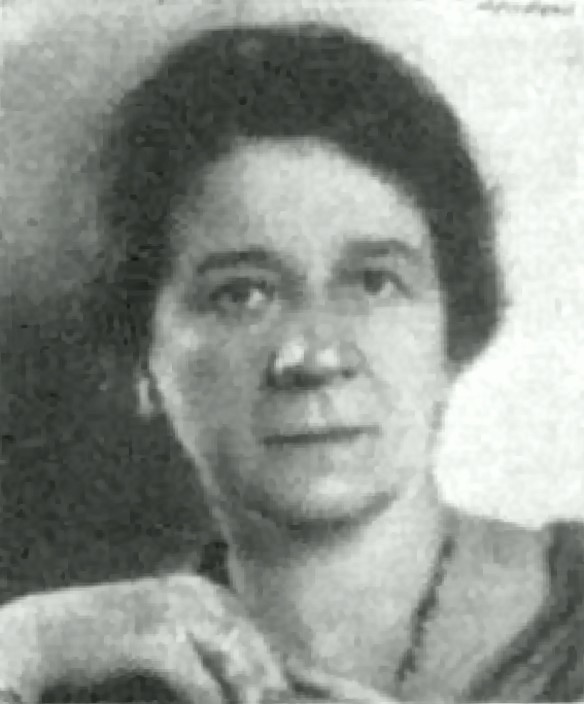
Gertrud Bäumer

- 03. März: Pauline Rebour, französische Feministin (* 1878)
- 05. März: Kishida Kunio, japanischer Dramatiker (* 1890)
- 06. März: Massimo Massimi, italienischer Kardinal (* 1877)
- 06. März: Hermann Dietrich, deutscher Politiker (* 1879)
- 06. März: Carl Eduard, Herzog von Sachsen-Coburg und Gotha (* 1884)
- 07. März: Otto Diels, deutscher Chemiker (* 1876)
- 07. März: Ernst Winter, deutscher Politiker (* 1888)
- 07. März: Ludwik Hirszfeld, polnischer Mediziner und Immunologe (* 1884)
- 09. März: Eva Ahnert-Rohlfs, deutsche Astronomin (* 1912)
- 09. März: Clara Westhoff, deutsche Bildhauerin (* 1878)
- 10. März: Alfred Lamoureux, kanadischer Komponist und Musikpädagoge (* 1876)
- 12. März: Marianne Weber, deutsche Frauenrechtlerin, Soziologin und Rechtshistorikerin (* 1870)
- 13. März: Otto Gebühr, deutscher Schauspieler (* 1877)
- 19. März: Walter Braunfels, deutscher Komponist und Pianist (* 1882)
- 25. März: Gertrud Bäumer, deutsche Frauenrechtlerin, Politikerin, Pädagogin, MdR (* 1873)
- 25. März: Leon Schiller, polnischer Theaterregisseur und Theatertheoretiker (* 1887)
- 26. März: Ferdinand Hardekopf, deutscher Journalist, Schriftsteller, Lyriker und Übersetzer (* 1876)
- 27. März: Walter M. Pierce, US-amerikanischer Politiker (* 1861)
- 29. März: Rudolf Ahlers, deutscher Autor (* 1889)
- 30. März: Thomas Schneider, deutscher Automobilrennfahrer (* 1875)
- 30. März: Fritz London, deutsch-amerikanischer Physiker (* 1900)

### April

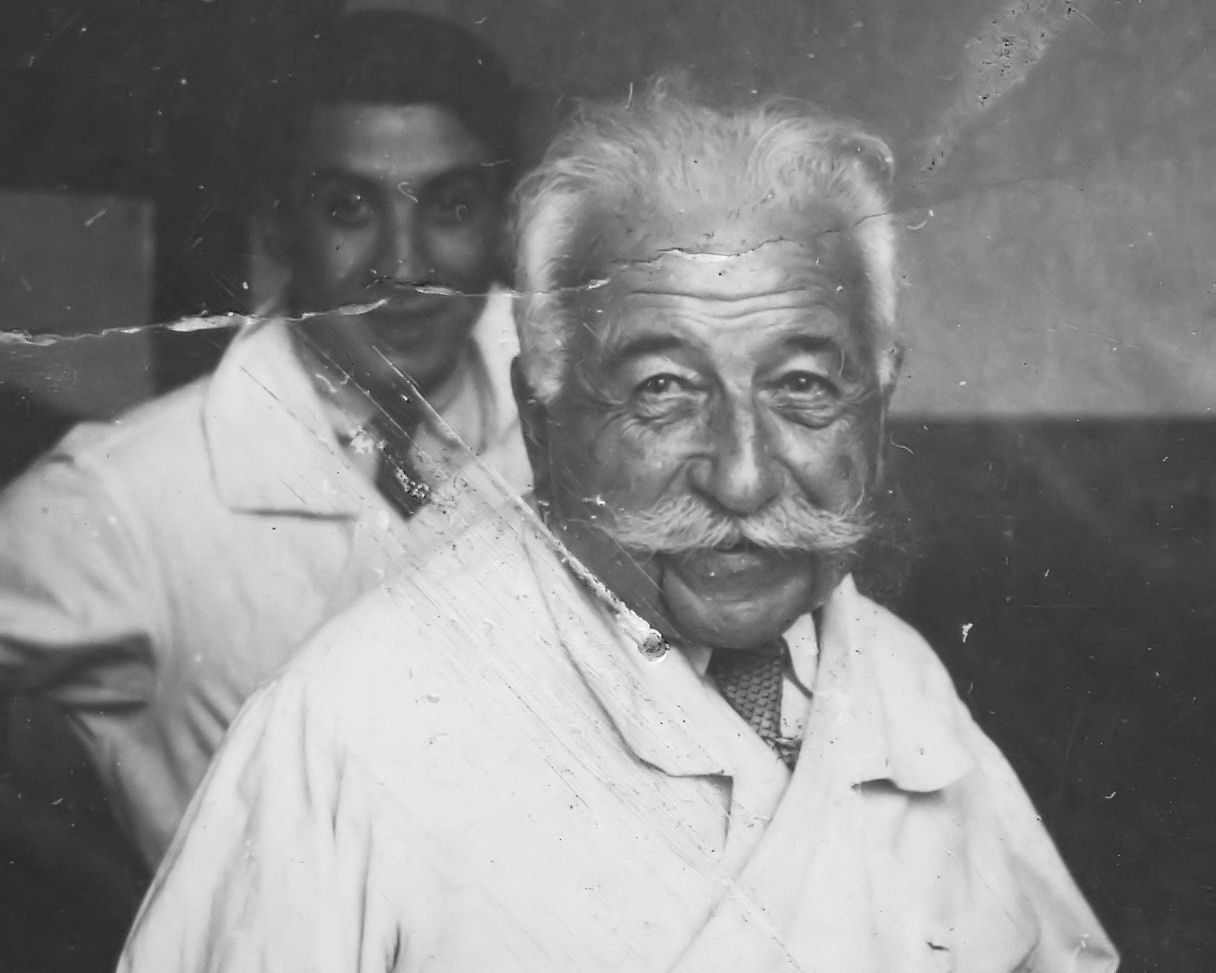
Auguste Lumière

- 01. April: Jan Thomée, niederländischer Fußballspieler (* 1886)
- 02. April: William Heffelfinger, US-amerikanischer American-Football-Spieler (* 1867)
- 03. April: Remzi Oğuz Arık, türkischer Archäologe und Politiker (* 1899)
- 04. April: Frederick von Antal, ungarisch-britischer Kunsthistoriker (* 1888)
- 05. April: Märtha von Schweden, Kronprinzessin von Norwegen (* 1901)
- 10. April: Ludwig Curtius, deutscher Klassischer Archäologe (* 1874)
- 10. April: Auguste Lumière, französischer Filmtechnikpionier (* 1862)
- 12. April: Dwight Griswold, US-amerikanischer Politiker (* 1893)
- 14. April: Lil Green, US-amerikanische Blues-Sängerin (* 1919)
- 14. April: Gilbert Rahm, deutscher Geistlicher (* 1885)
- 14. April: Siegfried von Roedern, deutscher Politiker (* 1870)
- 15. April: Arthur Fickenscher, US-amerikanischer Komponist (* 1871)
- 15. April: Feliks Wróbel, polnischer Komponist (* 1894)
- 16. April: Texas Alexander, US-amerikanischer Blues-Sänger (* 1900)
- 16. April: Friedrich Arenhövel, deutscher Schriftsteller (* 1886)
- 16. April: Ernst Krenn, österreichischer Skandinavist (* 1897)
- 16. April: Lorenz Rogger, Schweizer Katholischer Geistlicher und Pädagoge (* 1878)
- 18. April: Émile Marcelin, französischer Komponist (* 1906)
- 21. April: Emil Leon Post, US-amerikanischer Mathematiker und Logiker (* 1897)
- 21. April: Petre Sergescu, rumänischer Mathematiker und Mathematikhistoriker (* 1893)
- 22. April: Jörg Lanz von Liebenfels, österreichischer Geistlicher (* 1874)
- 24. April: Augustin Schuldis, katholischer Priester, päpstlicher Hausprälat (* 1891)
- 24. April: Michail Leonidowitsch Starokadomski, russischer Komponist (* 1901)
- 27. April: Richard Schmitz, österreichischer Politiker (* 1885)
- 28. April: Wendelin Rauch, Erzbischof von Freiburg im Breisgau (* 1885)
- 29. April: Léon Jouhaux, französischer Gewerkschafter und Friedensnobelpreisträger (* 1879)
- 29. April: Joe May, österreichischer Regisseur und Produzent (* 1880)
- 30. April: Christian Dauvergne, französischer Automobilrennfahrer (* 1890)

### Mai
- 01. Mai: Johnny Aubert, schweizerischer Pianist (* 1889)
- 03. Mai: Silvio Dal Cin, italienischer Automobilrennfahrer
- 05. Mai: Franz Aubell, österreichischer Geodät (* 1878)
- 05. Mai: Henri Laurens, französischer Bildhauer und Zeichner (* 1885)
- 06. Mai: Peter Lorson, katholischer Theologe, Jesuit, Schriftsteller (* 1897)
- 10. Mai: Ekkehard Arendt, österreichischer Schauspieler (* 1892)
- 10. Mai: Erik Reger, deutscher Schriftsteller (* 1893)
- 11. Mai: Sait Faik, türkischer Schriftsteller (* 1906)
- 14. Mai: Heinz Guderian, deutscher General im Dritten Reich (* 1888)
- 15. Mai: Norbert Jacques, luxemburgischer Schriftsteller (* 1880)
- 16. Mai: Heinrich Wilhelm Joseph Acker, deutscher Politiker (* 1896)
- 16. Mai: Werner Bischof, Schweizer Fotograf (* 1916)
- 16. Mai: Clemens Krauss, österreichischer Dirigent (* 1893)
- 17. Mai: Samuel Belov, US-amerikanischer Geiger, Bratschist und Musikpädagoge (* 1884)
- 19. Mai: Charles Ives, US-amerikanischer Komponist (* 1874)
- 19. Mai: Max Oppenheimer, österreichischer Maler (* 1885)
- 24. Mai: William Van Alen, US-amerikanischer Architekt (* 1882)
- 24. Mai: Edwin Rolfe, US-amerikanischer Dichter (* 1909)
- 25. Mai: Robert Capa, US-amerikanischer Fotograf ungarischer Herkunft (* 1913)
- 26. Mai: Waldemar Gurian, russisch-deutsch-amerikanischer Politikwissenschaftler (* 1902)
- 26. Mai: Franz Pfemfert, deutscher Publizist, Herausgeber, Literaturkritiker, Fotograf (* 1879)
- 27. Mai: Jan Schoemaker, niederländischer Fußballspieler (* 1882)
- 27. Mai: Fritz von Herzmanovsky-Orlando, österreichischer Schriftsteller und Zeichner (* 1877)
- 27. Mai: Arthur Koepchen, technischer Vorstand des RWE (* 1878)
- 30. Mai: August Steiger, Schweizer Lehrer und Sprachpfleger (* 1874)
- 00. Mai: Albert Ackermann, deutscher Unternehmer (* 1882)

### Juni
- 01. Juni: Martin Andersen Nexø, dänischer Schriftsteller (* 1869)
- 01. Juni: Wilhelm Stapel, deutscher Publizist (* 1882)
- 02. Juni: Karl Caspar, deutscher Pilot und Unternehmer (* 1883)
- 06. Juni: Josef Bohatec, tschechischer Philosoph und Theologe (* 1876)
- 06. Juni: Fritz Kasparek, österreichischer Alpinist (* 1910)
- 07. Juni: Alan Turing, britischer Mathematiker und Kryptoanalytiker (* 1912)
- 08. Juni: Arschak Tschobanjan, armenischer Schriftsteller (* 1872)
- 09. Juni: Alain LeRoy Locke, US-amerikanischer Philosoph (* 1886)
- 10. Juni: Charles Francis Adams, US-amerikanischer Politiker (* 1866)
- 10. Juni: Mathilde Paravicini, Schweizer Humanistin (* 1875)
- 12. Juni: E. Ray Goetz, US-amerikanischer Songwriter, Produzent, Drehbuchautor und Schauspieler (* 1886)
- 18. Juni: Zygmunt Modzelewski, polnischer Politiker und Ökonom (* 1900)
- 22. Juni: Karl Taylor Compton, US-amerikanischer Physiker (* 1887)
- 27. Juni: Theodor Loos, deutscher Schauspieler (* 1883)
- 29. Juni: Hugo Dingler, deutscher Philosoph (* 1881)
- 29. Juni: H. Maurice Jacquet, französischer Komponist und Dirigent (* 1886)

### Juli
- 01. Juli: Thea von Harbou, deutsche Drehbuchautorin (* 1888)
- 05. Juli: Bob Scott, US-amerikanischer Automobilrennfahrer (* 1928)
- 06. Juli: Julio Acosta García, Präsident von Costa Rica (* 1872)
- 08. Juli: August Liessens, belgisch-kanadischer Organist und Komponist (* 1894)
- 12. Juli: Marc Azéma, französischer Automobilrennfahrer (* 1905)
- 13. Juli: Anton Arnold, österreichischer Opernsänger (* 1880)
- 13. Juli: Jacques E. Brandenberger, Schweizer Chemiker und Textilingenieur, Erfinder des Cellophan (* 1872)
- 13. Juli: Bennett Champ Clark, US-amerikanischer Politiker und Richter (* 1890)
- 13. Juli: Frida Kahlo, mexikanische Malerin (* 1907)
- 14. Juli: Jacinto Benavente, spanischer Dramatiker und Literaturnobelpreisträger (1922) (* 1866)
- 15. Juli: Sadriddin Ainij, tadschikischer Poet und Schriftsteller (* 1878)
- 17. Juli: Henri Frankfort, niederländischer Archäologe, Altorientalist und Ägyptologe (* 1897)
- 17. Juli: Marguerite Steinheil, französische Salonnière (* 1869)
- 19. Juli: Josef Linster, rumäniendeutscher Komponist und Musikpädagoge (* 1889)
- 19. Juli: Hannes Meyer, Schweizer Architekt und Urbanist (* 1889)
- 20. Juli: Blair Moody, US-amerikanischer Politiker (* 1902)
- 23. Juli: Georg Lippold, deutscher Archäologe (* 1885)
- 23. Juli: Josef Sellmair, deutscher Theologe und Pädagoge (* 1896)
- 26. Juli:  Marius Sturza, Siebenbürger Mediziner und Balneologe (* 1876)
- 27. Juli: Diran Alexanian, armenischer Cellist, Komponist und Musikpädagoge (* 1881)
- 27. Juli: Alexander Gurwitsch, russischer Mediziner und Biologe (* 1874)
- 31. Juli: Antoinette Roberte Sophie Wilhelmine von Nassau-Weilburg, bayerische Kronprinzessin (* 1899)

### August

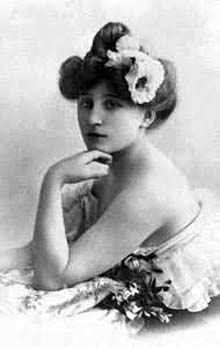
Colette

- 02. August: René Amengual Astaburuaga, chilenischer Komponist (* 1911)
- 02. August: Teodor Regedziński, polnischer Schachspieler (* 1894)
- 03. August: Sidonie-Gabrielle Colette, französische Schriftstellerin, Kabarettistin und Journalistin (* 1873)
- 03. August: Gabrielle Duchêne, französische Feministin und Gewerkschafterin (* 1870)
- 03. August: William Douw Lighthall, kanadischer Lyriker und Schriftsteller (* 1857)
- 05. August: Wassili Jan, russischer Schriftsteller (* 1875)
- 07. August: Wilhelm Dittmann, deutscher Politiker (* 1874)
- 13. August: Demetrius Constantine Dounis, griechischer Geiger und Musikpädagoge (* 1893)
- 14. August: Hugo Eckener, Leiter der Zeppelinwerke Friedrichshafen (* 1868)
- 15. August: Alfred Wilhelm Anschütz, deutscher Chirurg und Hochschullehrer (* 1870)
- 15. August: Sigmund Herland, rumänischer Schachspieler und Schachkomponist (* 1865)
- 16. August: Elsbeth Krukenberg-Conze, deutsche Schriftstellerin und Frauenrechtlerin (* 1867)
- 17. August: Billy Murray, US-amerikanischer Sänger (* 1877)
- 19. August: Alcide De Gasperi, italienischer Politiker (* 1881)
- 20. August: Wilhelm Brückner, Chefadjutant von Adolf Hitler (* 1884)
- 21. August: Johannes Maximilian Avenarius, expressionistischer Maler, Grafiker und Illustrator (* 1887)
- 22. August: Wilhelm Tenhagen, deutscher Politiker (* 1911)
- 24. August: Cyril Asquith, britischer Jurist (* 1890)
- 24. August: Pierre de Chambrun, französischer Politiker und Widerstandskämpfer (* 1865)
- 24. August: Robert Talbot, kanadischer Violinist, Musikpädagoge und Komponist (* 1893)
- 24. August: Getúlio Dornelles Vargas, brasilianischer Politiker (* 1882)
- 26. August: Ernst Aeppli, Schweizer Psychoanalytiker (* 1892)
- 30. August: Alfredo Ildefonso Schuster, Erzbischof von Mailand und Kardinal (* 1880)
- 30. August: Kurt Streitwolf, deutscher Offizier (* 1871)

### September

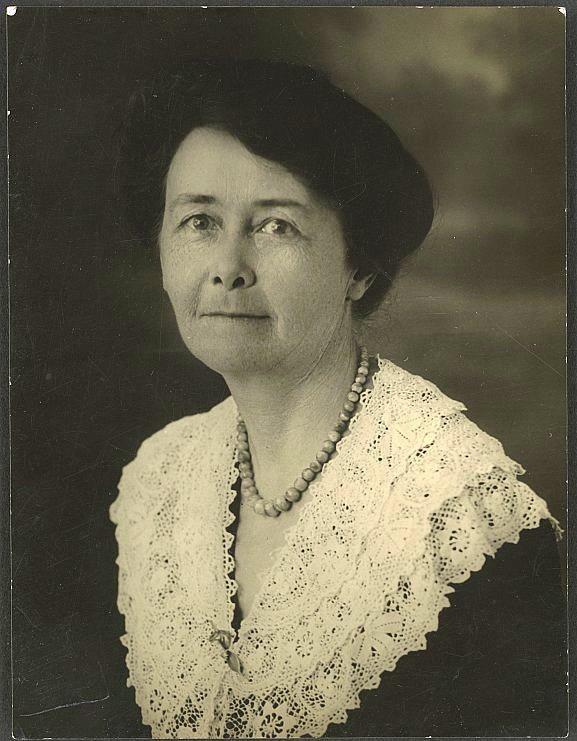
Miles Franklin

- 01. September: Harry Cording, britischer Schauspieler (* 1891)
- 01. September: Heinrich Mache, österreichischer Physiker (* 1876)
- 02. September: Friedrich Eymann, reformierter Theologe, Pädagoge und Anthroposoph (* 1887)
- 05. September: Eugen Schiffer, deutscher Jurist und Politiker (* 1860)
- 07. September: Bud Fisher, US-amerikanischer Cartoonist und Comiczeichner (* 1885)
- 08. September: André Derain, französischer Maler (* 1880)
- 08. September: Curtis D. Wilbur, US-amerikanischer Politiker und Jurist (* 1867)
- 10. September: Peter Anders, deutscher Opernsänger (* 1908)
- 11. September: Rupert Hollaus, österreichischer Motorradrennfahrer (* 1931)
- 11. September: Alexander Steffen, deutscher Gartenbaudirektor, Pflanzenzüchter und Autor (* 1871)
- 15. September: Raimund Nimführ, österreichischer Luftfahrttheoretiker und Flugzeugpionier (* 1874)
- 15. September: Arthur Wieferich, deutscher Mathematiker (* 1884)
- 19. September: Miles Franklin, australische Schriftstellerin (* 1879)
- 25. September: Vitaliano Brancati, italienischer Schriftsteller (* 1907)
- 26. September: Chajim Jehuda Leib Auerbach, israelischer Rabbiner (* 1886)
- 27. September: Maximilian von Weichs, deutscher Generalfeldmarschall im Zweiten Weltkrieg (* 1881)
- 28. September: George Harrison Shull, US-amerikanischer Botaniker und Pflanzengenetiker (* 1874)
- 29. September: Alexander Abascheli, georgisch-sowjetischer Dichter (* 1884)
- 30. September: Leopold Atlas, US-amerikanischer Dramatiker und Drehbuchautor (* 1907)

### Oktober
- 04. Oktober: Georg Hamel, deutscher Mathematiker (* 1877)
- 04. Oktober: Francesco Borgongini Duca, Kardinal der römisch-katholischen Kirche (* 1884)
- 06. Oktober: Hakon Børresen, dänischer Komponist (* 1876)
- 06. Oktober: Fred Hall, US-amerikanischer Musiker und Dirigent (* 1898)
- 09. Oktober: Olivier Guimond, kanadischer Schauspieler und Komiker (* 1893)
- 09. Oktober: Robert H. Jackson, US-amerikanischer Jurist und Politiker; Hauptanklagevertreter bei den Nürnberger Prozessen (* 1892)
- 11. Oktober: Theodore Lyman, US-amerikanischer Physiker (* 1874)
- 13. Oktober: Josef Böhm, deutscher Politiker (* 1887)
- 13. Oktober: Emmy Heim, österreichische Sängerin und Musikpädagogin (* 1885)
- 15. Oktober: Maurice Bedel, französischer Schriftsteller (* 1883)
- 16. Oktober: Takashi Akiba, japanischer Soziologe (* 1888)
- 16. Oktober: Friedrich Wilhelm Lübke, deutscher Politiker (* 1887)
- 19. Oktober: Albrecht Bethe, deutscher Physiologe (* 1872)
- 20. Oktober: Friedrich Hartjenstein, Lagerkommandant des KZ Auschwitz-Birkenau (* 1905)
- 21. Oktober: Domenico Jorio, Kardinal der römisch-katholischen Kirche (* 1867)
- 22. Oktober: Oswald de Andrade, brasilianischer Schriftsteller (* 1890)
- 22. Oktober: Harrison Henry Atwood, US-amerikanischer Politiker (* 1863)
- 22. Oktober: George McManus, US-amerikanischer Cartoonist und Comiczeichner (* 1884)
- 22. Oktober: Roscoe C. Patterson, US-amerikanischer Politiker (* 1876)
- 24. Oktober: José Rodríguez Carballeira, spanischer Pianist (* 1895)
- 25. Oktober: Manuel Trucco, chilenischer Politiker (* 1875)
- 27. Oktober: Georg Hartmann, deutscher Fabrikant und Ehrenbürger von Frankfurt am Main (* 1870)
- 27. Oktober: Franco Alfano, italienischer Komponist (* 1875)
- 29. Oktober: Walter Asmis, deutscher Jurist und Agrarfunktionär (* 1880)
- 29. Oktober: Hermann Ehlers, deutscher Politiker (* 1904)
- 30. Oktober: Gustav Dahrendorf, deutscher Politiker und Journalist (* 1901)
- 31. Oktober: Pieter Boelmans ter Spill, niederländischer Fußballspieler (* 1886)
- 000Oktober: Gregori Garbovitsky, kanadischer Geiger, Dirigent und Musikpädagoge (* 1892)

### November
- 01. November: John Lennard-Jones, britischer Mathematiker und Physiker (* 1894)
- 03. November: Ernst Neumann-Neander, Kunstmaler und Erfinder, Motorradbauer (* 1871)

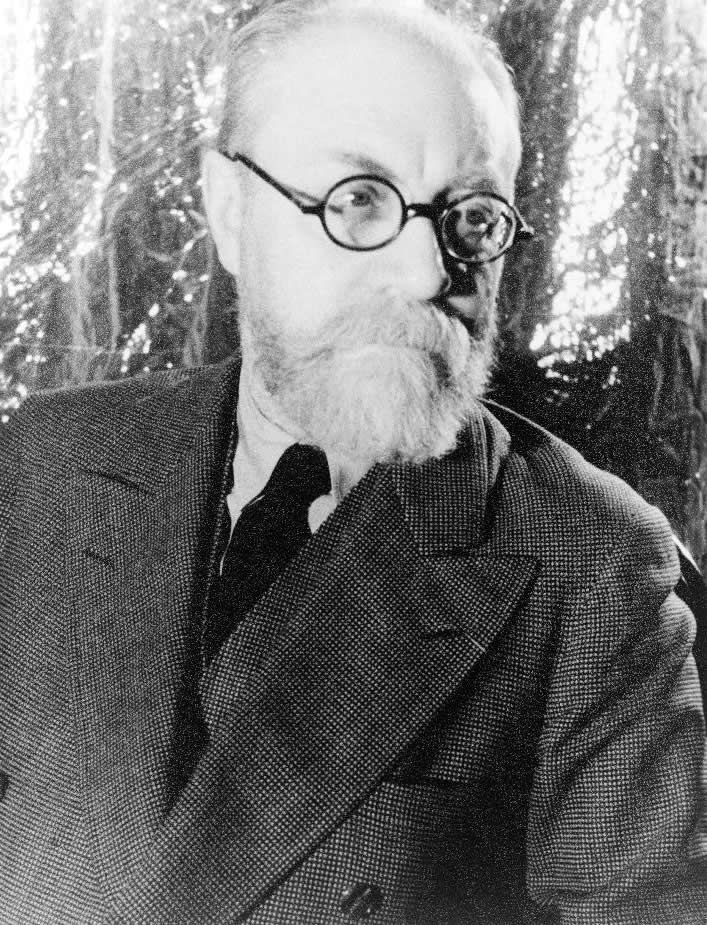
Henri Matisse, 1933

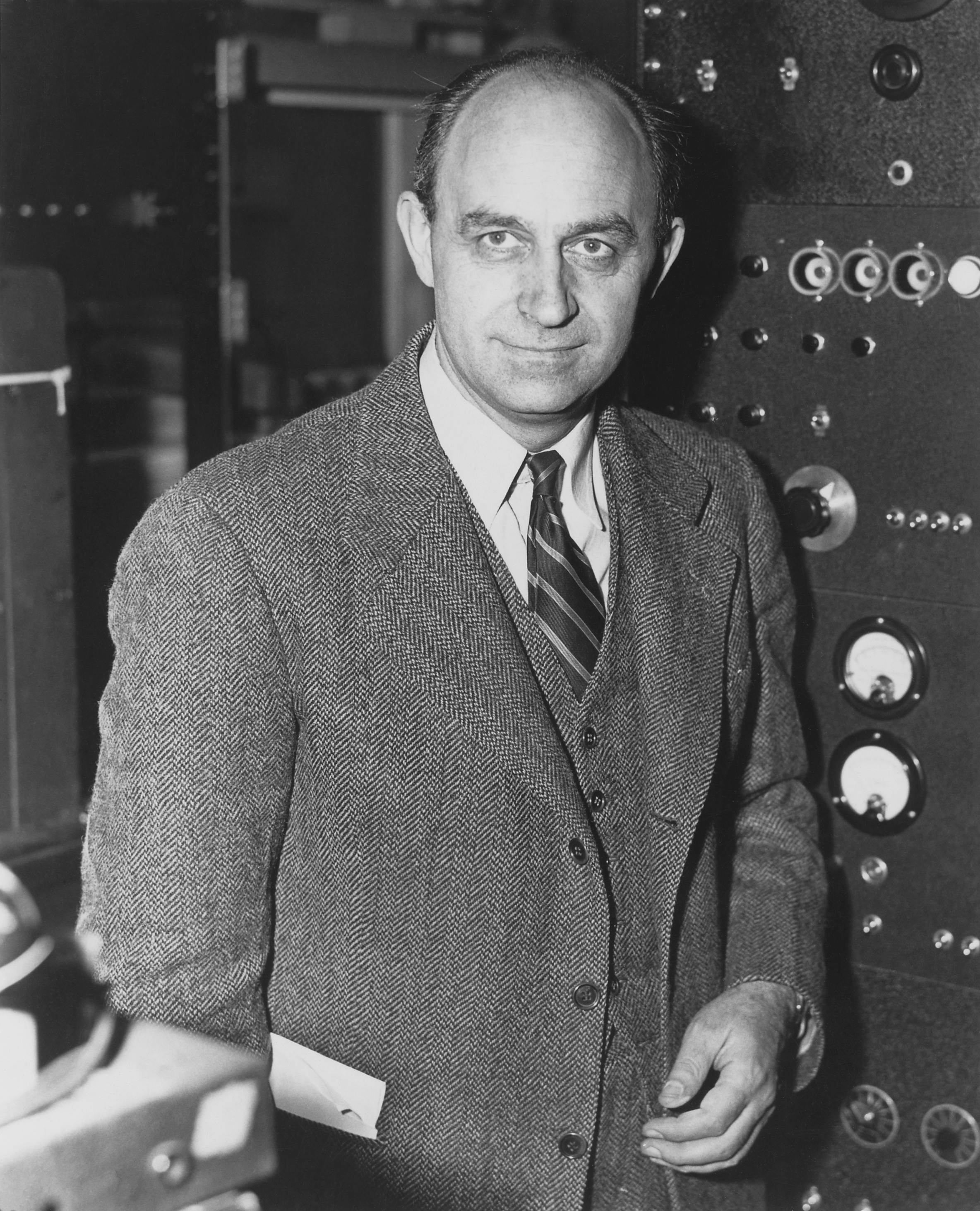
Enrico Fermi

- 03. November: Henri Matisse, französischer Maler (* 1869)
- 05. November: Hot Lips Page, US-amerikanischer Jazzmusiker (* 1908)
- 06. November: Butler Ames, US-amerikanischer Politiker (* 1871)
- 07. November: William B. Umstead, US-amerikanischer Politiker (* 1895)
- 08. November: Charles B. Henderson, US-amerikanischer Politiker (* 1873)
- 09. November: Clifford Walker, US-amerikanischer Politiker (* 1877)
- 12. November: Richard Karl Theodor Ambronn, deutscher Geophysiker (* 1887)
- 12. November: John Meehan, US-amerikanischer Drehbuchautor (* 1890)
- 15. November: Charley Jordan, US-amerikanischer Blues-Sänger, Gitarrist und Songschreiber (* 1890)
- 15. November: Lionel Barrymore, US-amerikanischer Schauspieler und Regisseur (* 1878)
- 16. November: Ewald von Kleist, Generalfeldmarschall im Dritten Reich (* 1881)
- 17. November: Ragnar Sunnqvist, schwedischer Motorradrennfahrer (* 1908)
- 18. November: Edward L. Jackson, US-amerikanischer Politiker (* 1873)
- 19. November: Otto Anthes, deutscher Pädagoge und Schriftsteller (* 1867)
- 20. November: Graf Alexei Ignatjew, russischer und sowjetischer General und Diplomat (* 1877)
- 20. November: Clyde Vernon Cessna, US-amerikanischer Flugpionier (* 1879)
- 21. November: Karol Rathaus, polnischer Komponist (* 1895)
- 21. November: William S. Beardsley, US-amerikanischer Politiker (* 1901)
- 22. November: Moroni Olsen, US-amerikanischer Schauspieler (* 1889)
- 22. November: Roy Rene, australischer Komiker und Schauspieler (* 1891)
- 23. November: Pavel Dědeček, tschechischer Dirigent und Musikpädagoge (* 1885)
- 24. November: Boris Hambourg, russischer Cellist (* 1885)
- 27. November: Juan Gualberto Guevara, Erzbischof von Lima und Kardinal (* 1882)
- 28. November: Enrico Fermi, italienischer Kernphysiker (* 1901)

Wilhelm Furtwängler, 1911

- 30. November: Wilhelm Furtwängler, deutscher Dirigent und Komponist (* 1886)

### Dezember
- 01. Dezember: Fred Rose, US-amerikanischer Country-Musiker, Komponist und Publizist (* 1898)
- 02. Dezember: Enrique Soro Barriga, chilenischer Komponist (* 1884)
- 02. Dezember: James Fairman Fielder, US-amerikanischer Politiker (* 1867)
- 06. Dezember: Ludwig Anschütz, deutscher Chemiker und Professor (* 1889)
- 07. Dezember: Jiang Kanghu, chinesischer Politiker und Literaturwissenschaftler (* 1883)
- 09. Dezember: Josef Escher, Schweizer Politiker (* 1885)
- 14. Dezember: Emil Rausch, deutscher Schwimmer (* 1883)
- 14. Dezember: Willem Vogelsang, niederländischer Kunsthistoriker (* 1875)
- 15. Dezember: Papa Celestin, US-amerikanischer Jazz-Trompeter, Kornettist, Sänger und Bandleader (* 1884)
- 16. Dezember: Lee Morse, US-amerikanische Sängerin und Songwriterin (* 1897)
- 19. Dezember: Wiktor Semjonowitsch Abakumow, sowjetischer Minister für Staatssicherheit (* 1908)
- 19. Dezember: Hermann Adolf Wilhelm Aisch, deutscher Pfarrer und Schriftsteller (* 1867)
- 20. Dezember: James Hilton, englischer Schriftsteller (* 1900)
- 20. Dezember: Emilis Melngailis, lettischer Komponist (* 1874)
- 25. Dezember: Johnny Ace, US-amerikanischer Musiker (* 1929)
- 25. Dezember: Rosario Scalero, italienischer Violinist, Musikpädagoge und Komponist (* 1870)
- 26. Dezember: Christian Frederik Beck, dänischer Maler (* 1876)
- 28. Dezember: Wincenty Lutosławski, polnischer Philosoph (* 1863)
- 28. Dezember: Heinrich Uhlendahl, deutscher Bibliothekar (* 1886)
- 29. Dezember: Bolesław Fotygo-Folański, polnischer Schauspieler, Opernsänger und -Regisseur (* 1883)
- 30. Dezember: Eugen von Österreich-Teschen, österreichischer Feldmarschall im Ersten Weltkrieg (* 1863)
- 30. Dezember: Günther Quandt, deutscher Industrieller (* 1881)

### Genaues Sterbedatum unbekannt
- Theodor Artmann, deutscher Kaufmann und Politiker (* 1882)
- Yehuda Leib Ha-Levi Ashlag, polnischer Kabbalist (* 1884)
- Charlie Collier, britischer Motorradrennfahrer und Unternehmer (* 1885)

## Wissenschaftspreise

### Nobelpreise
- Physik: Max Born und Walther Bothe
- Chemie: Linus Pauling
- Medizin: John Franklin Enders, Thomas Huckle Weller und Frederick Chapman Robbins
- Literatur: Ernest Hemingway
- Friedensnobelpreis: Flüchtlingskommissariat der Vereinten Nationen (UNHCR)

### Fields-Preis
- Kunihiko Kodaira, für Resultate in der Theorie harmonischer Integrale, zahlreiche Anwendungen auf Kählermannigfaltigkeiten und insbesondere algebraische Varietäten und Beweis mittels Garbenkohomologie, dass dies Hodge-Mannigfaltigkeiten sind (Algebraische Topologie, Hodge-Theorie).
- Jean-Pierre Serre, für Resultate zu den Homotopiegruppen von Sphären unter Einsatz von Spektralsequenzen, Neuformulierung und Erweiterung von Ergebnissen der Funktionentheorie mit dem Begriff der Garbe (Algebraische Topologie, Algebraische Geometrie).